# Pintura europeia (da Pré-História à Idade Média)

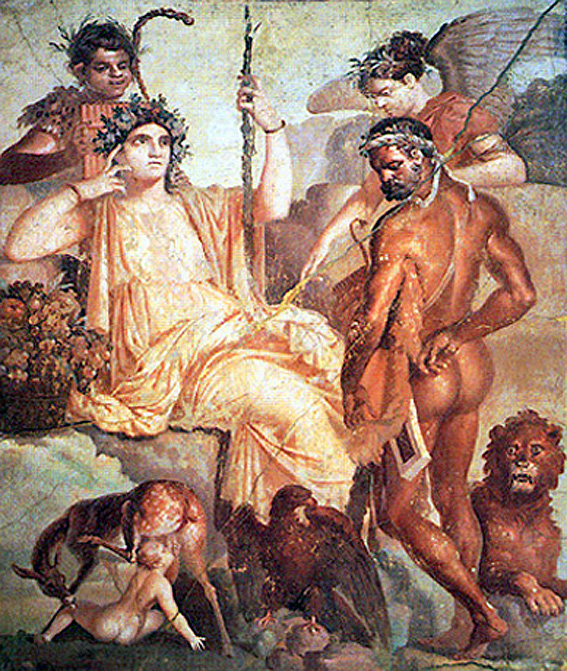
Hércules encontrando seu filho Télefo, afresco romano na Basílica de Herculano, bom exemplo do cânone clássico, formulado pela primeira vez na Grécia Antiga e até hoje uma das referências estéticas mais constantes na pintura ocidental.

A pintura europeia constitui a base da tradição ocidental de pintura. Uma das formas de arte mais consistentemente prestigiadas e populares desde a Antiguidade, o acervo que sobrevive é vasto e extremamente diversificado, resultado de diferentes fatores estéticos, culturais, sociais e econômicos, próprios de cada região e de cada fase cronológica. A trajetória da pintura europeia cobre um período de quase 40 mil anos, se estendendo da Pré-História à Contemporaneidade, mas neste artigo limita-se o estudo até a Idade Média, quando são lançadas e consolidadas algumas das principais bases estéticas e técnicas da pintura como ela é praticada até hoje em todo o mundo, sendo a contribuição europeia uma das mais relevantes em escala global. 
Muitos foram os motivos que levaram o homem a pintar, e muitas foram as capacidades atribuídas a esta forma de expressão. Seus primeiros praticantes provavelmente a consideravam um veículo de poderes sobrenaturais, e desde então ela incorporou outros atributos, principalmente o de instrumento didático, usada maciçamente na doutrinação religiosa, na propaganda política e na educação pública, sendo neste intervalo uma arte na maior parte das vezes eminentemente utilitária, ainda que os critérios estéticos não fossem negligenciados. Para cumprir bem esta importante função social, num tempo em que a maioria da população era analfabeta, naturalmente a pintura assumiu um caráter predominantemente figurativo e narrativo, sendo essencial que a mensagem fosse compreendida de maneira clara e correta. Foram variadas as técnicas empregados na sua execução, podendo ser citadas como tradicionais a têmpera, o afresco, a encáustica e, última a aparecer, o óleo. 
A pintura da Europa neste período tem sido exaustivamente estudada e interpretada pelos especialistas e é fonte da conhecimentos inestimáveis sobre a história, a sociedade, a cultura e o modo de vida de pessoas e grupos de todos os perfis, sendo um material didático regularmente presente nas atividades escolares e acadêmicas, mas muito ainda está para ser conhecido ou melhor esclarecido, havendo considerável controvérsia e incerteza sobre uma variedade de aspectos. Inumeráveis museus públicos e privados se dedicam a preservar este grande legado, que tem sido identificado como um dos mais representativos da cultura do ocidente.

## Pré-História

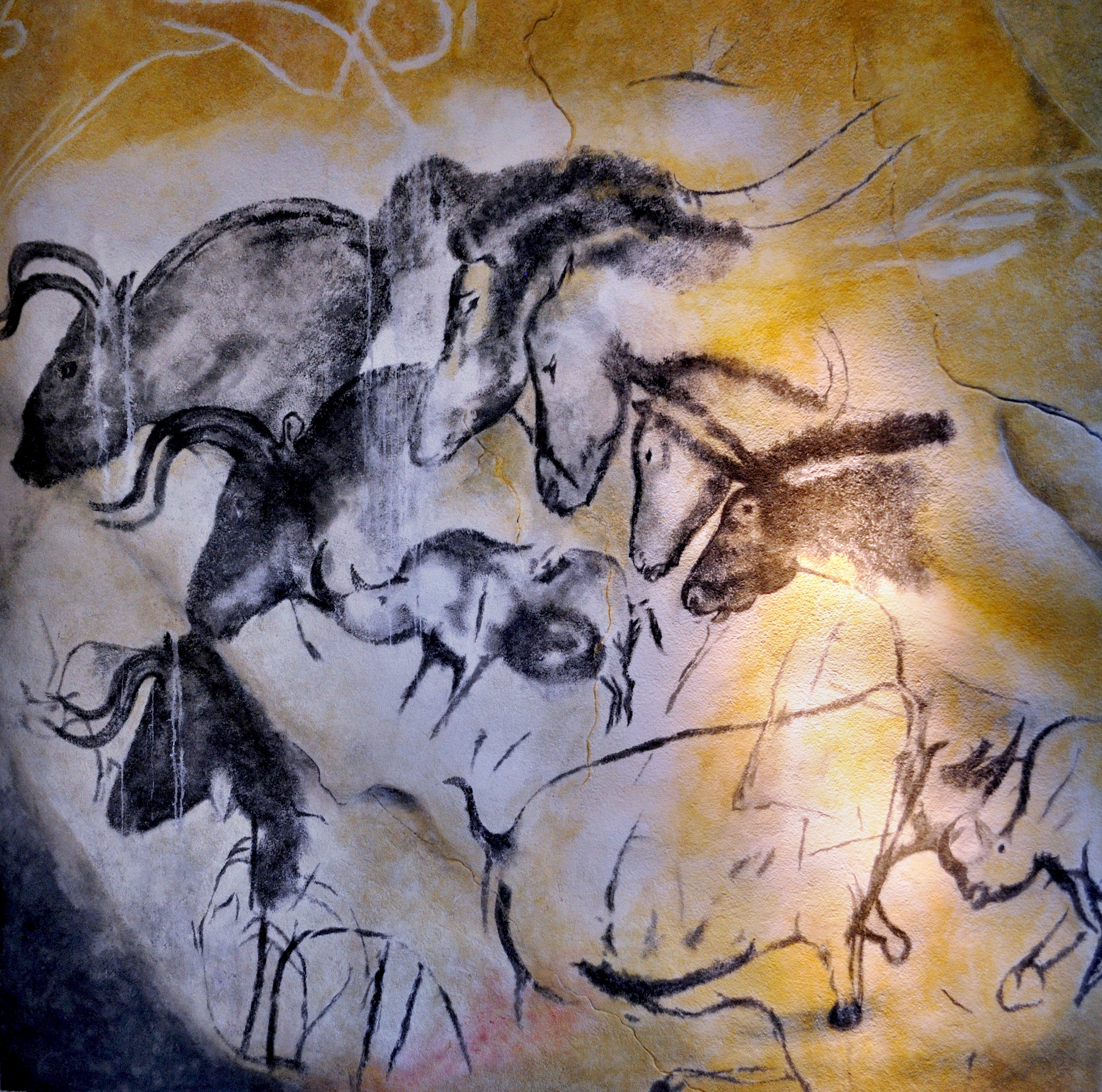
Animais representados na Caverna de Chauvet, em geral consideradas as mais antigas pinturas rupestres

Os mais antigos registros de pintura se encontram em cavernas e abrigos rochosos habitados por homens pré-históricos, conhecidos como registros rupestres. Espalham-se por quase todas as regiões do globo, com características e datação variáveis. Acredita-se que os mais antigos possam ter cerca de 40 mil anos de idade, mas sua datação é muito problemática, persistindo grande controvérsia sobre os resultados, devido à facilidade com que as amostras são contaminadas por materiais de épocas diferentes.
As pinturas rupestres exibem grande diversidade de motivos e técnicas. A maior parte traz figuras de animais, mas também é frequente encontrar figuras de pessoas, plantas, objetos, com variados graus de realismo e às vezes organizadas em cenas complexas, além de existir um grande acervo de representações abstratas e gráficas, que podem ou não ser combinadas às figuras. Muito já se discutiu sobre o significado dessa produção, e como ela se inseria no cotidiano daquelas sociedades, mas nada se concluiu com segurança. Em geral, contudo, se pensa que possam ter função mágica e propiciatória, atraindo boa caça, favorecendo a fertilidade e afastando perigos, por exemplo; também podem representar cenas simples do cotidiano; podem ser uma linguagem simbólica, veiculando ideias, sentimentos e conceitos abstratos, ou podem ser apenas fruto de passatempo descompromissado. Devido a esta grande incerteza, muitos pesquisadores resistem à ideia de que esses registros sejam obras de "arte" como hoje ela é entendida. Alguns estudos sugerem que grande parte do acervo foi produzido por crianças e jovens.
Também é incerta a maneira de produção dessas pinturas. Os pigmentos (cores) são mais facilmente identificáveis, sendo em geral argilas coloridas, minerais triturados e carvão, mas os veículos ou meios por onde eram fixados, provavelmente materiais orgânicos e facilmente perecíveis como sangue, clara e gema de ovos, saliva, urina, excrementos, gorduras e ceras, deixaram poucos rastros identificáveis após tantos milênios de exposição. Entre os mais famosos relicários dessa arte na Europa podem ser citados as cavernas de Altamira, na Espanha, a primeira a ser descoberta, gerando imediatamente grande interesse e controvérsia, Chauvet e Lascaux na França, e a Anta Pintada de Antelas, em Portugal.

## Antiguidade

### Creta, Micenas e Cíclades

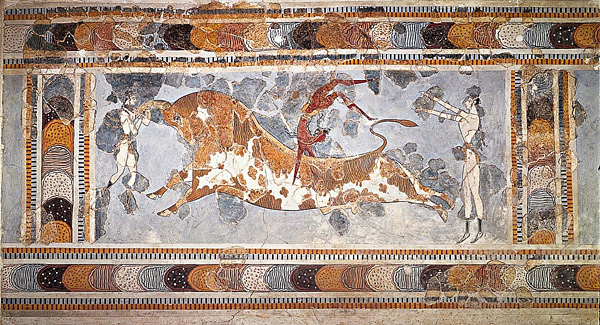
Fragmento de mural do palácio minoico de Cnossos, Creta, com a famosa cena de acrobatas com um touro

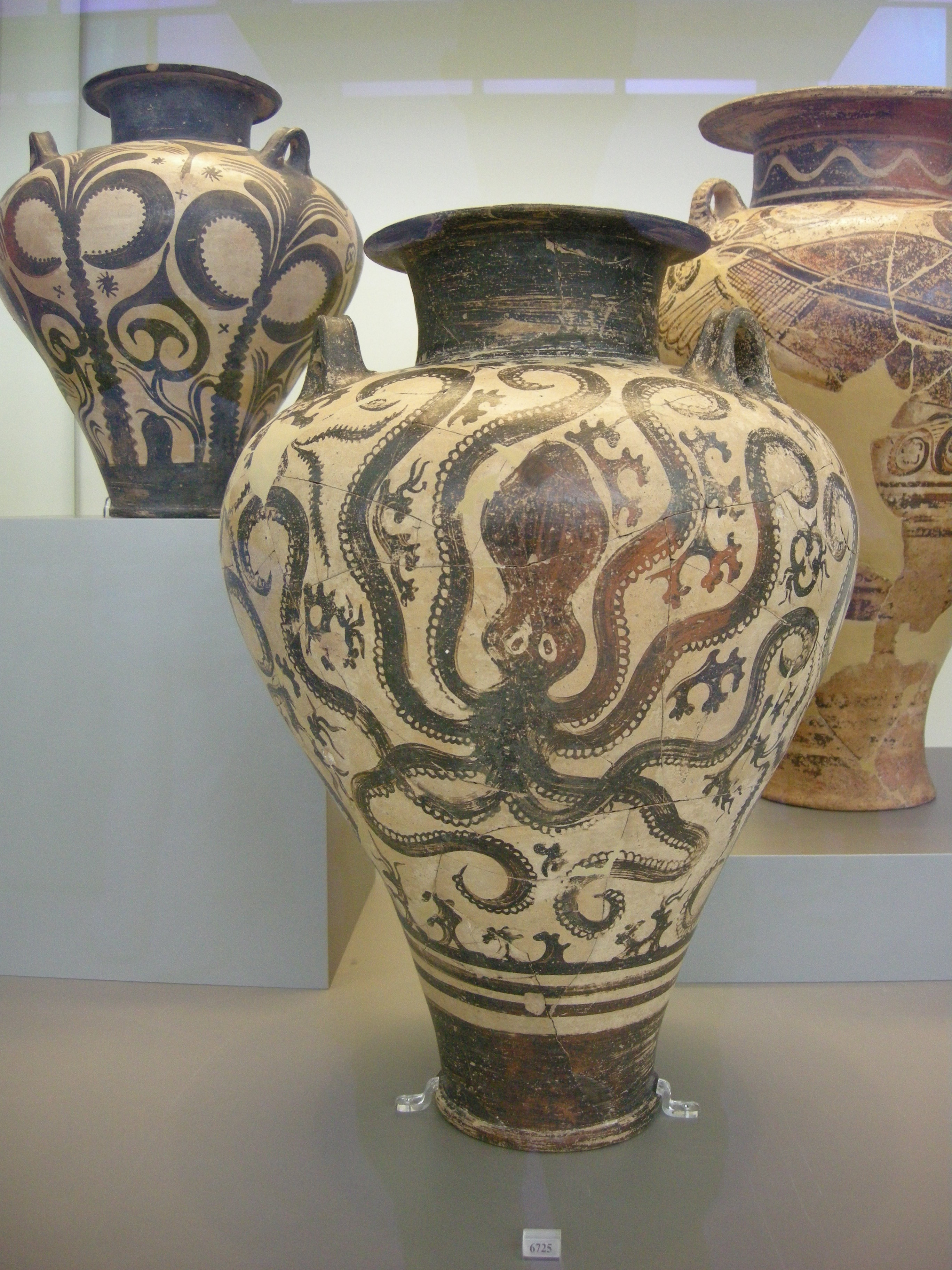
Ânforas micênicas encontradas na Argólida decorados com pintura de animais marinhos

No período neolítico a tradição da pintura rupestre começa a declinar em função do desenvolvimento da agricultura e da progressiva sedentarização e urbanização das sociedades. Os primeiros assentamentos europeus urbanizados não trazem evidências de terem transportado a arte rupestre para o ambiente das habitações construídas nos primeiros povoados, ao contrário de assentamentos orientais, como Çatal Hüyük, onde foram descobertos murais de mais de 8 mil anos de idade. Por outro lado, inicia-se uma tradição de pintura sobre artefatos de cerâmica, como vasos e potes, que permanece viva até hoje. Em torno de 3 000 a.C. começam a surgir pequenos povoados nas ilhas e no continente do leste da bacia do Mediterrâneo, dando origem a três grandes culturas: a minoica, em Creta, a cicládica, nas ilhas do mar Egeu, e a micênica, na Grécia continental. Suas sociedades, baseadas na agropecuária de subsistência, ganhavam crescente complexidade, desenvolvendo variadas formas de manufaturas e iniciando o trabalho com o cobre. Inicialmente apenas a corrente cretense mostrou um interesse apreciável na decoração pintada de vasos, mas logo ambas as outras também passaram a desenvolver uma fértil tradição neste sentido. Pouco se sabe sobre o significado desta forma de expressão, mas seus motivos aparentemente imitavam padrões usados em têxteis e em cestaria, com figuras esquematizadas e formas geométricas. Em Creta, que no segundo milênio a.C. desenvolveu uma sociedade monárquica com sofisticada urbanização, contando até com palácios, aparecem os primeiros sinais de pinturas murais, mas poucos restos sobrevivem. Esta região do Mediterrâneo no final da Idade do Ferro começou a se tornar densamente povoada e intensamente transitada, tornando-se uma encruzilhada de povos asiáticos, europeus e africanos, um grande entreposto de trocas comerciais e culturais e uma zona de importância estratégica vital na geopolítica regional, desenvolvendo a escrita e uma rica cultura que viria a se tornar a base da civilização do ocidente.
Os modelos cretenses de pintura mural se tornaram um padrão para toda esta área, surgindo palácios e grandes edificações decoradas em vários pontos insulares e continentais. Tinham um estilo figurativo mesclado a uma rica decoração geometrizante, representando pessoas em variadas atividades, como cenas de culto, jogos, cerimônias palacianas, além de animais e paisagens. O tratamento das figuras é elegante mas esquemático, em geral com um contorno firmemente desenhado delimitando áreas preenchidas com cores planas, sem sombreados e sem perspectiva, o que dá a esta produção um marcado caráter gráfico e decorativo, que parece devedor da pintura em cerâmica. Sobrevivem exemplos importantes em Acrotíri, na ilha de Tera, por exemplo, e também no palácio de Cnossos, em Creta, em um monumento em Pilos, e em um santuário de Micenas, ambos na Grécia continental. Em torno do século XIII a.C. ocorre um súbito eclipse das civilizações egeias. As causas ainda são desconhecidas, mas os resultados foram uma grande redução populacional, a desestruturação das cidades e o declínio acentuado de todas as atividades culturais e artísticas, a ponto de até a escrita deixar de ser praticada. Foi o período conhecido como Homérico, onde nada foi produzido em pintura mural.

### Grécia

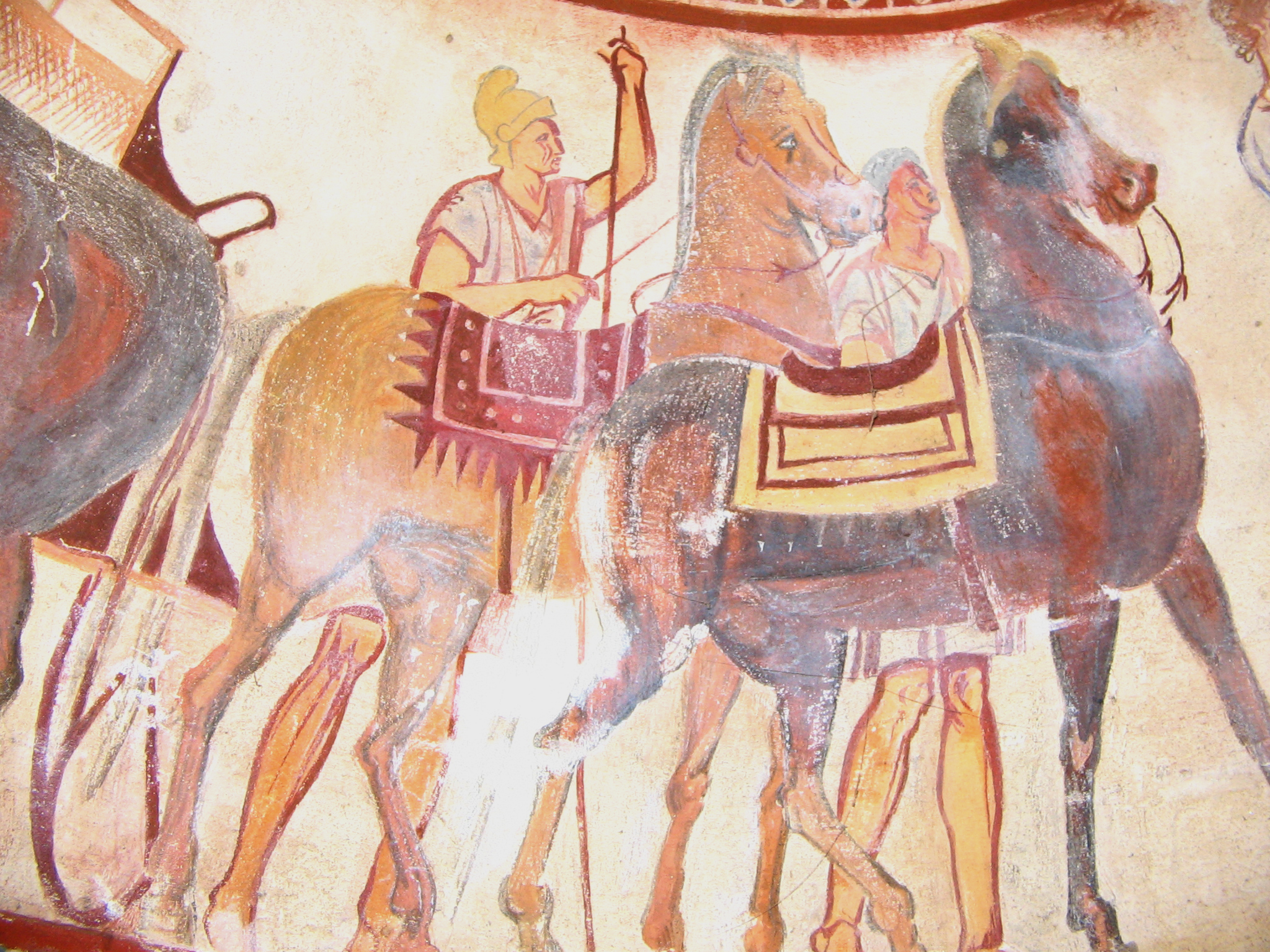
Afresco na Tumba de Kalanzak

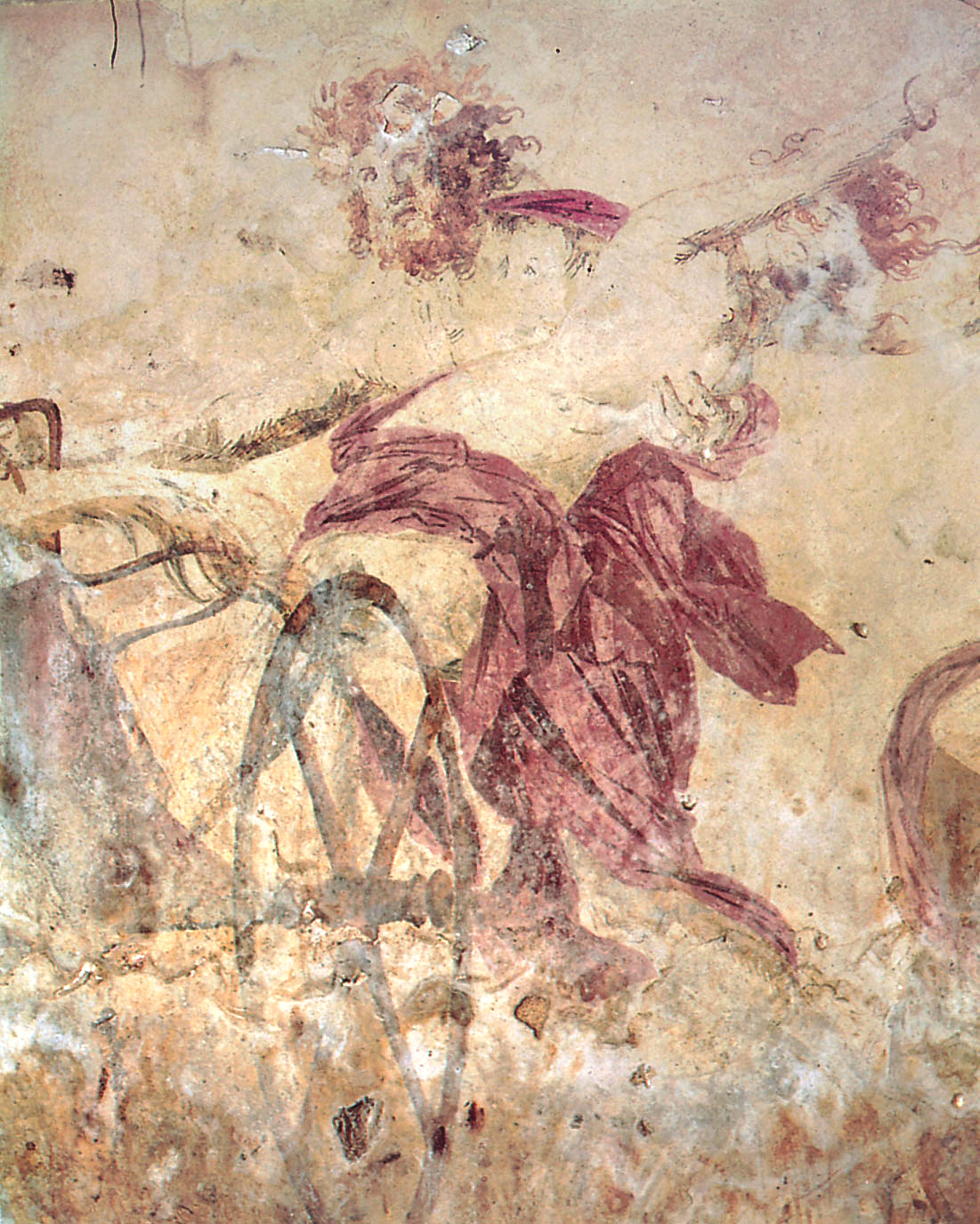
Detalhe do afresco Rapto de Perséfone, de autor anônimo, na Pequena Tumba Real em Vergina, século IV a.C.

Em torno do século XI a.C. inicia uma rápida recuperação da sociedade grega, sedimentando as bases de um grande florescimento. Sua história é dividida em sub-períodos, começando com o proto-geométrico, passando pelo geométrico, orientalizante, arcaico e clássico e encerrando com o período helenístico. Cada fase tem suas próprias características, mas a tendência geral foi uma progressiva sofisticação na representação ilusionística da natureza, dando-lhe mais fidelidade ao mundo real, ao mesmo tempo tentando-se expurgar as imperfeições naturais dos indivíduos em busca do seu protótipo ideal. Isso estava ligado a grandes avanços na ciência, na filosofia, na tecnologia e outras áreas, e a um espírito inquisitivo, audaz, que colocava o homem como a nova medida das coisas.
A Grécia Antiga trouxe várias inovações essenciais à pintura, incluindo o desenvolvimento da perspectiva visual e do sombreado volumétrico para dar profundidade tridimensional à representação de cenas complexas, situando-as num espaço ilusório mas funcionalmente muito realista, além de haver desenvolvido um modelo de corpo humano de base ao mesmo tempo idealista e naturalista, de grande tradição posterior. Há testemunhos do uso de variados materiais como suporte, tais como as paredes, a madeira, o marfim e pedras. Há sinais de ter sido praticada a pintura a óleo em pequena escala, mas em geral os materiais preferidos eram a têmpera à base de ovo, a encáustica, à base de cera, outra inovação grega, e o afresco parietal, usando pigmentos minerais e vegetais num meio aquoso. As cores preferidas eram o branco, o preto, o amarelo ocre e o vermelho; verde e violeta eram tons menos permanentes e menos usados, e o azul era muito caro, produzido pela trituração de uma pedra semipreciosa, o lápis-lazúli. Também eram pintadas arquitetura e estatuária com cores vibrantes. Nesta fase, que transcorre do {século VIII até o I a.C., são lançados os alicerces da pintura moderna, sendo desenvolvidos meios e elementos expressivos, simbólicos, ilusionísticos e descritivos que permaneceriam canônicos até a contemporaneidade na pintura do ocidente, com fases de maior ou menor prestígio. É quando pela primeira vez se tem uma base mais segura para a interpretação do significado da obra e do conceito de arte associado à pintura, havendo grande quantidade de relatos literários e tratados falando da pintura, embora naquela época não houvesse uma separação entre arte e técnica, sendo ambas chamadas techné. Uma grande obra de arte era para eles uma grande realização técnica (aristourgēma). Era uma atividade eminentemente funcional, ainda não se formara o conceito de arte pela arte, que só apareceu com os helenistas, no fim da civilização grega. Não obstante, foi sempre imbuída de múltiplas associações e capacidades em outros níveis, destinada inicialmente a proporcionar ilustrações de conceitos morais, estéticos e políticos que visavam educar a sociedade através do exemplo digno de ser imitado, buscando formar cidadãos plenos e felizes, mais tarde passou a servir à crônica do cotidiano e do mundo comum, e no final do período passou a ser também criada e apreciada por simples prazer.
Sua temática se revelou variada: batalhas, cenas mitológicas, passagens da história e cerimônias públicas, além de ter grande função no culto religioso e na devoção popular através do uso em ex-votos. Seu estilo inicialmente é gráfico, com figuras esquemáticas e associadas a padrões geométricos, revelando o débito para com a cultura micênica e a pintura de vasos. No período clássico, no século V a.C., rapidamente se desenvolve o naturalismo e a tridimensionalidade ilusionística, tendo Atenas como principal centro cultural da Grécia, irradiando influência para todos os lados. A cenografia teatral pode ter tido importante papel nessa evolução. Ao mesmo tempo, a técnica se enriquece, e o caráter gráfico cede terreno para o tratamento eminentemente pictórico das superfícies, com zonas de sombreado, degradê e uso de variados tipos de pincelas e ênfases expressivas, através de tracejados, pontilhados, espatulados, etc, que criam pontualmente efeitos às vezes próximo do pontilhismo ou do expressionismo modernos.

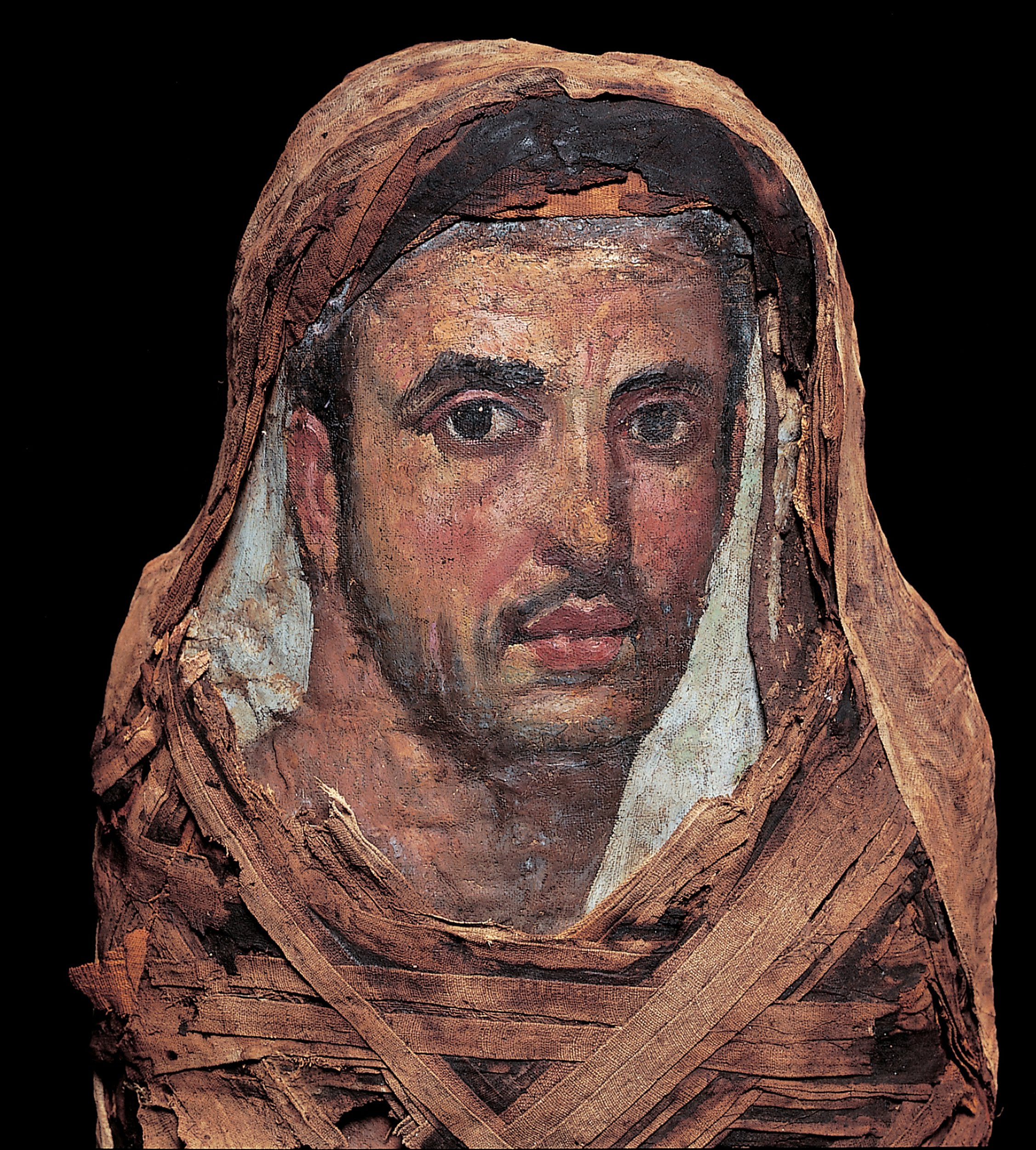
Um dos retratos de Faium, usados para cobrir o rosto de múmias

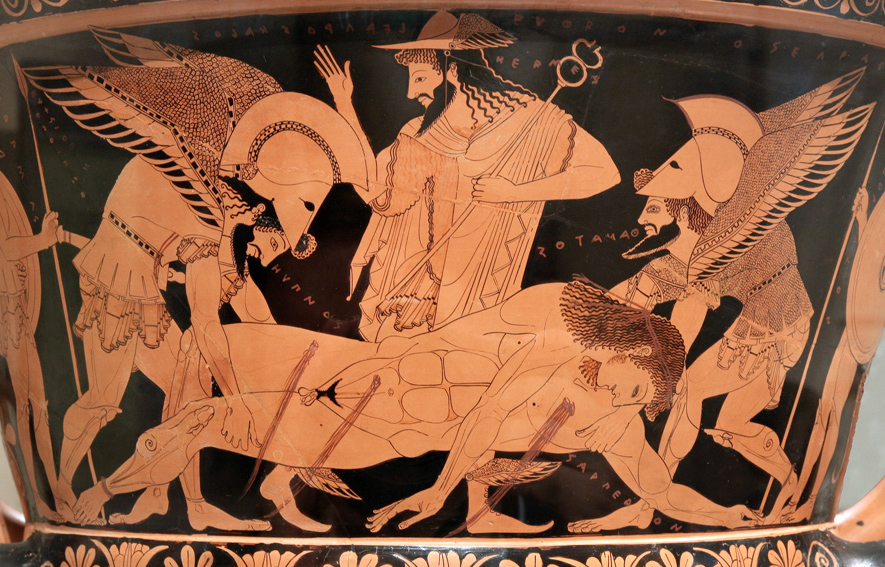
Detalhe da Cratera de Eufrônio, vaso de c., mostrando o corpo de Sarpedão carregado por Hipnos (sono) e Tânatos (morte) sob a vigilância de Hermes

Todas essas técnicas e motivos formais foram avidamente recebidos em seu tempo, tornaram-se a base da pintura etrusca, principalmente no período arcaico, também fundamentaram a pintura romana e depois a ocidental ao longo dos séculos, e ainda hoje são largamente utilizados na prática da pintura contemporânea, o que demonstra a importância do seu legado e o brilho de seu engenho para encontrar soluções práticas para o problema, crucial para a pintura figurativa, como foi praticamente toda a pintura grega antiga, da representação em duas dimensões de uma realidade tridimensional. O desenvolvimento de grandes novas capacidades para essa representação e o impacto da produção da época entre seu público fez com que a pintura contribuísse, junto com a escultura, para o florescimento de um rico debate teórico a respeito da ética na arte, sobre os seus fundamentos científicos, suas capacidades pedagógicas e sua utilidade cívica, e sobre a natureza, o caráter e a função da mímese, um debate que mereceu a atenção de homens notáveis como Anaxágoras, Demócrito, Sócrates, Platão e Aristóteles.
Vários escolas se formaram, rivalizando entre si, e muitos pintores se tornaram célebres, como Agatarco, Polignoto, Apeles e Zêuxis. Suas obras valiam fortunas e eram avidamente colecionadas pelos gregos e romanos. Apesar de tanta importância, ela só é conhecida basicamente pelo seu legado para os romanos, que depois o transmitiram aos tempos recentes. A vasta maioria da produção grega se perdeu no curso dos tempos, sobrevivendo poucos exemplares, de qualidade em geral baixa. A literatura, porém, dá uma vívida ideia do quanto a pintura era disseminada e popular entre todos os estratos sociais. Entre as relíquas mais importantes estão os afrescos na Tumba de Kalanzak e nas Tumbas Reais de Vergina.
O final do período grego é chamado helenístico, quando sua cultura se espalha por grande território asiático e africano e dali absorve novas influências. Nesta fase a representação se torna mais refinada, elegante e emocional, começam a aparecer retratos realistas, e firma-se o valor da arte como simples fonte de prazer estético, desligando-a do seu caráter funcional e social, embora muitas vezes continuasse sendo usada como antes. Proliferam as naturezas-mortas, as paisagens e as cenas do cotidiano. Também é importante um acervo de retratos fúnebres em encáustica, encontrado em Faium, no Egito helenizado, muitos deles de elevada expressividade, sofisticação técnica e realismo, e outros de fatura popular. Apesar da grande perda geral, a pintura em vasos, que sempre floresceu um pouco à parte das outras espécies, foi muito melhor preservada, sobrevivendo extenso acervo de alta qualidade, com variadíssima iconografia, que até hoje é fonte de rica informação sobre as crenças, valores, usos e costumes da sociedade grega. Duas grandes correntes dividem esta produção: os vasos com figuras negras em fundo vermelho, e os vasos com figuras vermelhas em fundo negro. Há pouco uso do branco e muito menos de outras cores.

### Roma

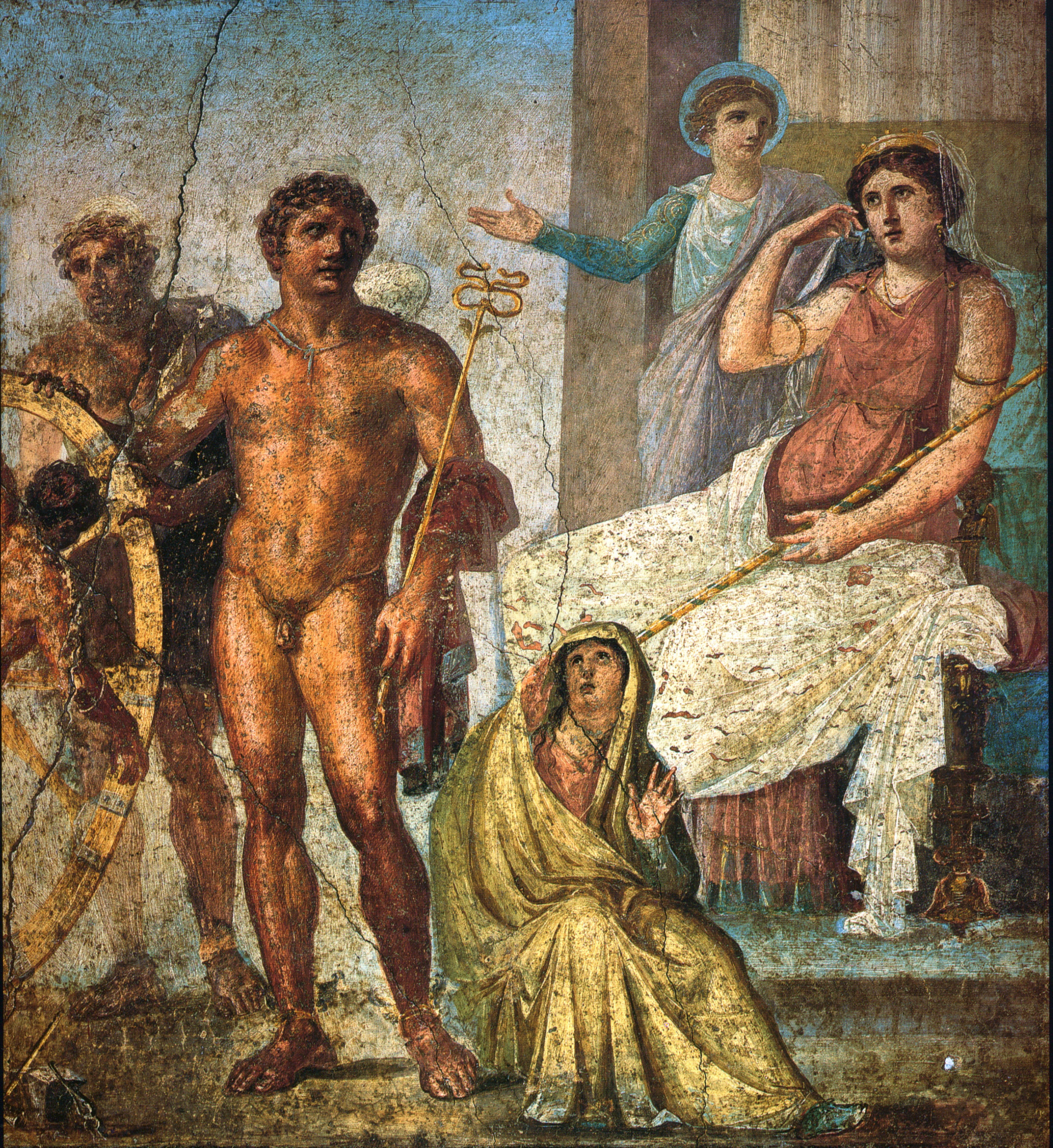
Cena da vida de Íxio, Casa dos Vécios, Pompeia

Embora os gregos permanecessem como a referência fundamental ao longo de toda a história da pintura romana, os romanos foram capazes de introduzir leituras próprias na tradição recebida e mesmo elementos originais, criando uma linguagem individualizada. Deram grande valor ao historicismo e foram extremamente ecléticos no uso de referências de estilos e épocas diferentes para criar composições novas. A eles se deve a maior parte do conhecimento atual sobre o que foi a pintura grega, devido à extensa perda dos testemunhos materiais, mas mesmo eles não tiveram sorte muito melhor, com a vasta maioria do seu acervo perdido também. Salvou-se, porém, enorme coleção nas cidades de Pompeia e Herculano, soterradas por uma erupção do Vesúvio que preservou seus murais, havendo ainda exemplos isolados e em geral fragmentários em vários outros locais do antigo Império Romano.
Os romanos levaram adiante as pesquisas gregas sobre a tridimensionalidade, e construíram cenas urbanas de grande complexidade arquitetônica e espacial, de impactante efeito plástico e ilusionístico, que podiam ser organizadas em programas complexos e integrados nos vários espaços dos grandes palácios e villas aristocráticas. Deram grande valor à paisagem e à natureza-morta. Suas fases finais mostram a influência da arte egípcia e oriental, com o desenvolvimento de um estilo exuberante e suntuoso, chamado "barroco", com amor ao detalhe precioso e cenas de grande força expressiva, inseridas em cenários arquitetônicos. Além do mural, os romanos parecem ter feito uso frequente dos suportes de tecido (telas), marfim, madeira, metal e pedra, mas escassos fragmentos sobrevivem, e chegaram aos nossos dias também alguns manuscritos com iluminuras.
No final de sua trajetória, muito pela crescente influência cristã, progressivamente abandona-se a referência grega, e perde-se o gosto pela representação naturalista, pela perspectiva e pelo nu, antes tão presente, desenvolvendo-se um estilo mais hierático e esquemático, que seria a base da pintura paleocristã, bizantina e medieval. Sua tradição reemergiu em vários momentos da história ao longo de muitos séculos, e daria muitos subsídios para os pintores do Renascimento, do Neoclassicismo e do Romantismo.

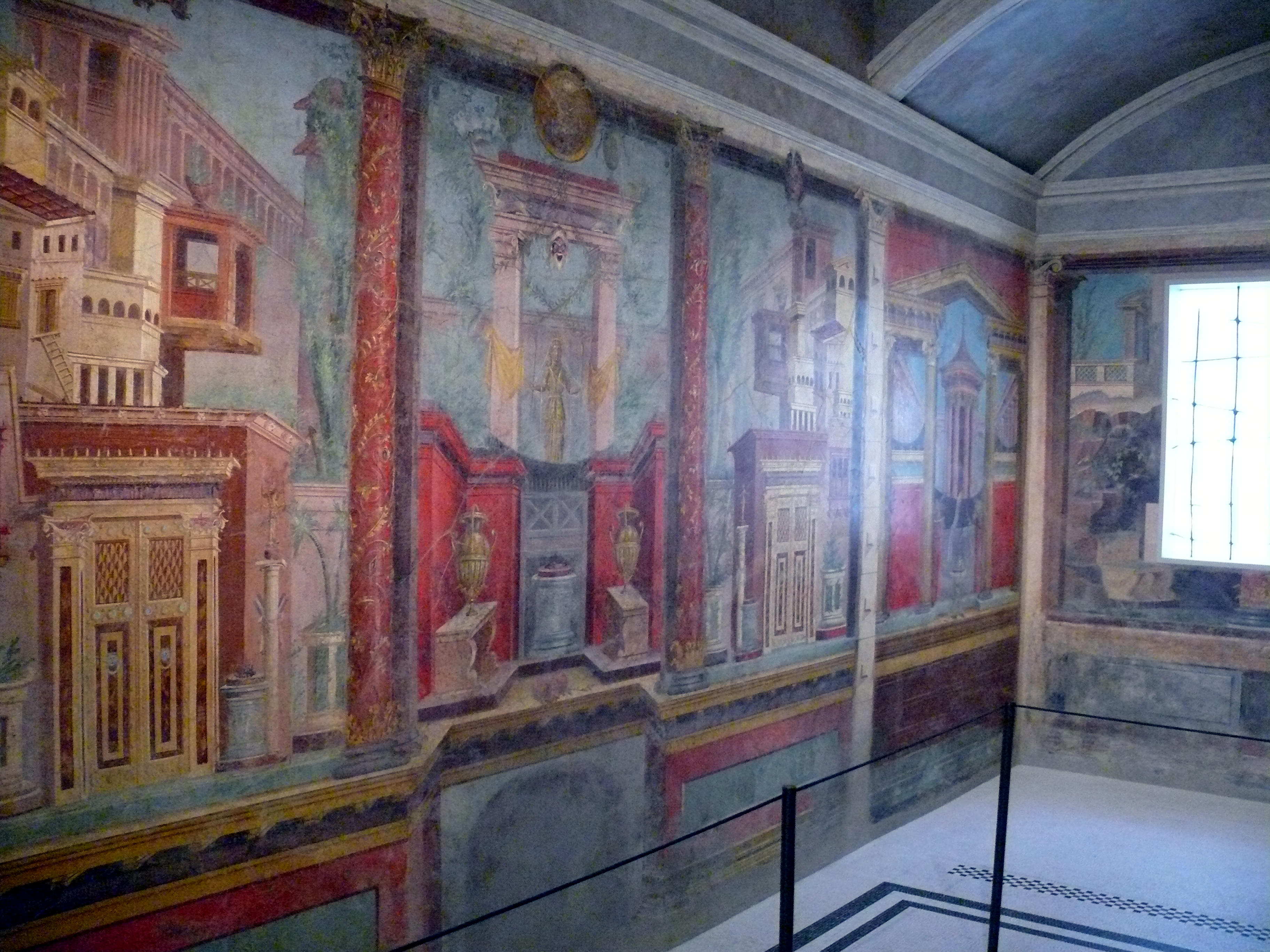
Afresco da Villa de Fânio Sinistor em Boscoreale
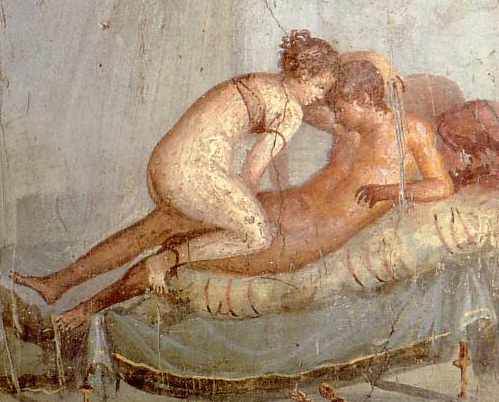
Cena erótica, Casa do Centenário, Pompeia
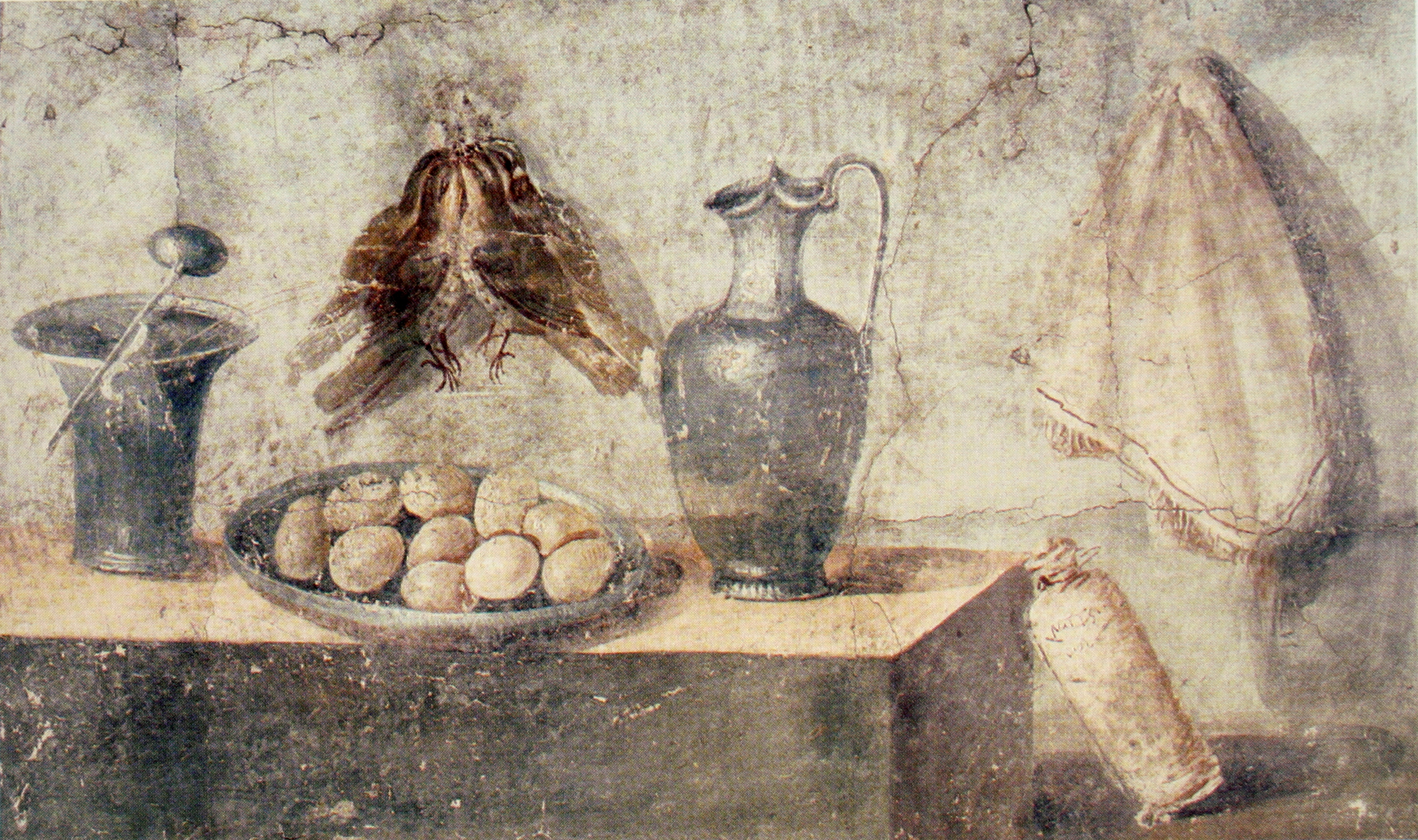
Natureza-morta na Casa de Júlia Félix, Pompeia
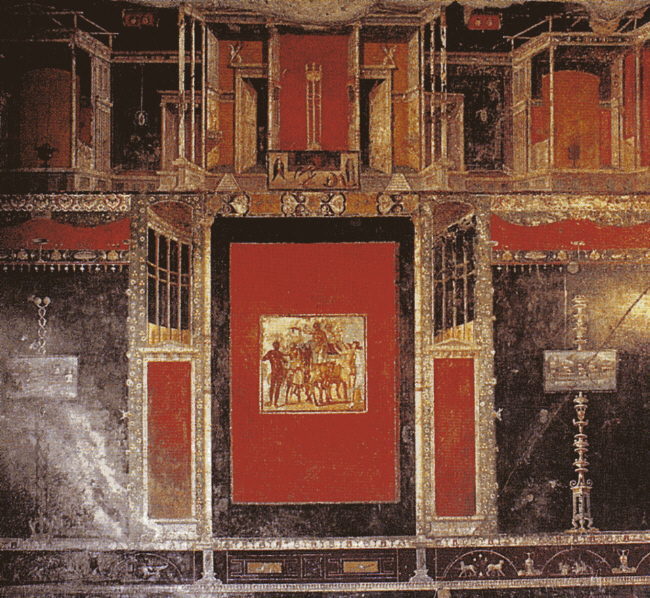
Casa de Lucretius Fronto, Pompeia.

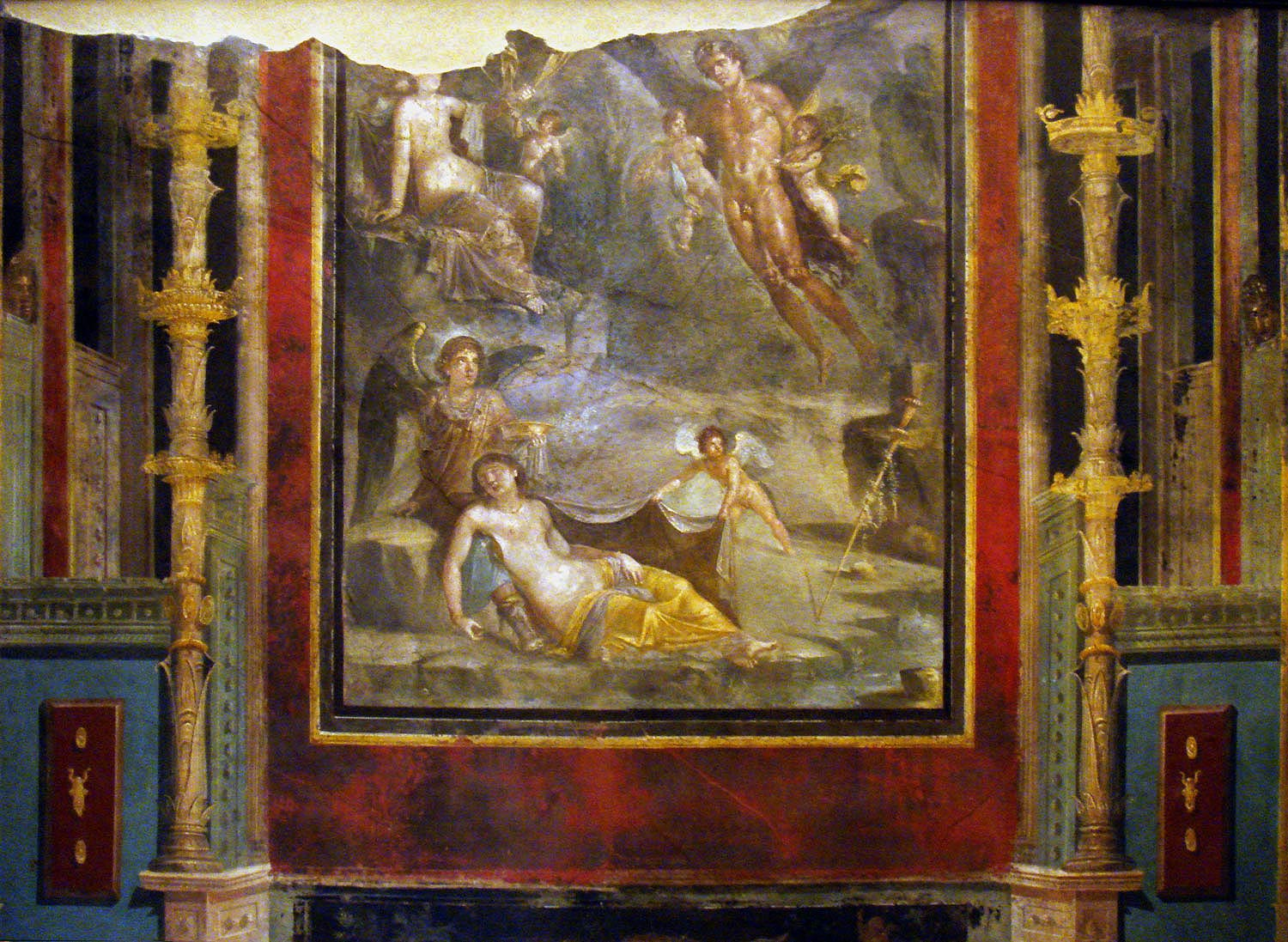
Bodas de Zéfiro e Cloris, Casa de Naviglio, Pompeia
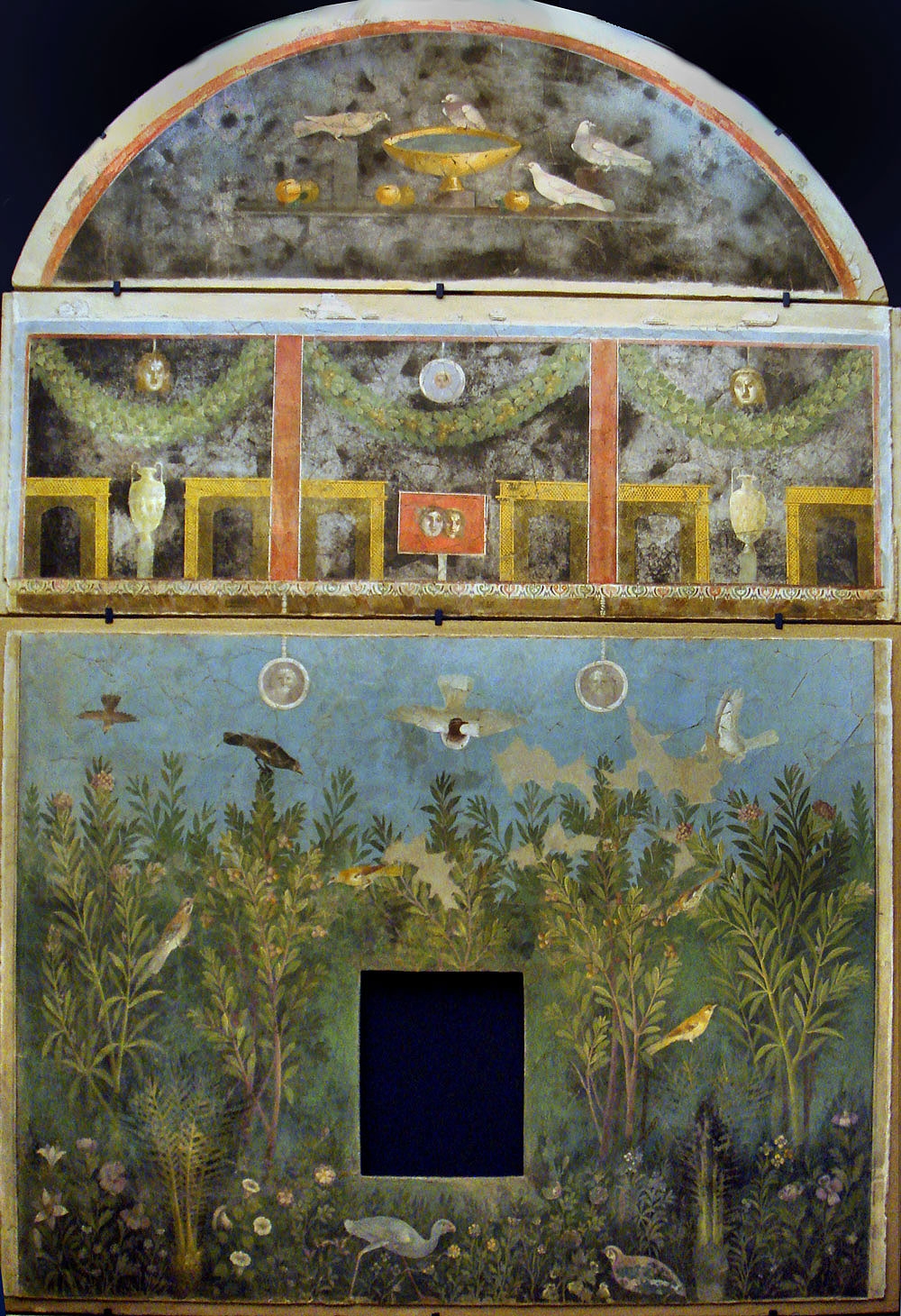
Casa do Bracelete de Ouro, Pompeia
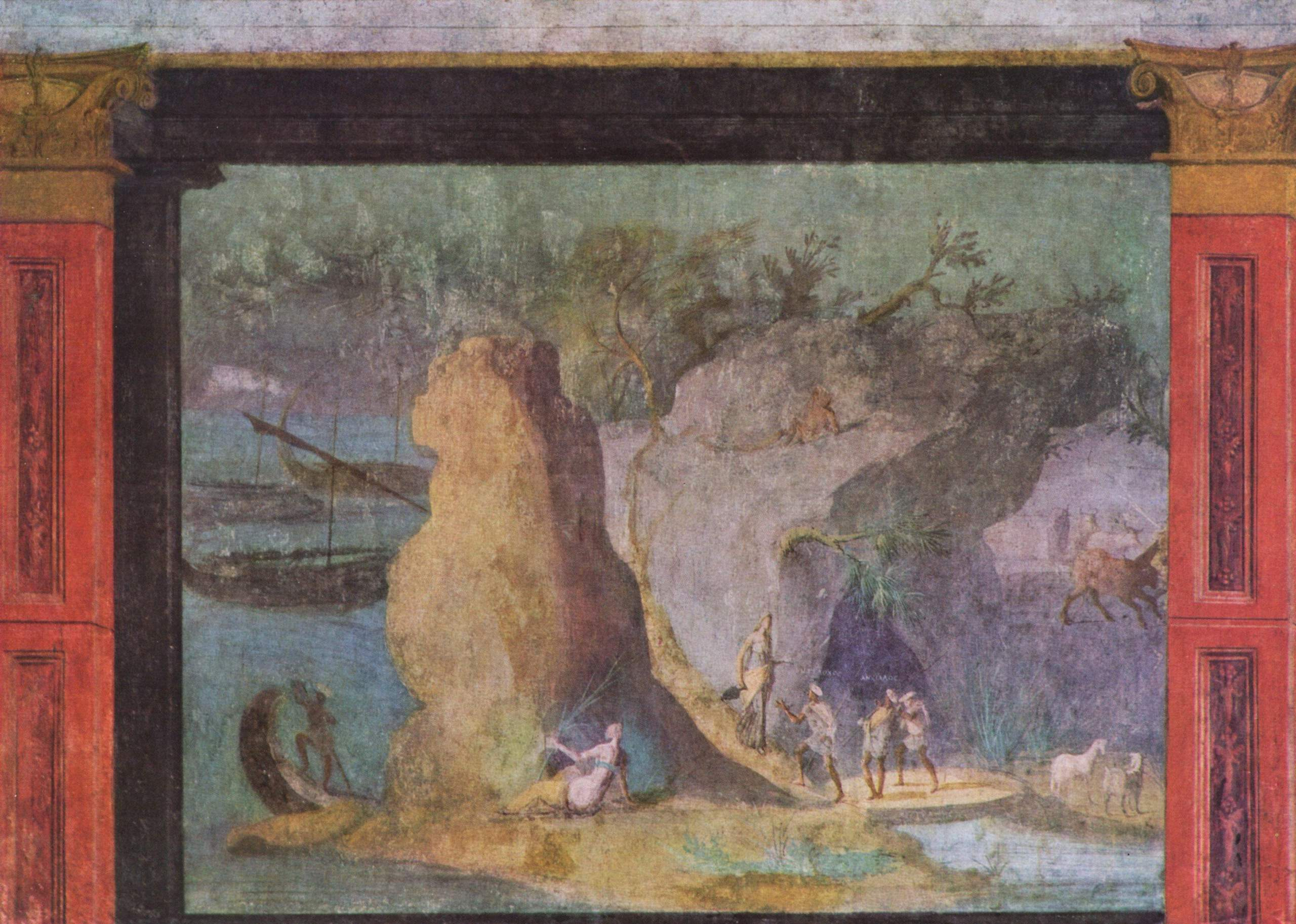
Cena da Odisseia, Villa di via Graziosa sull'Esquilino, Roma
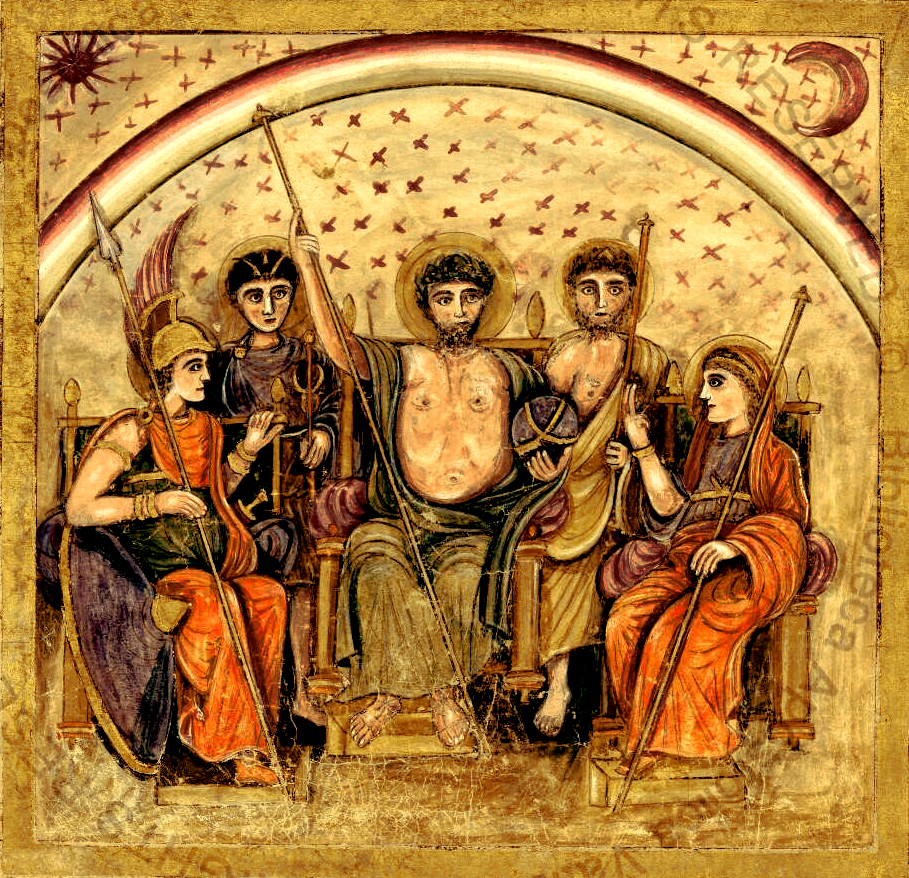
Assembleia dos deuses, iluminura no manuscrito Vergilius Romanus

### Paleocristã
A pintura paleocristã é o divisor de águas entre a pintura da Antiguidade e a medieval. Nasceu diretamente da fonte clássica, levando dela cânones formais e motivos, padrões decorativos, noções de tridimensionalidade, arquiteturas e outros elementos, mas a ideologia cristã, que depois da adotação do cristianismo pelo Império rapidamente inundou a iconografia pública e privada, determinou novos rumos para o que foi produzido depois, trazendo em seu bojo uma ética diferente, outros objetivos e uma outra visão de mundo, produzindo finalmente uma nova estética. Nos dois primeiros séculos do cristianismo, quando ele iniciava sua expansão e se estruturava como uma Igreja, a produção pictórica é escassa e de baixa qualidade, basicamente restrita ao ambiente das catacumbas, galerias subterrâneas onde eram depositados os mortos. A escassez de relíquias também se deve à aversão inicial dos cristãos à representação figurativa, herdada dos judeus, e ao fato de que antes do Édito de Milão de 313, que promoveu a legalização do culto, em Roma era uma religião estrangeira e obscura, vista com desconfiança e várias vezes perseguida, não havendo condições para a produção de arte em larga escala.

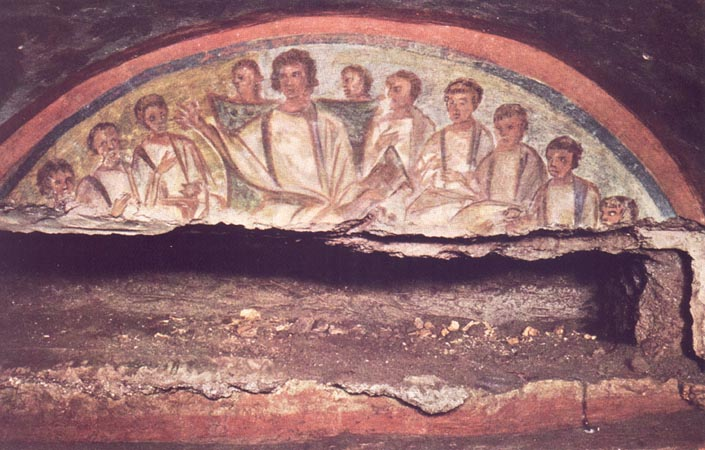
Cristo ensinando os Apóstolos, repetindo cenas pagãs de filósofos com seus alunos, Catacumba de Domitila, Roma, século IV

No século III iniciou a transformação dos mitos pagãos em alegorias cristãs, possibilitando seu uso ilustrativo em maior escala. Surgem assim figuras de Cristo como Apolo, o deus da luz vitoriosa e da justiça, ou Orfeu, que com sua música (doutrina) inebriante atraía e sossegava até as feras (infiéis), ou como um filósofo grego num simpósio, cercado de seus discípulos, buscando tirar dessas imagens ensinamentos morais e místicos. Com a elevação do cristianismo ao estatuto de religião do Estado, ganhando imenso poder, os cristãos passariam assumir o papel de maiores mecenas da arte, usando-a para promover a fé e doutrinar o povo. Mesmo assim, o referencial clássico não morreu de todo, permanecendo em voga o uso das alegorias, que eram como que uma língua franca numa época de desintegração do antigo Império Romano e formação de fortes escolas regionais independentes, enquanto que ao mesmo tempo se formava uma iconografia nova, específica da piedade e da cosmologia cristãs.
Agora com grandes recursos à disposição, os cristãos retomaram a antiga tradição muralista e produziram valiosos e numerosos exemplares em muitas igrejas e basílicas, mas pouco desta produção mural chegou aos dias atuais, substituída em períodos posteriores. Com o desenvolvimento do pergaminho no século II, há notícia de que a produção de iluminuras em textos cristãos foi favorecida, mas também delas pouco restou.

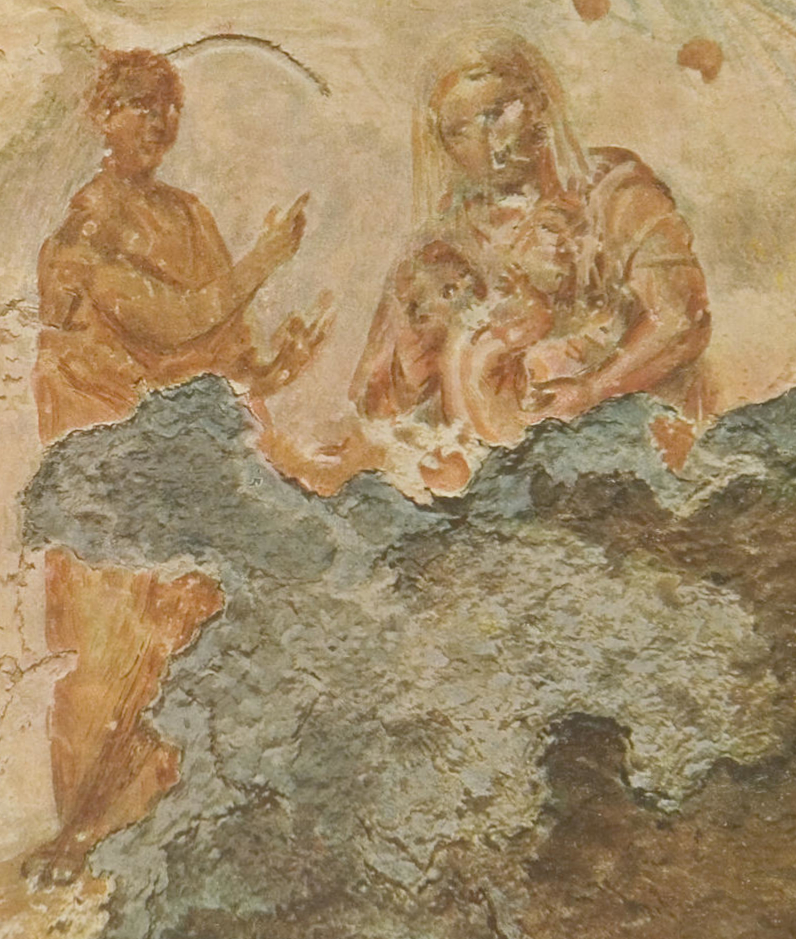
A mais antiga representação de Maria, na Catacumba de Priscila, Roma, século II.
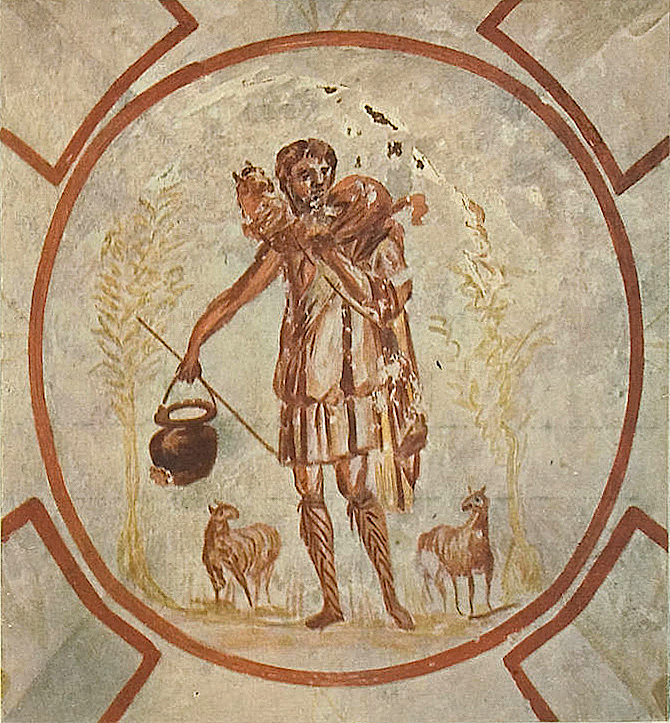
O Bom Pastor, Catacumba de São Calisto, Roma, século III.
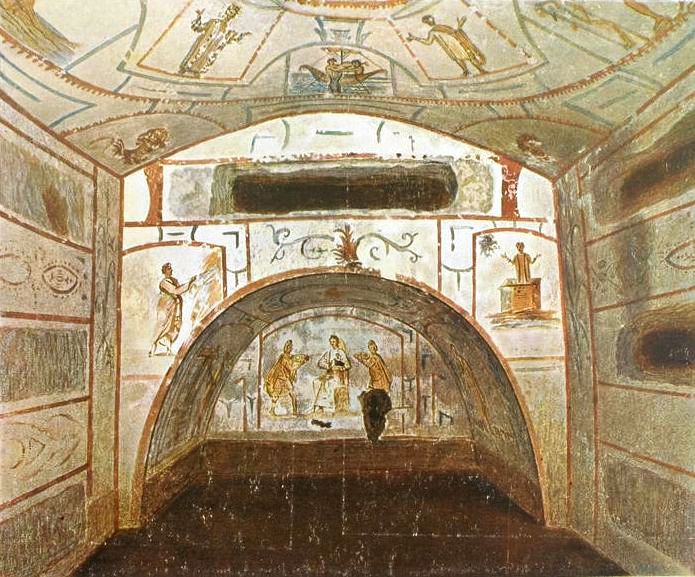
Catacumba de S.S. Marcelino e Pedro, Roma, século IV.
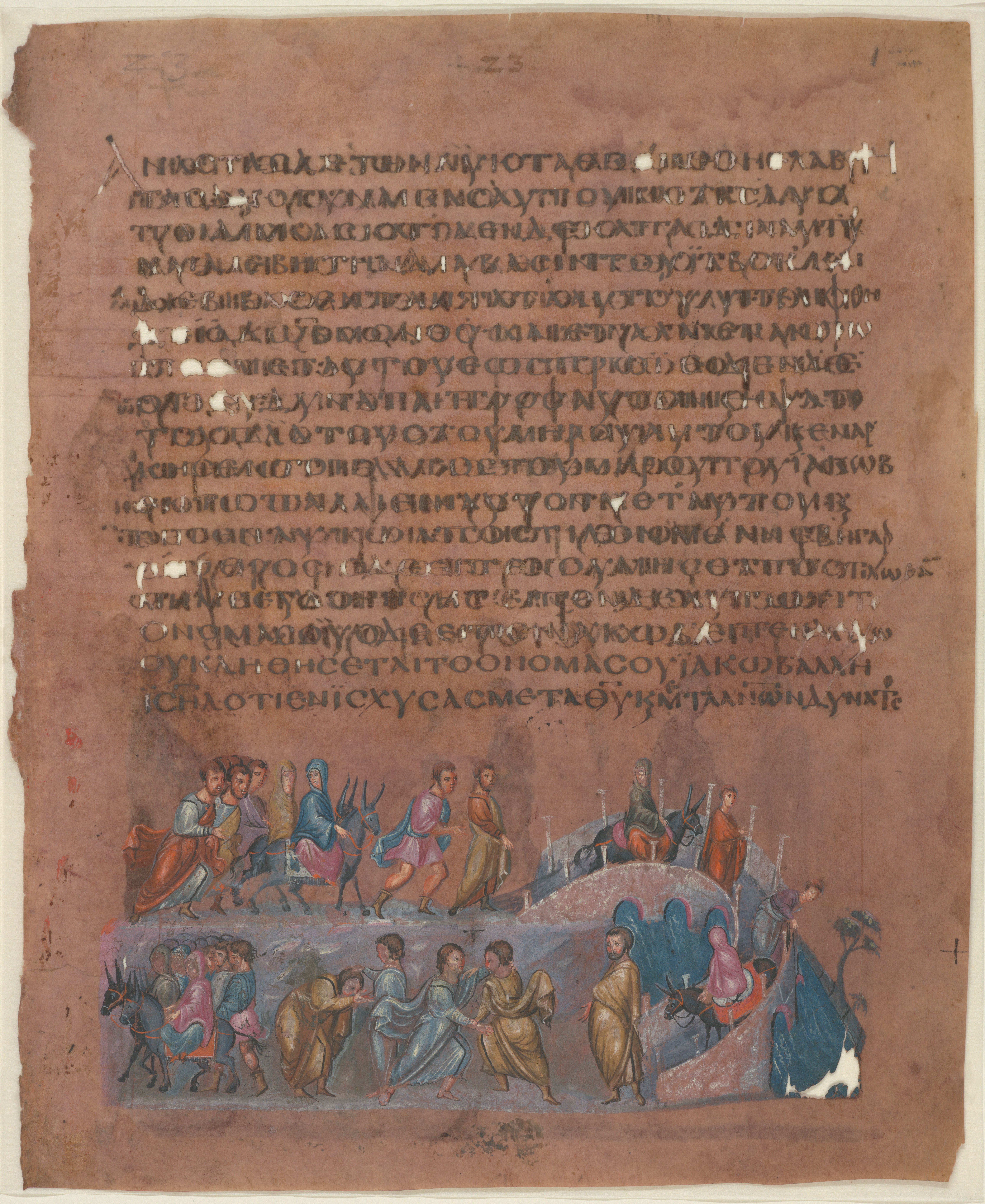
Iluminura no Gênesis de Viena, século VI.

## Idade Média

### Pintura bizantina

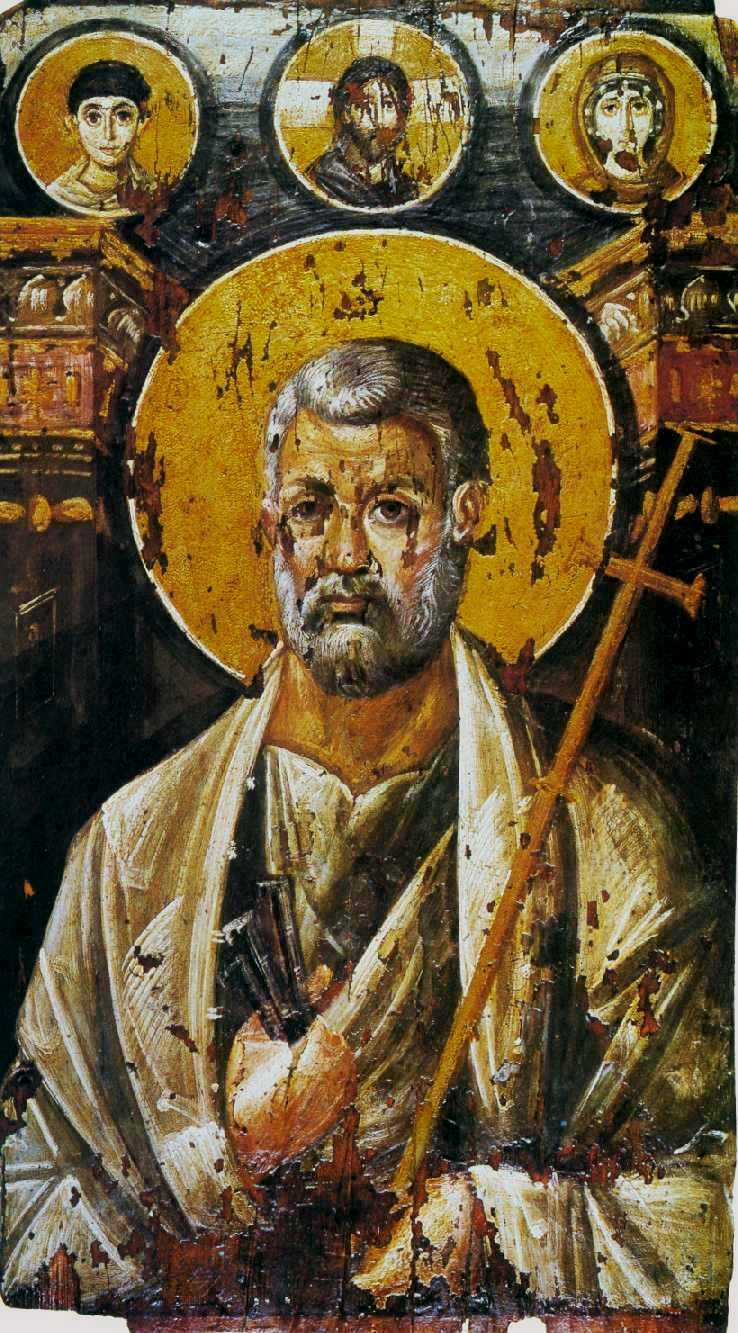
São Pedro, ícone do século VI, Egito

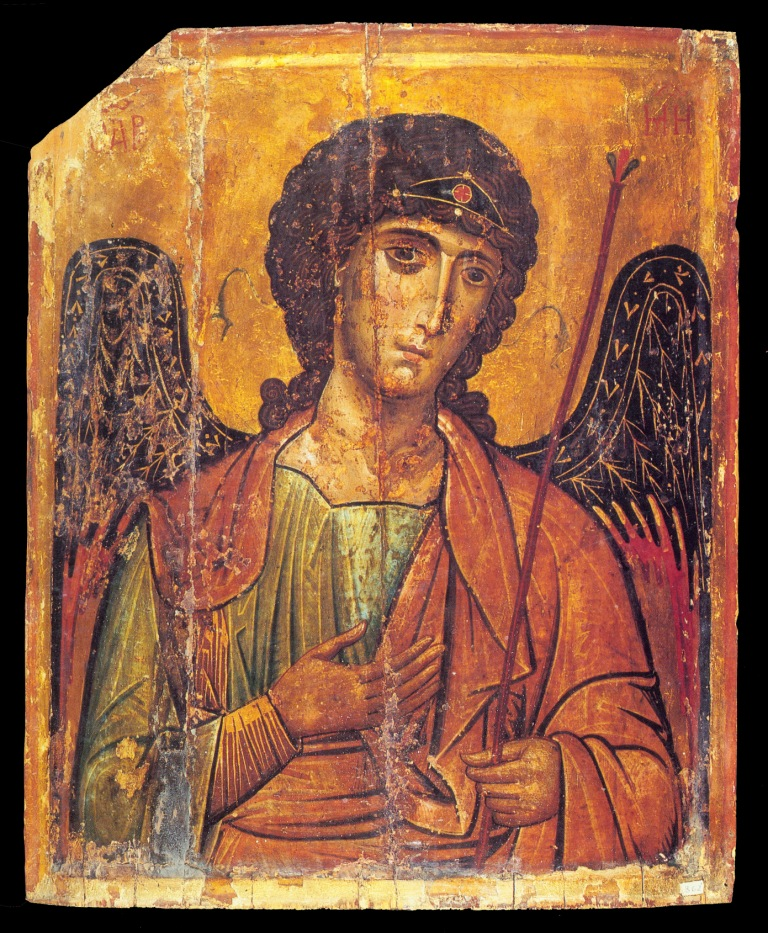
Ícone do Arcanjo Miguel, século XIII, bizantino

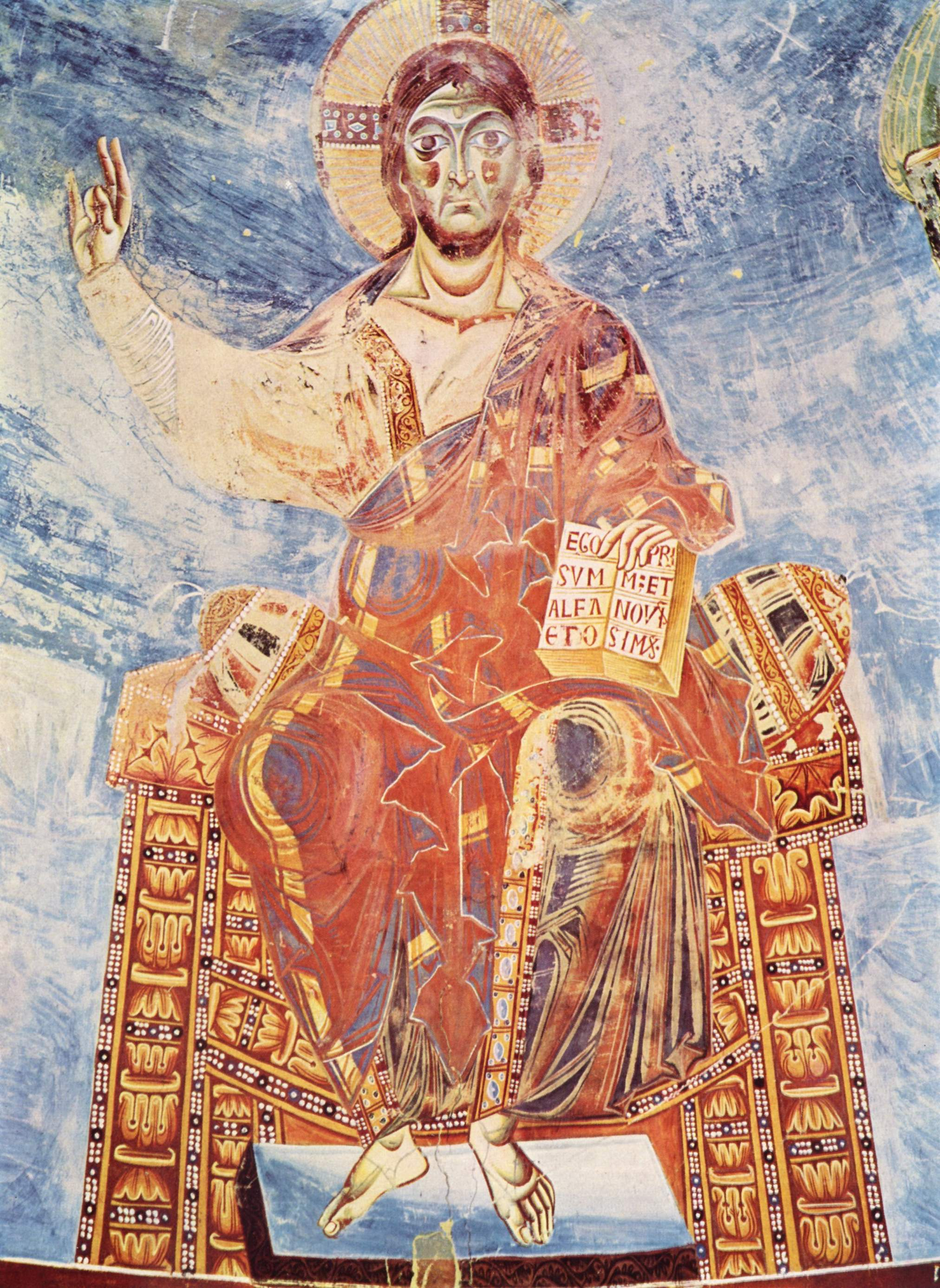
Cristo em majestade, afresco ítalo-bizantino, c. 1100, mosteiro de São Ângelo, Formis, Itália

Das derivações medievais da pintura romana, a que mais preservou a ligação com sua origem foi a bizantina, embora dentro de seus limites haja rica variedade em termos de estilo e de expressão emocional, e tenha conseguido plasmar um perfil individualizado perfeitamente reconhecível. Sua fase inicial, com uma estética naturalista fiel aos clássicos, é uma transposição direta para o universo cristão do estilo da pintura romana tardo-imperial, mas depois adotou um forte senso decorativo e abstratizante do oriente, traduzindo o pictorialismo romano para soluções visuais que dependiam em grande medida apenas de grafismos e padrões abstratos. O ícone em encáustica de São Pedro, ao lado, ilustra a primeira fase. Foi produzido no mosteiro de Santa Catarina do Monte Sinai, construído por Justiniano I, que se tornou um importante centro de peregrinação bizantina, guardando o mais importante acervo de ícones primitivos do mundo. As duas imagens abaixo, o anjo e o Cristo em majestade, ilustram a tradução do cânone clássico para a leitura gráfica, geometrizante e ornamental da arte bizantina mais típica. No entanto, esta evolução não foi linear, havendo muitos avanços e recuos ao longo do tempo e diferenças regionais importantes.
Desde cedo em na história da pintura bizantina patenteou-se a famosa controvérsia iconoclasta, que questionava a eficácia e o decoro da iconografia sacra e que levou em certa época ao banimento e à destruição maciça de imagens. No século VI o papa Gregório Magno havia dado o seu aval para elas, mas a polêmica não cessou e de fato agravou-se. Em 843, quando as imagens, depois de algumas idas e vindas, voltaram a ser autorizadas em definitivo, verificou-se uma tendência de criação de tipologias específicas para cada santo, possibilitando sua melhor identificação pela comunidade de fiéis, e de organização de programas iconográficos padronizados para a decoração das igrejas.
O estilo teve como maior centro irradiador Bizâncio (depois Constantinopla), capital do Império Bizantino, e derramou-se para todo o seu território até o Egito, mas deu decisiva influência para a arte do restante da Europa em ondas sucessivas ao longo de séculos, sendo relativamente pouco tocado pelos seus barbarismos. No século XIII a queda da capital para os latinos determinou um período de despovoamento e recessão cultural, começando o declínio da sua civilização e uma tumultuada fase de redução de territórios. Em 1453 os muçulmanos tomaram Constantinopla, pondo um fim ao Império Bizantino. Isso provocaria transformações no estilo praticado nesta região, mas uma migração de artistas e intelectuais bizantinos para o oeste e a Igreja Ortodoxa em sua expansão se encarregariam de levá-lo para outras partes, sendo cultivado onde quer que os ortodoxos tenham penetrado, estando intimamente associado com este credo, e tendo na Rússia e Grécia seus maiores centros de irradiação secundária. Influenciou significativamente também a arte islâmica e foi uma das origens da arte copta. Hoje ainda sobrevive uma grande escola que segue fielmente seus princípios.
As técnicas permanecem em essência as mesmas da Antiguidade. Em termos temáticos, foi em grande parte de fundo sacro, patrocinada pela Igreja Ortodoxa, tendo funções no culto, na propaganda e na devoção privada, mas o Império também fez grande uso da pintura como forma de auto-glorificação e consagração de valores políticos e sociais. Personagens ilustres aparecem majestosos, em posturas formais, vestidos de roupas suntuosas, muitas vezes contra um fundo dourado, elementos considerados adequados para representação da grandeza da classe governante, que frequentemente se apresenta entre anjos e santos, abençoada pelo Céu. Representações deste tipo foram produzidas em todas as escalas, desde as miniaturas até os murais, mas destes resta muito pouco. Também sobrevivem mosaicos em palácios e igrejas, como os exemplos célebres das procissões imperiais em Ravena ou os retratos imperiais em Santa Sofia, que reproduzem os efeitos pictóricos com grande sutileza. Já o nu, tão fortemente associado ao mundo pagão, agora se torna motivo de vergonha e virtualmente desaparece, salvo na representação de Adão e Eva, mas há muitas imagens com nudez parcial, especialmente de Cristo na cruz, depois que a ilustração de suas agonias físicas passou a ser considerada um educativo lembrete de sua humanidade e do grande sacrifício que fez pela salvação do homem. A pintura também encontrou expressão na ilustração de fatos históricos e cenas do cotidiano, entre outros temas.
Em seus exemplos eruditos é uma arte de enorme sofisticação formal, em geral sem perspectiva, que abandona a referência do mundo real para criar um mundo transcendente, povoado de figuras estilizadas de proporções alongadas e elegantes, construídas com linhas precisas e controladas e pinceladas quase invisíveis, que transitam de um pungente dramatismo a uma serenidade clássica, com uma gestualidade ora rígida, ora grácil, em geral dando grande ênfase ao decorativismo e ao detalhe, com cores vívidas e às vezes acréscimos em ouro e joias. Fundos de ouro são comuns, aumentando o efeito de irrealidade.

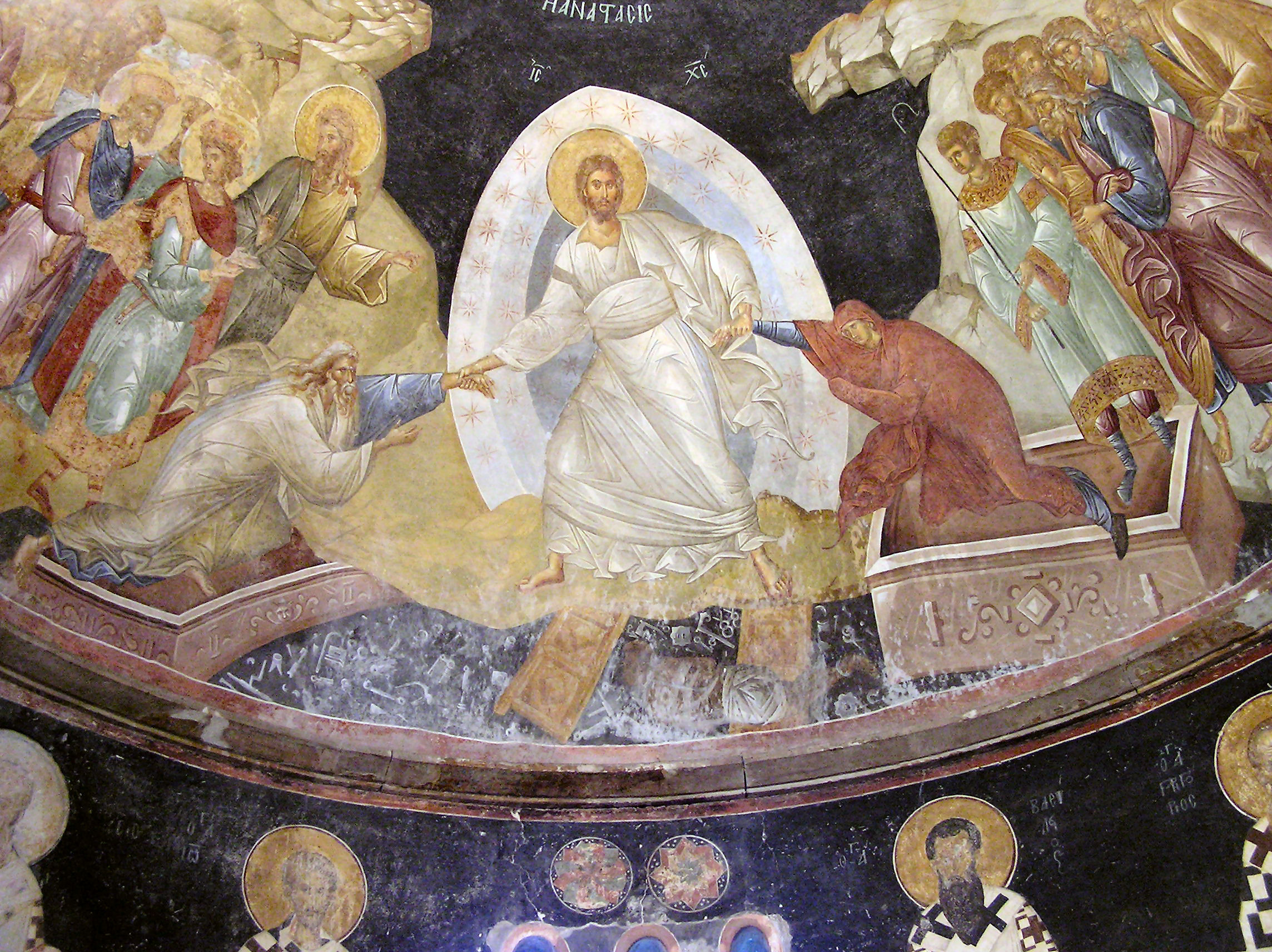
Detalhe do afresco da Anástase, c. 1320, na Igreja de São Salvador em Chora, Istambul

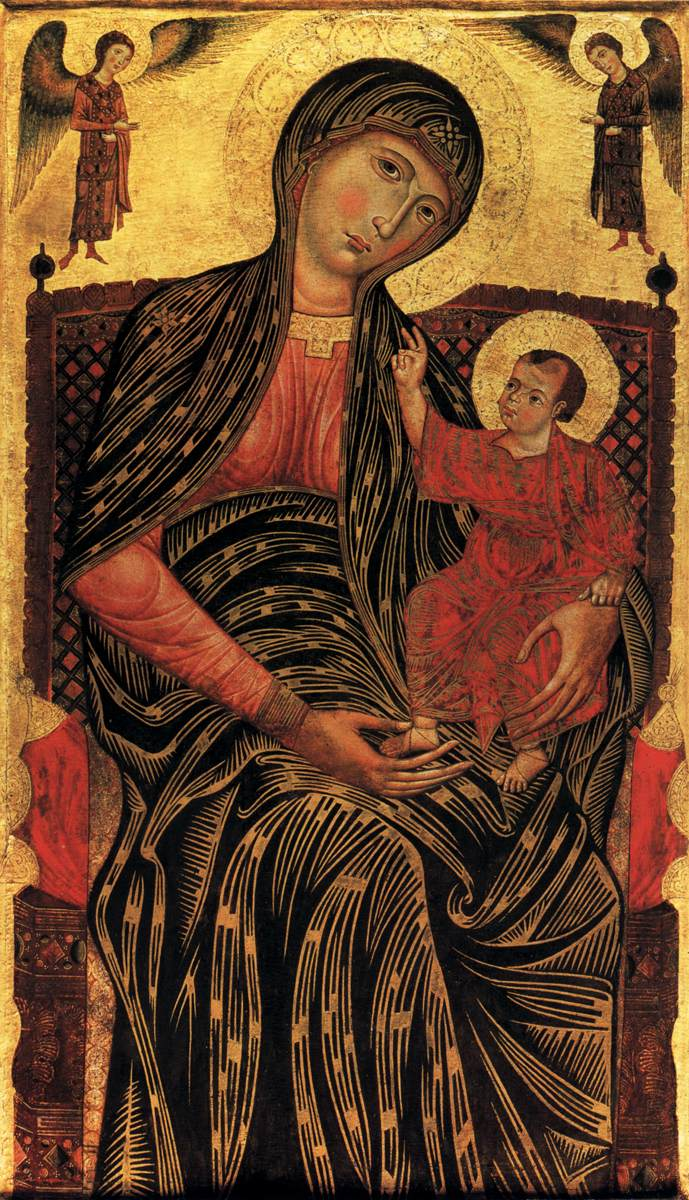
Variação do tipo da Hodegétria, do Mestre da Madalena, c. 1270, italiano

A pintura mural teve grandes momentos na história da arte bizantina, mas não são muitos os exemplos de alta qualidade que restaram, entre eles os que estão em igrejas e mosteiros em Istambul, na Turquia, Ohrid, Nerezi e Mileševa, na Macedônia, Trebizonda e Kraljevo, na Sérvia, em Meteora, no Monte Athos, em Salônica e Mistrás, na Grécia, e em Kiev, Ferapontov e Vladimir-Suzdal, na Rússia.
Outra modalidade de pintura que deixou relíquias de alto nível foi a iluminação de manuscritos. O desenvolvimento do formato do códice, o manuscrito em formato de livro, em vez dos antigos rolos de pergaminho, foi a maior inovação técnica neste campo. Vários foram produções de luxo, sobrevivendo por exemplo Antigos e Novos Testamentos, edições de Virgílio e Homero e tratados médicos como o De materia medica, de Dioscórides. Esteticamente se observam correntes muito diversificadas, algumas empenhadas em uma recuperação integral do padrão clássico, sendo comum a cópia de obras mais antigas, outras adotando um elevado grau de estilização e distorção das figuras, com exemplos em vários estágios intermédios, às vezes em uma mesma obra, já que em geral eram produções coletivas. É exemplo dessa disparidade estilística o Saltério de Paris, produção de Constantinopla, século X. O rei David, ladeado da Sabedoria e da Profecia, aparece numa configuração hierática típica da arte imperial, ao passo que outras imagens da obra apresentam cenas bucólicas de um naturalismo perfeitamente clássico, como aquela em que o mesmo rei toca sua harpa entre um grupo de pastores e animais.
Mas na tradição bizantina o gênero que se tornou talvez mais típico é o do ícone. Pouco se sabe de suas origens, mas aparentemente derivam de exemplos romanos. São invariavelmente imagens sacras destinadas ao culto e à devoção privada, mostrando a iconografia cristã em geral sobre pranchas de madeira ou metal, mas também marfim, cerâmica e outros suportes, às vezes cravejados de jóias ou em parte recobertos por placas trabalhadas de ouro e prata, ou mesmo de metais baratos dourados e prateados, que reproduzem em relevo as partes ocultas das figuras. Tais acréscimos foram comuns e em geral eram oferendas piedosas em troca de uma graça alcançada, ou para honrar um ícone especialmente venerado e milagroso. Não raramente só ficam visíveis os rostos e mãos da figuras pintadas. Podiam variar da miniatura à escala monumental. Nas igrejas ortodoxas costuma haver uma grande parede de ícones, a estrutura chamada iconóstase, que oculta do público a visão do Santo dos Santos.
Em geral os ícones eram venerados como verdadeiras relíquias, e a vários se atribuiu uma origem divina, alegadamente pintados por anjos ou santos (acheiropoieta), como o famoso ícone da Virgem Hodegétria, que a lenda diz ter sido pintado por São Marcos, copiado vezes inumeráveis. A este respeito, para os ligados a esta tradição, a cópia nada ou pouco diminuía o valor da obra, pois ele estava mais ligado à eficiência do objeto como meio de comunicação com o divino e como ilustração educativa do que à estética, e copiar significava o respeito pelos valores e cânones tradicionais, sendo uma prática consagrada em larga escala. Isso não quer dizer, contudo, que os bizantinos tivessem um senso estético diminuído, e a sofisticação e o formalismo de sua produção são provas disso, mas havia outros valores em jogo. O estudo dos ícones é particularmente difícil porque durante muito tempo prevaleceu o hábito de repintar todos os que envelhecessem e ficassem apagados. Há muitos com repinturas sucessivas em diferentes técnicas e estilos. Suas temáticas são variadas, mas algumas tipologias são muito populares, como a Natividade, a Crucificação e a Transfiguração de Jesus, Cristo em majestade, o Pantocrator, anjos e a Trindade, além de retratos de santos. Foi muito apreciado o formato "vita", que organiza uma série de pequenas cenas sobre a vida de um santo em torno de uma figura principal, que em geral é o seu retrato. A temática mariana também estava em primeiro plano e foi pródiga em tipos distintos, como a já citada Hodegétria (Virgem que aponta para Jesus como o Caminho), a Eleusa (Virgem da ternura, em que mãe e filho tocam as faces), a Agiosoritissa (Virgem orante, sem o filho, representada em 3/4) ou a Panágia Teótoco (Santíssima Mãe de Deus, em que Maria aparece frontalmente, com os braços para o Céu em atitude orante, tendo o Menino num medalhão, como que em seu ventre). A tradição do ícone permanece viva na atualidade.

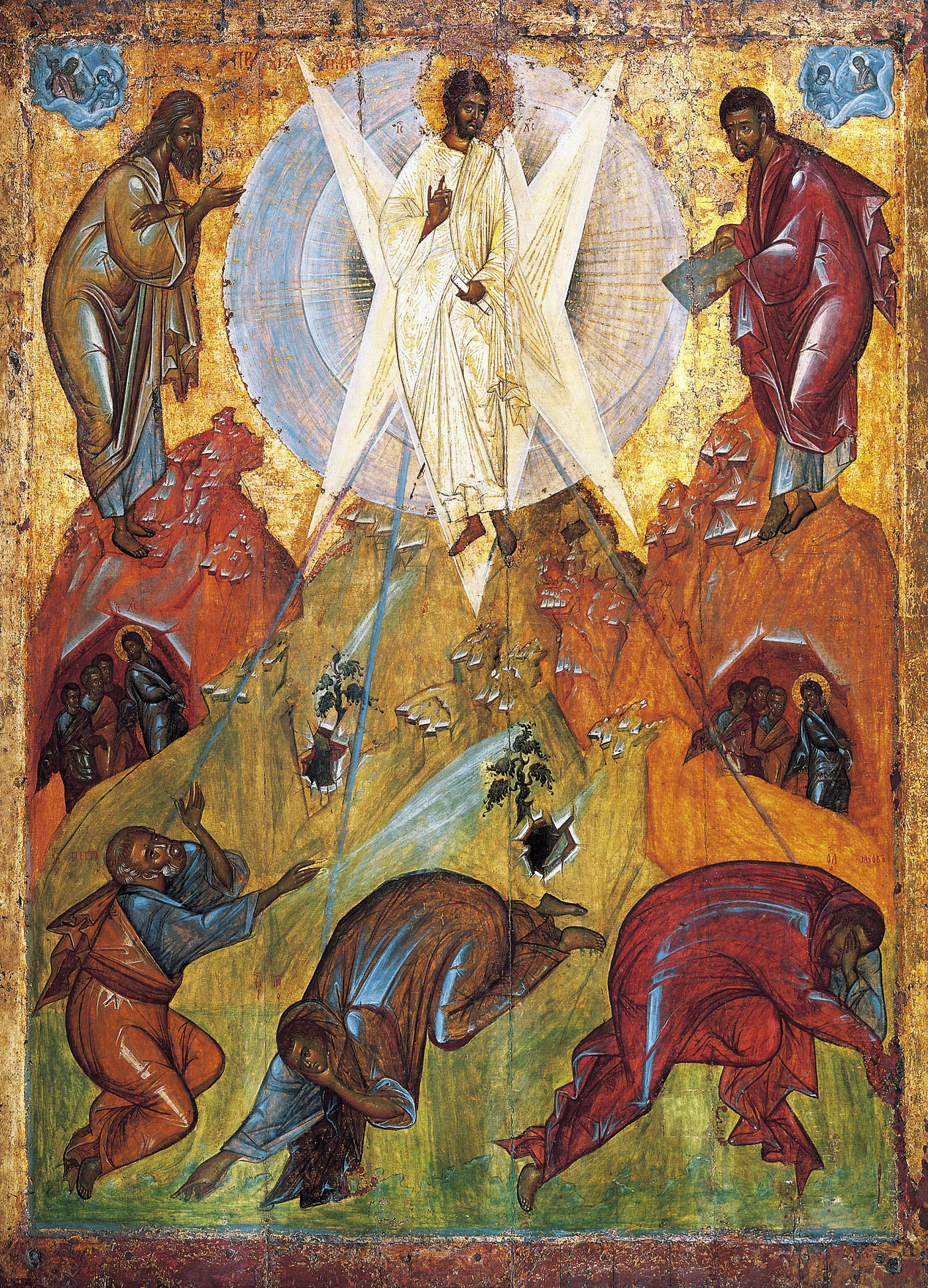
Transfiguração, século XV, de Teófanes, o Grego.
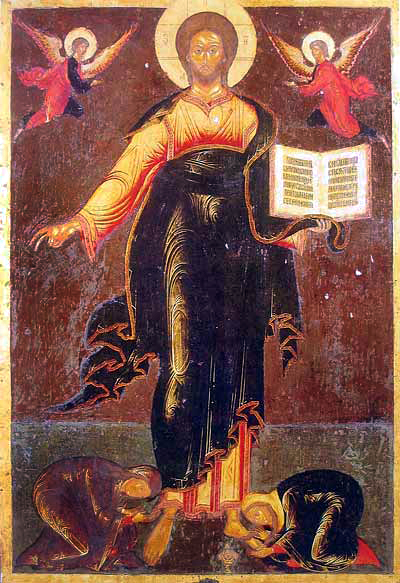
Cristo Salvador de Smolensk, 1680, uma variação do tipo Pantocrator. Igreja do Profeta Elias, Yaroslavl, Rússia.
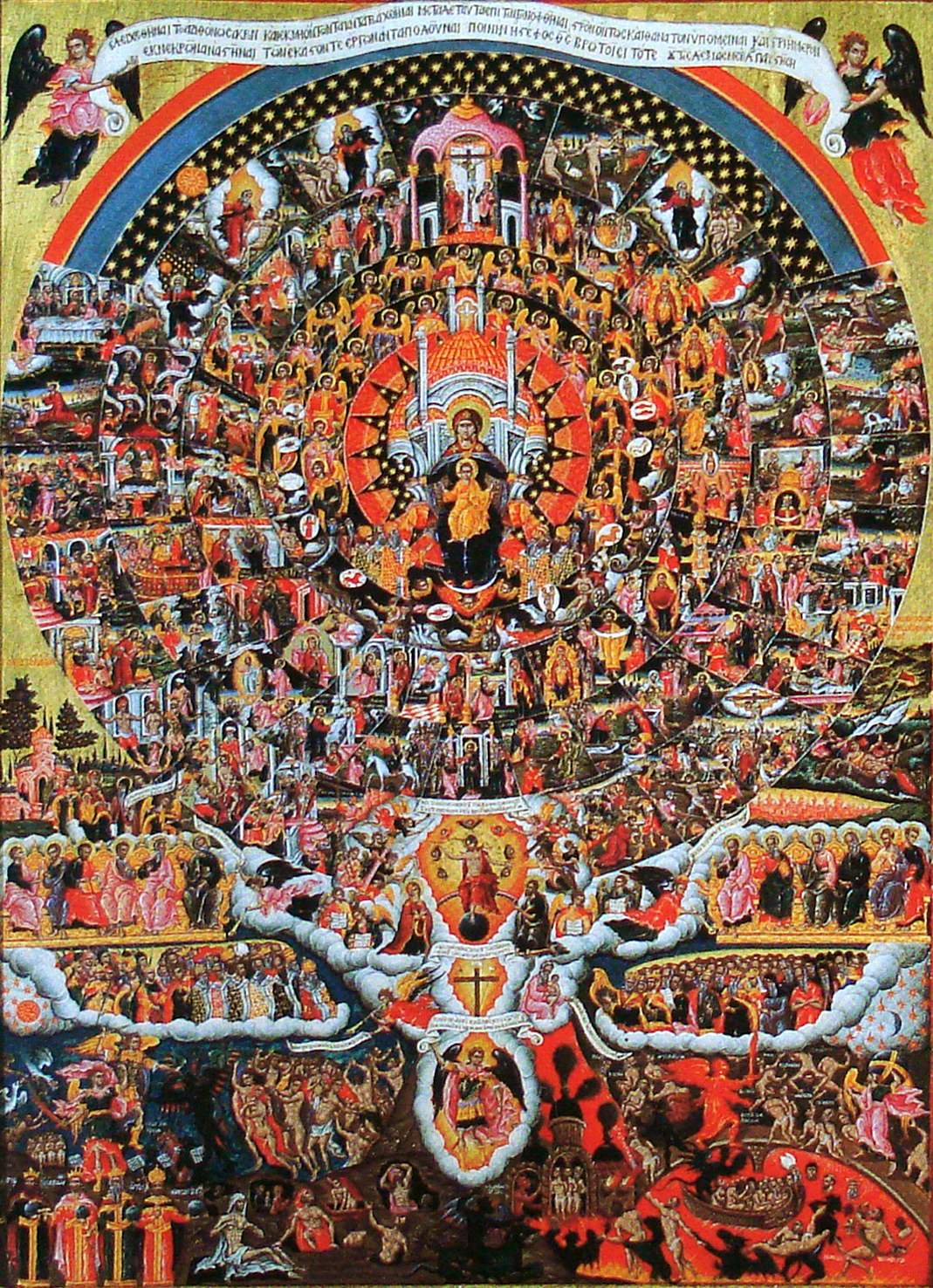
Glorificação de Maria, século XVII, de Theodoros Poulakis, grego.
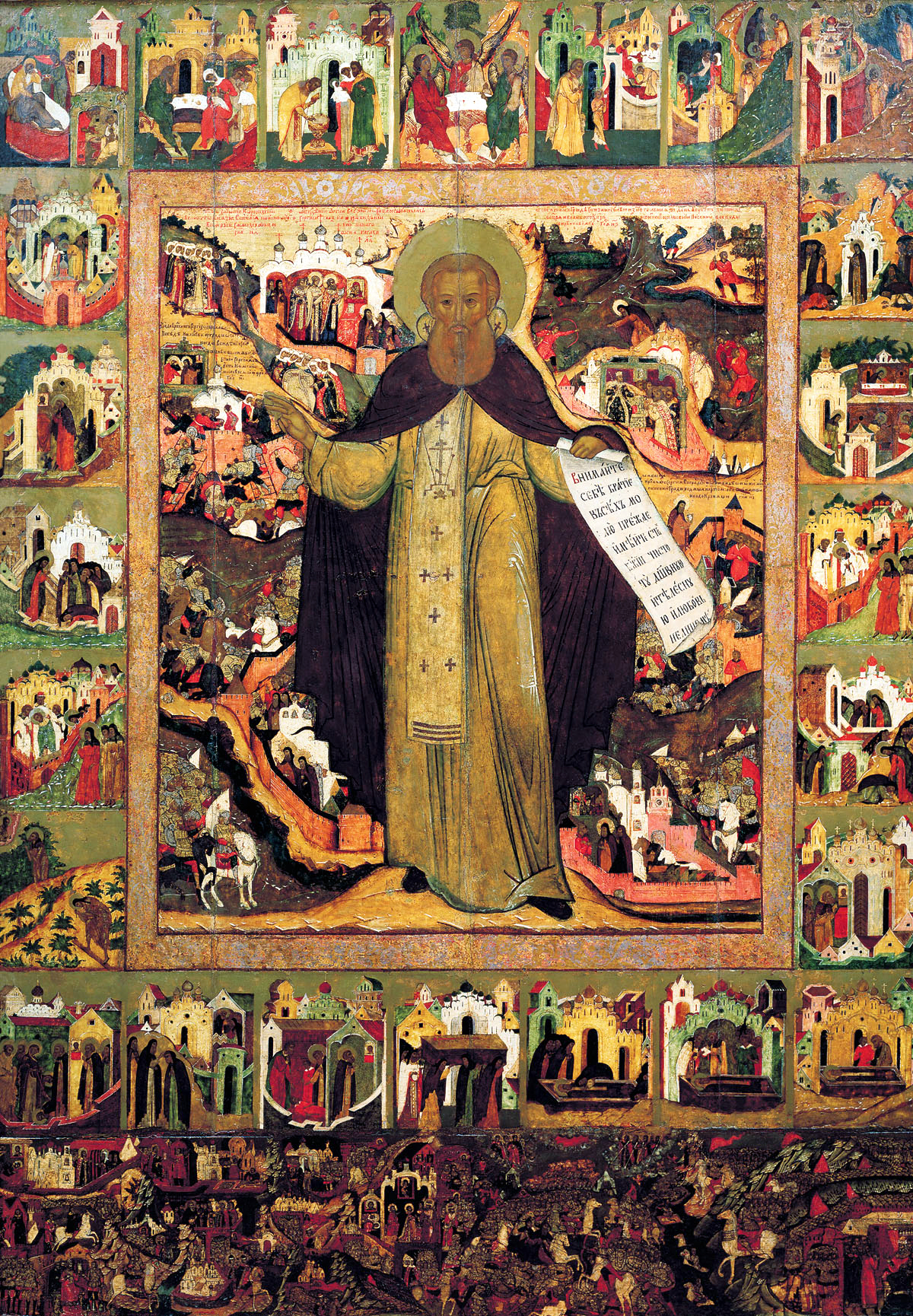
Cenas da vida de São Sérgio de Radonezh, século XVII, Rússia.

### Dispersão
Enquanto que nas regiões bizantinas a pintura seguiu uma trajetória contínua e florescente, bastante fechada aos acontecimentos artísticos no ocidente, neste lado da Europa as sucessivas invasões de bárbaros do norte e o colapso definitivo do Império Romano do Ocidente produziram grande reorganização social, política e cultural, e a partir do século VI se verifica rápido e extenso declínio populacional e o despovoamento das cidades. Chama-se esta fase de a Idade das Trevas. Os invasores não possuíam uma tradição de pintura, o antigo mecenato artístico desapareceu e apenas uns poucos grandes centros continuaram em atividade, e mesmo assim reduzida, localizados em geral no âmbito dos mosteiros, com seus monges eruditos, suas bibliotecas e seus escritórios de copistas, os grandes repositórios de preservação do conhecimento da Antiguidade na Idade Média até o aparecimento das universidades muitos séculos depois. Nos mosteiros seria produzida a maioria das obras mais importantes do período, na forma de manuscritos iluminados e decoração afrescada nas suas igrejas, claustros e outros espaços. Entre esses centros estava Roma, o maior deles, que graças à presença dos papas permaneceu com uma vida cultural expressiva.

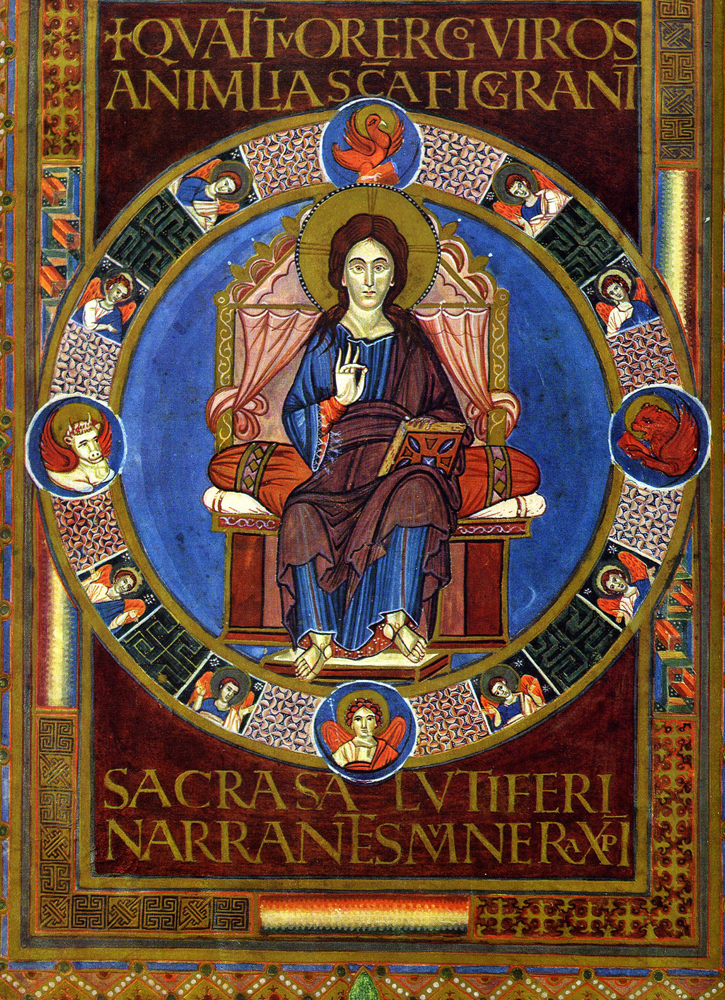
Página do Código Áureo de Lorsch, 778-820, tradição carolíngia

O reaparecimento da pintura no século VII se deve principalmente à conversão em massa desses povos bárbaros ao cristianismo, e ao amor que eles desenvolveram por esta arte após entrarem em contato com ela nas regiões conquistadas. Mesmo derrotada politicamente, Roma preservava seu prestígio cultural, e muitos bárbaros a tomaram como seu novo padrão de referência, buscando ativamente emular seus princípios. Com isso, muitas das antigas referências clássicas puderam ser revitalizadas, e a tradição pictórica voltou a florescer. No entanto, os tempos já haviam mudado muito, e a interpretação das fontes antigas produziu uma série de estilos novos regionais muito distantes do estilo de Apeles e Polignoto, organizando novos sistemas de proporções e novas ideias de espaço de representação, e desenvolvendo uma nova abordagem do tratamento pictórico, adquirindo progressivo caráter gráfico, com linhas substituindo a maior parte da representação dos volumes. A função essencial da pintura, porém, pouco mudou, continuando a ser usada principalmente para ilustrar e propagar a fé cristã, embora ocasionalmente também para a glorificação dos poderosos ou para ilustração em literatura.

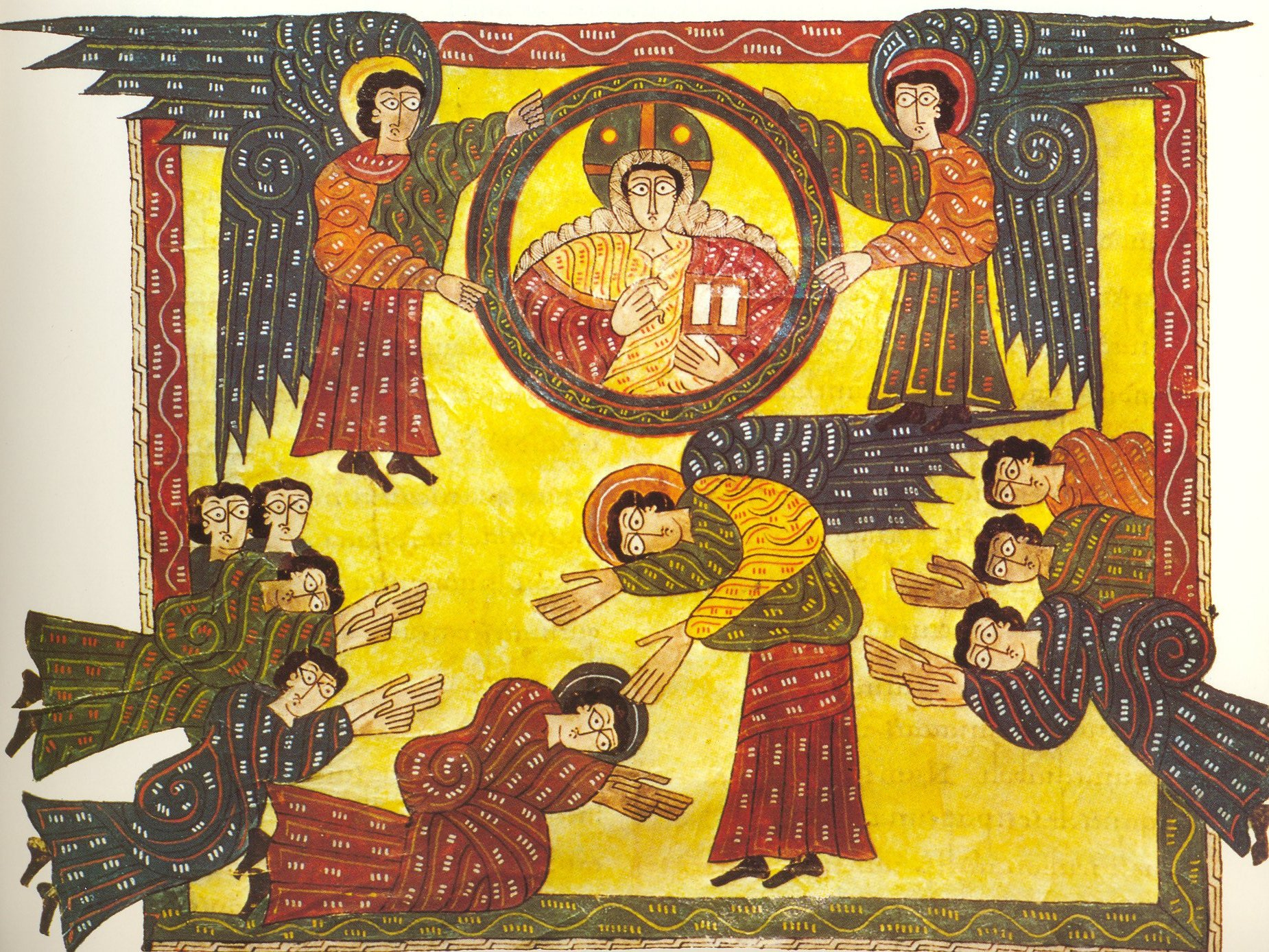
Página do Beato do Escorial, c.950-955, tradição moçárabe

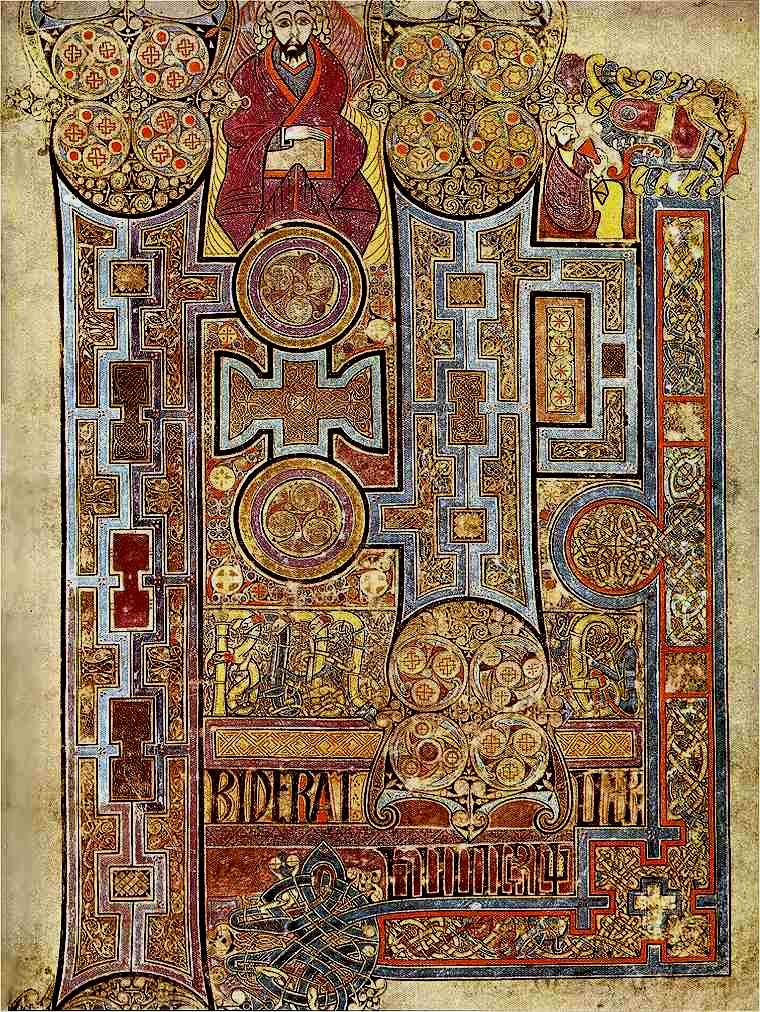
Página do Livro de Kells, c. 800, obra-prima da tradição insular

Esta fase, que vai até o surgimento do estilo Românico internacional no século XI, é caracterizada pela grande heterogeneidade e pela ressurgência periódica dos princípios clássicos em movimentos localizados. A Itália permaneceu em contato relativamente estreito com Constantinopla e dela recebeu várias ondas sucessivas de influência cultural, e mesmo acolheu mestres bizantinos, que fundaram escolas regionais, e foi possível produzir alguns valiosos exemplos de pintura mural, como os das igrejas de Santa Inês, da Anunciação, Santa Maria Antiqua e São Clemente em Roma, ou os da igreja de São Salvador, em Brescia, além de outras edificações em Castelseprio, Volturno e Cividale del Friuli, entre outros locais.
Também houve significativa produção de manuscritos iluminados, arte em que ocorrem alguns dos avanços estéticos mais importantes do período e uma das que se tornaram mais associadas à Idade Média, embora sua história seja muito mais longa. Num tempo em que a imprensa ainda não fora inventada e a alfabetização do povo em geral era mínima ou nenhuma, os livros eram raros, eram confeccionados manualmente, especialmente quando iluminados valiam fortunas, e eram símbolos do conhecimento duradouro, adquirindo um grande prestígio. Os melhores iluminadores são considerados entre os grandes artistas de sua época, e muitos dos principais manuscritos iluminados têm capas cravejadas de joias. Não raramente eram obras em que trabalhavam vários mestres ao longo de anos. São em geral obras sacras, como a Bíblia, os Evangelhos, saltérios, lecionários, livros de coro, mas também eram ilustrados tratados científicos, filosóficos e teológicos, compêndios de história e literatura profana, principalmente cópias de obras clássicas de vários gêneros. Suas ilustrações são dos mais variados tipos, desde figuras isoladas, retratos, margens ornamentadas com arabescos, letras decoradas, símbolos, criaturas fantásticas, até cenas narrativas complexas com muitas figuras e cenários arquitetônicos ou paisagísticos. As ilustrações podiam ocupar páginas inteiras fundindo texto e decoração de maneiras intrincadas, com uma complexidade tão grande em alguns casos que a própria leitura se torna difícil.
Com o intenso programa de evangelização internacional mantido pela Igreja, muitas áreas bárbaras europeias foram sendo cristianizadas, propiciando a formação de novos centros de produção pictórica. Nos mosteiros fundados nas ilhas Britânicas entre os séculos VI e XII floresceu uma rica tradição de iluminuras, com um estilo altamente ornamental e gráfico, de enorme sofisticação e detalhamento, que cobre as folhas com intrincados padrões geometrizantes e labirínticos às vezes povoados de diminutas figurinhas humanas e seres fantásticos. É o chamado estilo insular, no qual se destacam o Livro de Kells, o Livro de Durrow e os Evangelhos de Lindisfarne, entre outros. Este estilo deriva da influência bárbara. Povos nórdicos tinham uma tradição de trabalho em metal que apresentava gravações em padrões gráficos e labirínticos semelhantes. Suas figuras podem ser extraordinariamente esquemáticas e rígidas, quase transformadas em pura abstração da forma natural. Em alguns exemplares se revela, em proporções variáveis, a tradição clássica e bizantina, como no Saltério de Vespasiano e no Códice Áureo de Estocolmo. A tradição insular daria frutos por séculos, recebendo ao longo do tempo influências continentais de volta. O estilo passou à França e deu origem à tradição merovíngia de iluminuras, que apreciou o decorativismo britânico mas adotou um caminho mais simplificado.

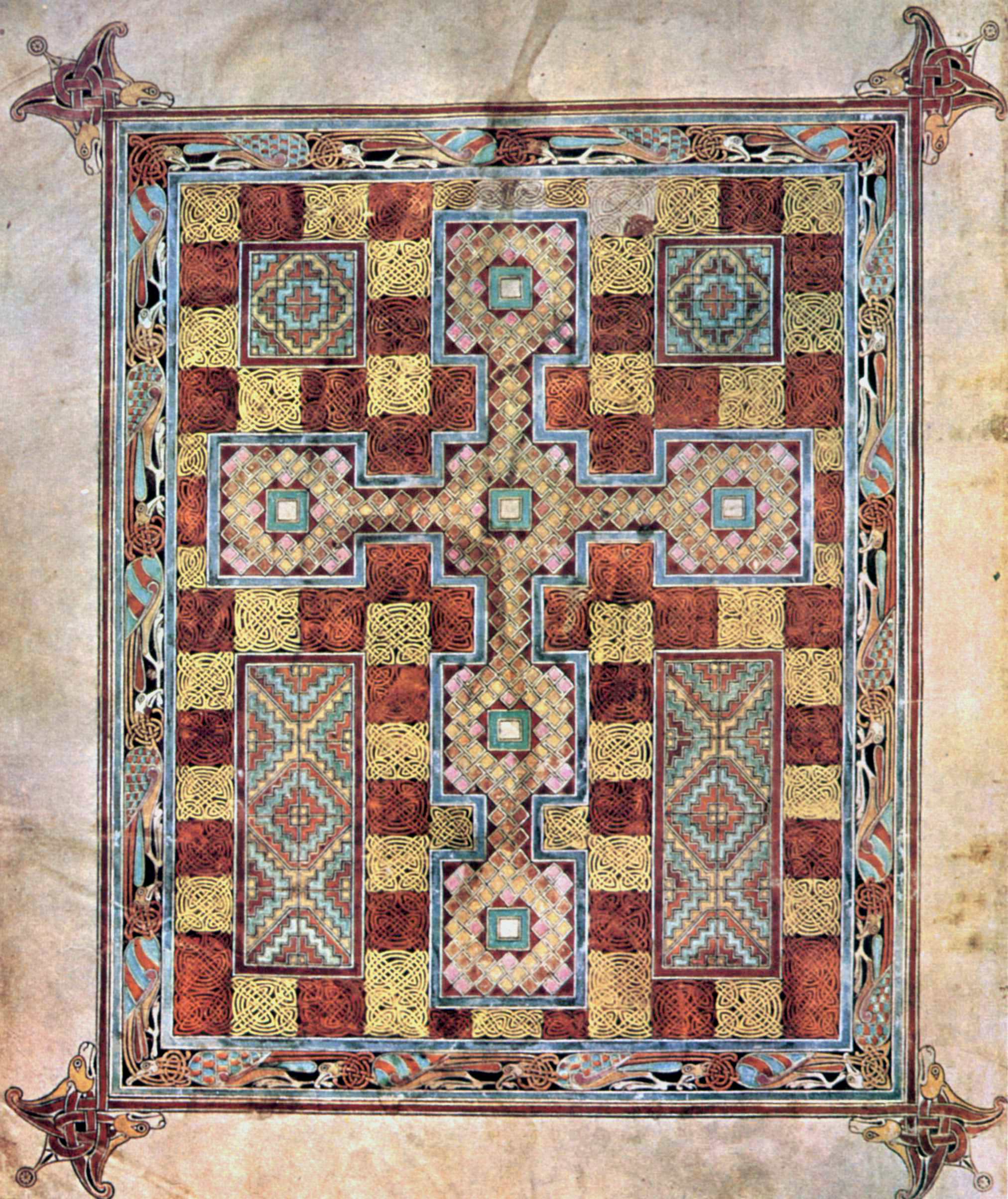
Página dos Evangelhos de Lindisfarne, século VII, estilo insular.
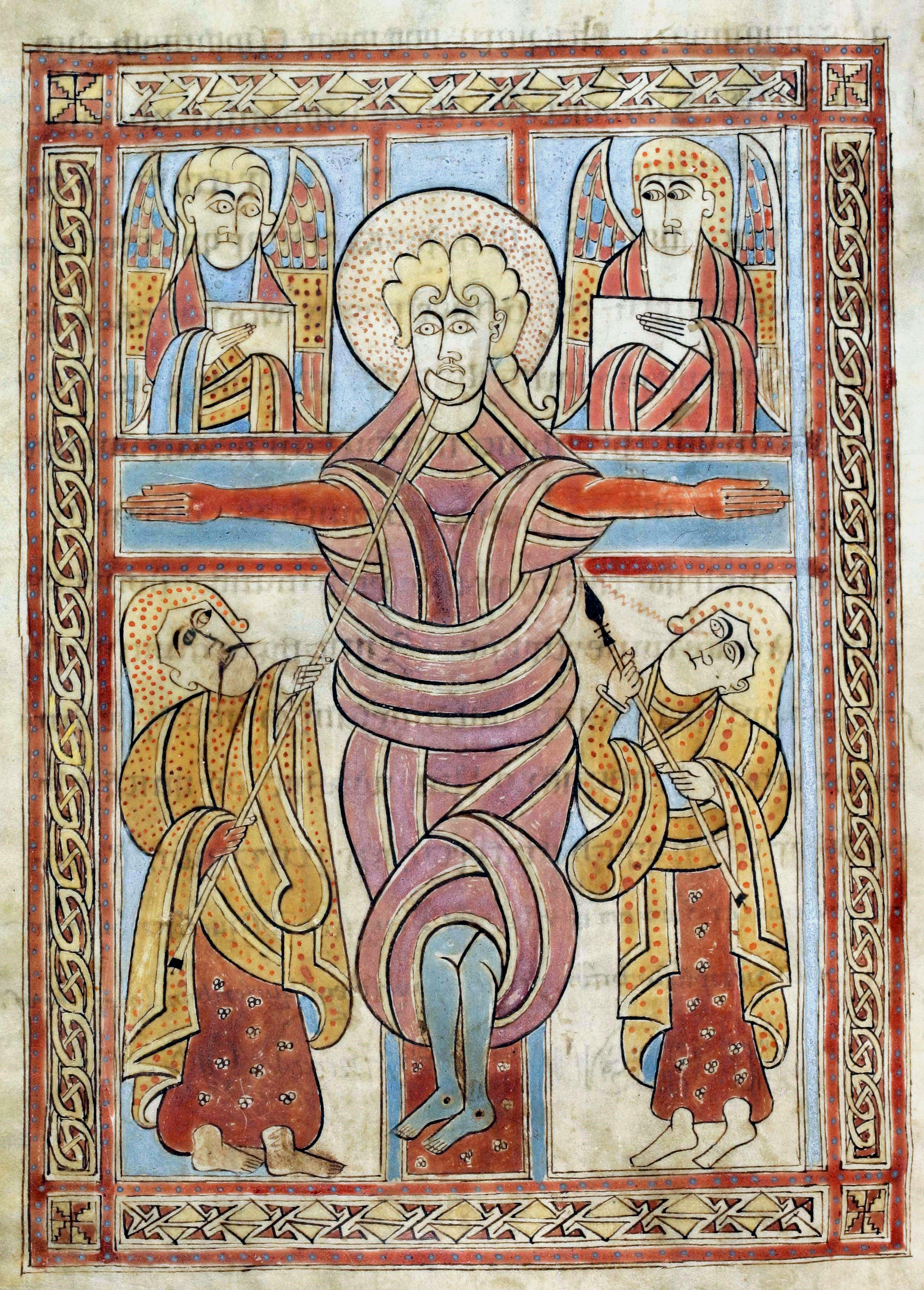
Cena da crucificação nos Evangelhos de São Galeno, c. 750, estilo insular.
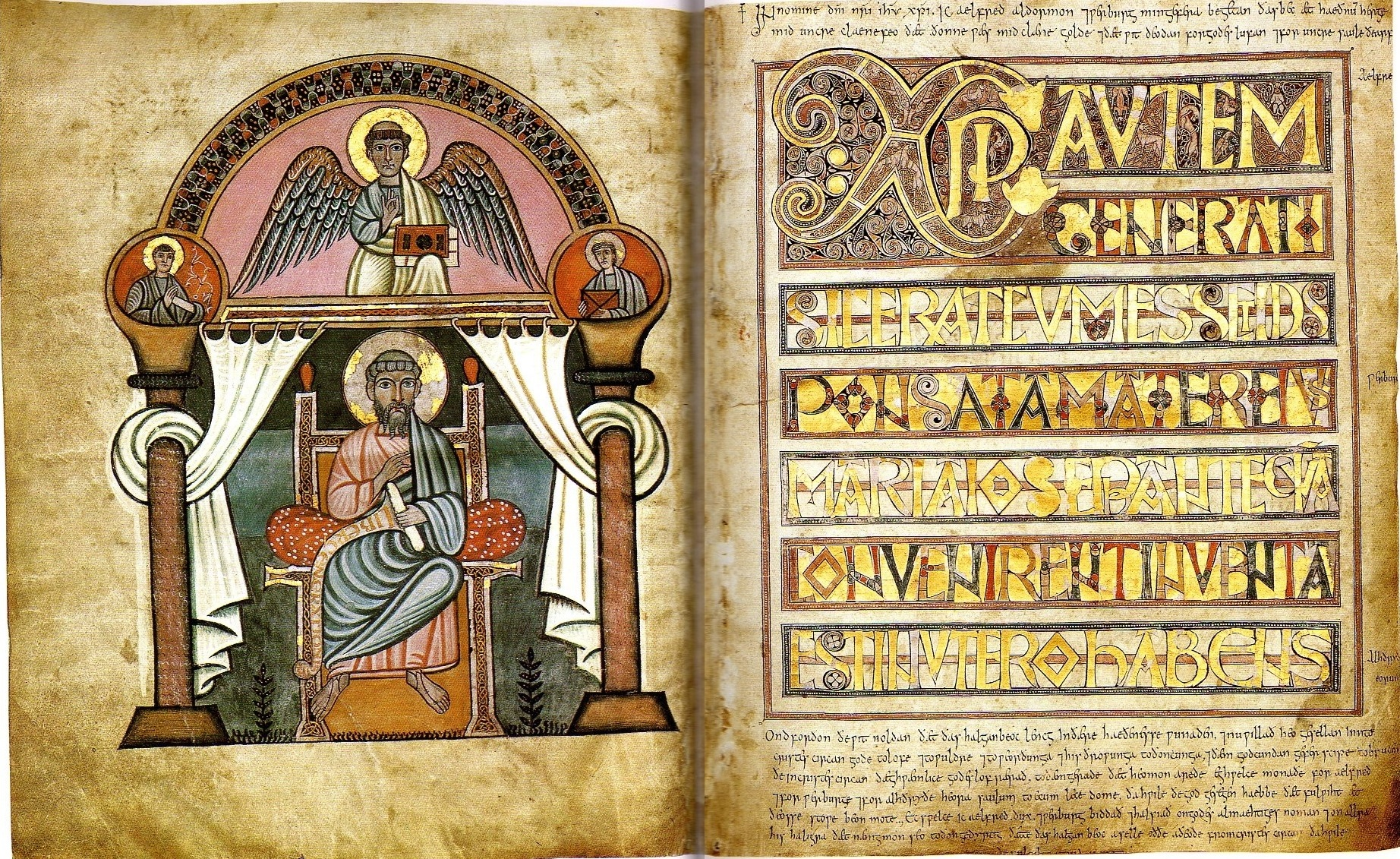
Páginas do Códice Áureo de Estocolmo, século VIII, estilo insular. combinado ao clássico-bizantino.
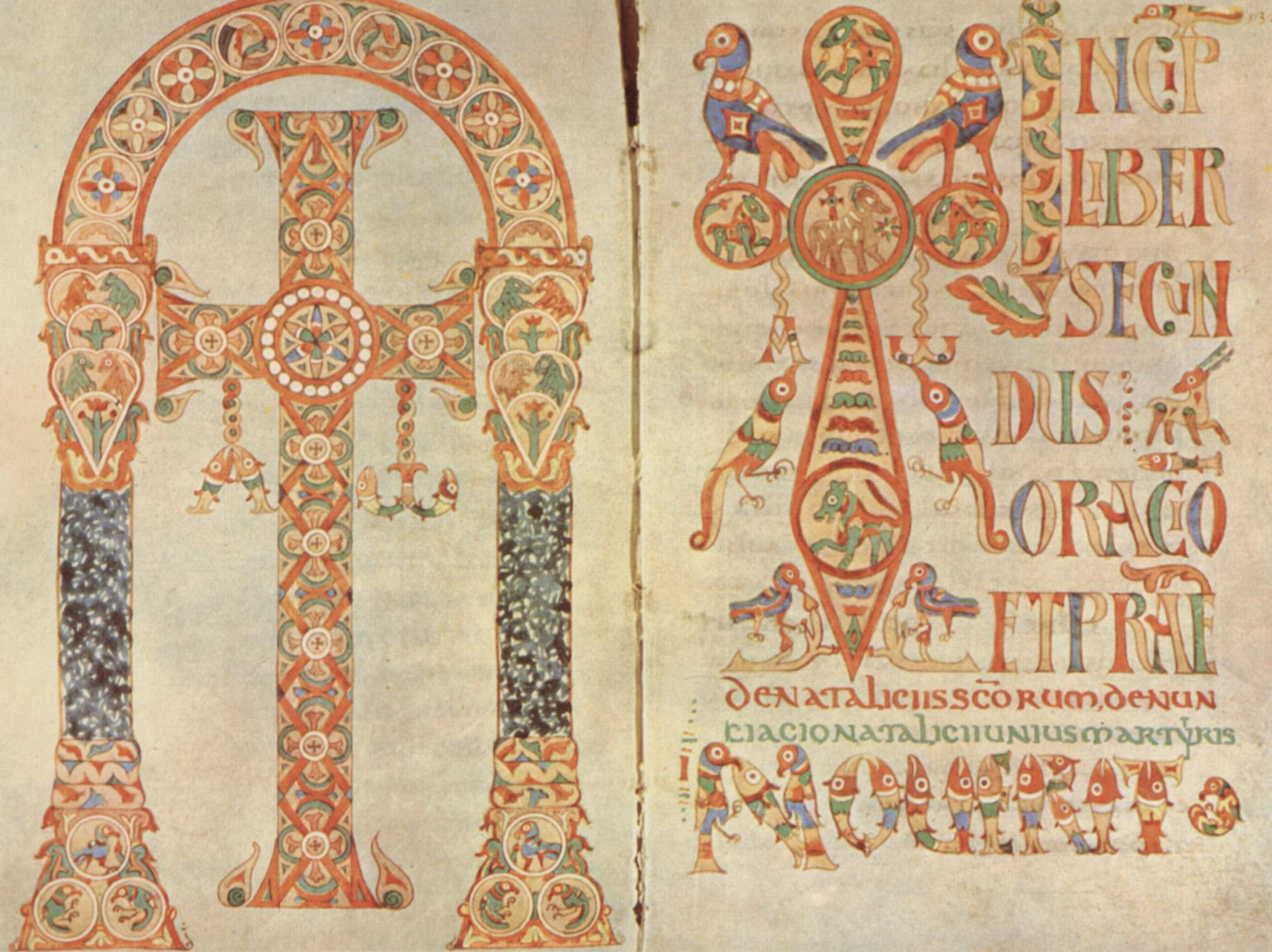
Página do Sacramentário Gelasiano, século VIII, merovíngio.

Em meados do século VIII Carlos Magno fundou um novo império na Europa central. Patrocinou um florescimento artístico importante, a chamada Renascença Carolíngia, buscando imitar o esplendor da Roma Antiga e tendo como referências estéticas principalmente a arte bizantina e romana. Na esteira destes sucessos, formou-se uma influente escola de pintura, que determinou um padrão válido por três séculos para todo o norte da Europa, introduzindo uma tradição de figuração e representação narrativa entre os povos germânicos. Dividiu-se a escola em dois ramos: um cheio de fantasia e vivacidade, modelando as figuras delicadamente, usando cores fortes e estabelecendo uma novo cânone para o corpo humano, alongado e elegante. O segundo ramo revelou uma tendência arcaizante, com fortes contrastes de sombra e luz, em um resgate consciente de referências clássicas, mas sem prender-se à cópia, preferindo reinventar seus modelos livremente. Sabe-se que o muralismo foi também praticado, mas só restam fragmentos. Os temas continuam ser preferencialmente sacros, mas muitas vezes uma iconografia política triunfalista se encontra mesclada. São bons exemplos da pintura carolíngia os evangelhos de Ada, Ebbo, Godescalco e S. Médard de Soissons, a Bíblia de San Paolo fuori le Mura e o Códice Áureo de Lorsch, que demonstram a variedade e riqueza de soluções obtidas.
Depois de um declínio no século X, a herança carolíngia foi revivida na Renascença Otoniana, seguindo mais ou menos os mesmos princípios. Porém, algumas novidades foram introduzidas em vários centros de produção. O Mestre Gregório lançou um padrão muito imitado, modelando delicadamente as figuras e criando novas relações no espaço de representação, como se pode perceber no Lecionário de Egberto de Tréveris, ou nos Evangelhos da Sainte-Chapelle. Na abadia de São Emeram, de onde provém o famoso Códice Áureo de São Emeram, as iluminuras podem se tornar elaborados esquemas teológicos com legendas explicativas; em Corvey, por outro lado, as figuras são quase ausentes e prevalece a ornamentação, e em Colônia se buscam novamente fontes bizantinas. Da pintura mural, a qual sabe-se ter sido praticada em larga escala, quase nada restou, salvo a igreja de São Jorge em Reichenau, decorada com um ciclo de milagres de Cristo. Ali também se formou uma grande escola de iluminura otoniana, cuja produção é hoje Patrimônio Mundial.

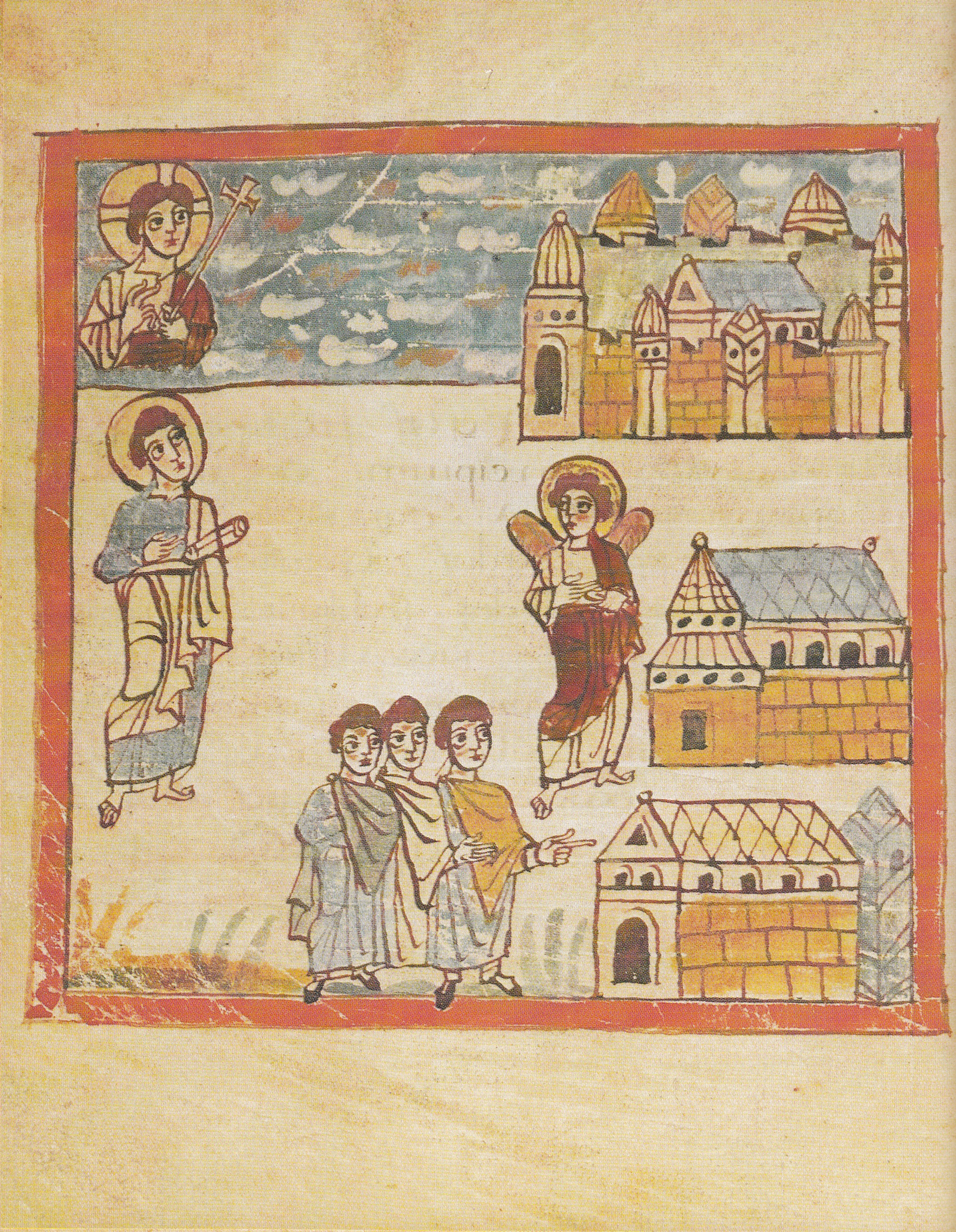
Página do Apocalipse de Tréveris, 800-850.
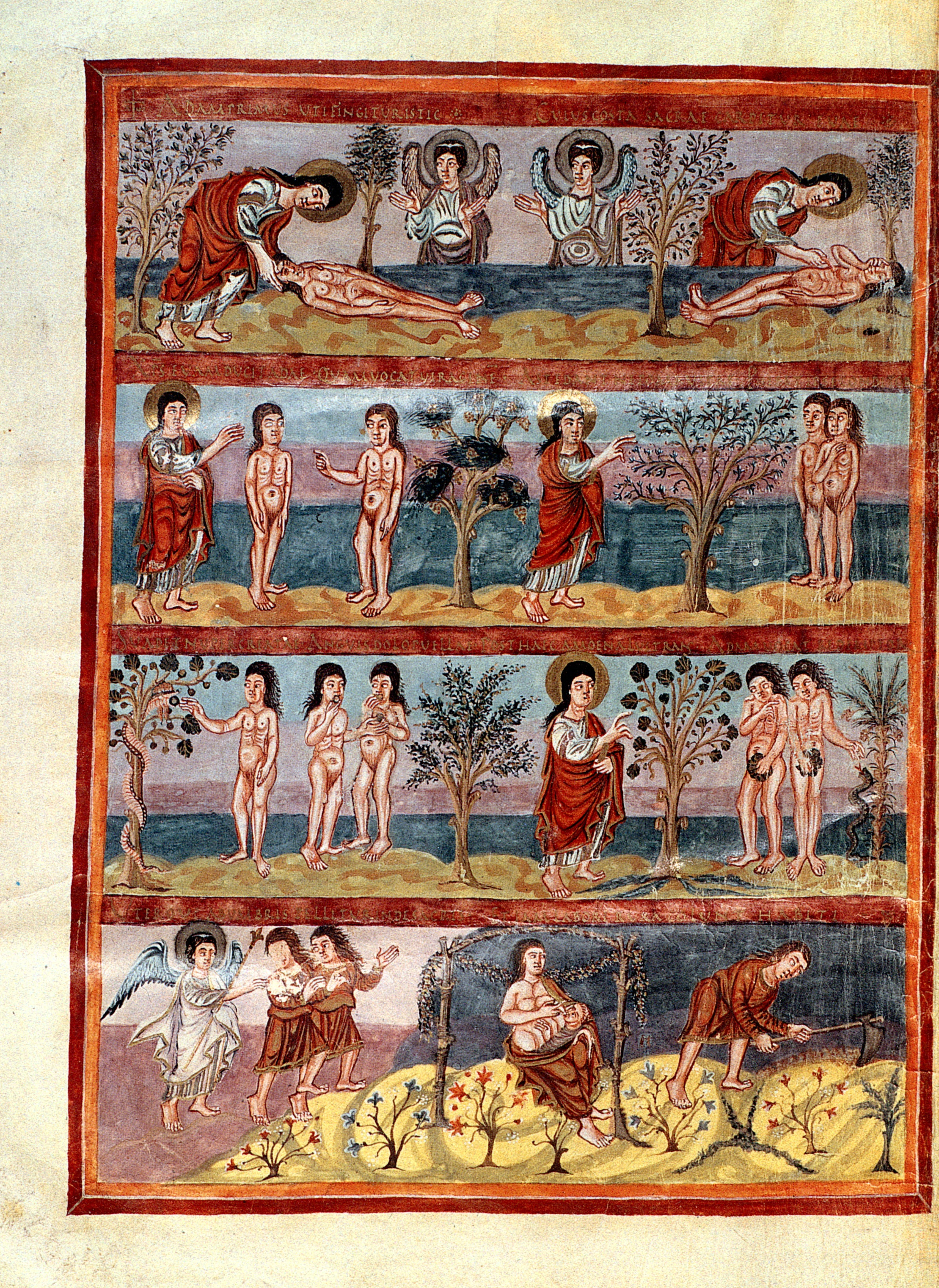
Página da Bíblia de Moutier-Grandval, c. 840.
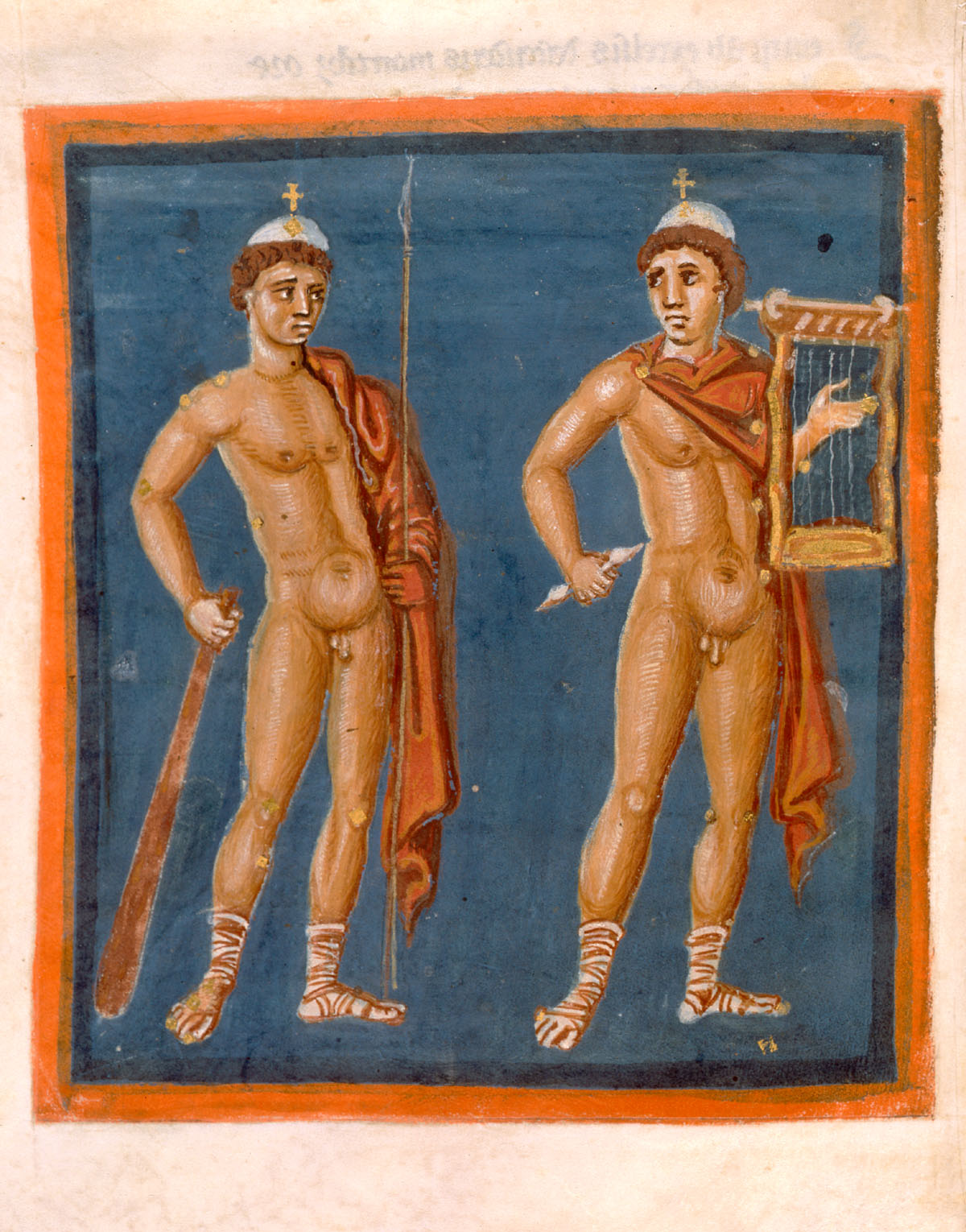
Página do Arateia de Leiden, 830-840, com raríssima representação de nu clássico, ilustrando o signo de Gêmeos.
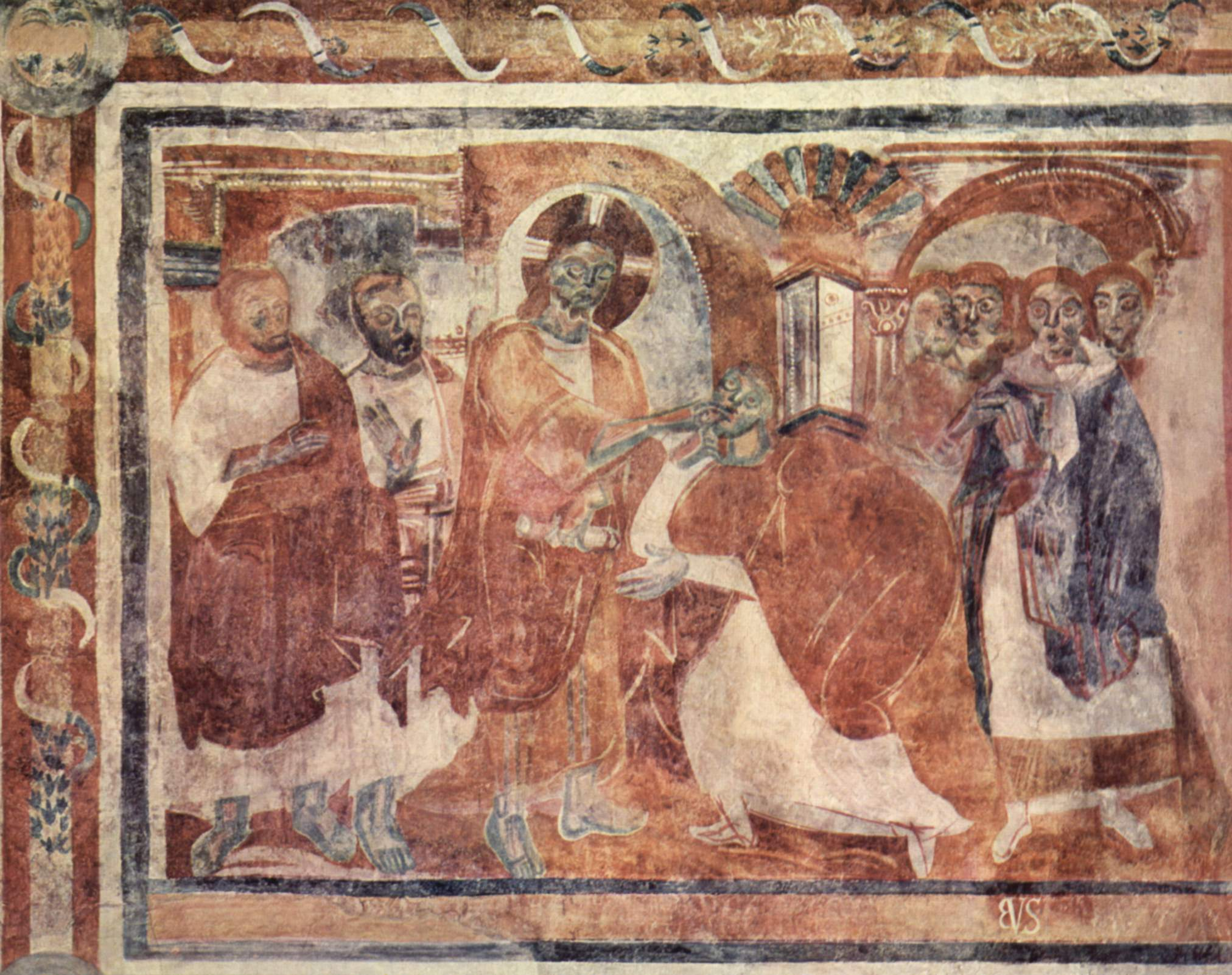
Afresco do Mestre de Müstair no mosteiro de São João, c. 830.

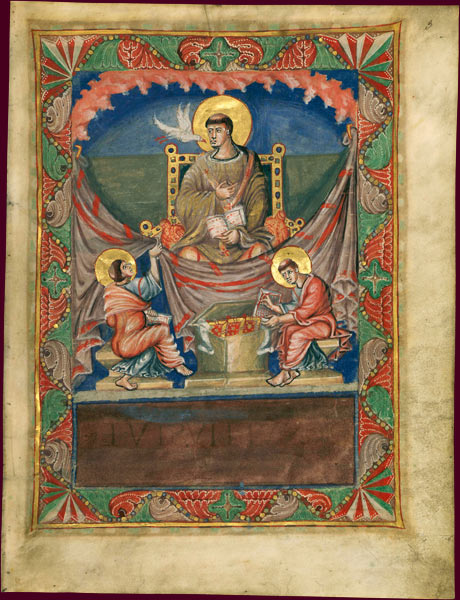
Página do Sacramentário de Carlos, o Calvo, c. 875.
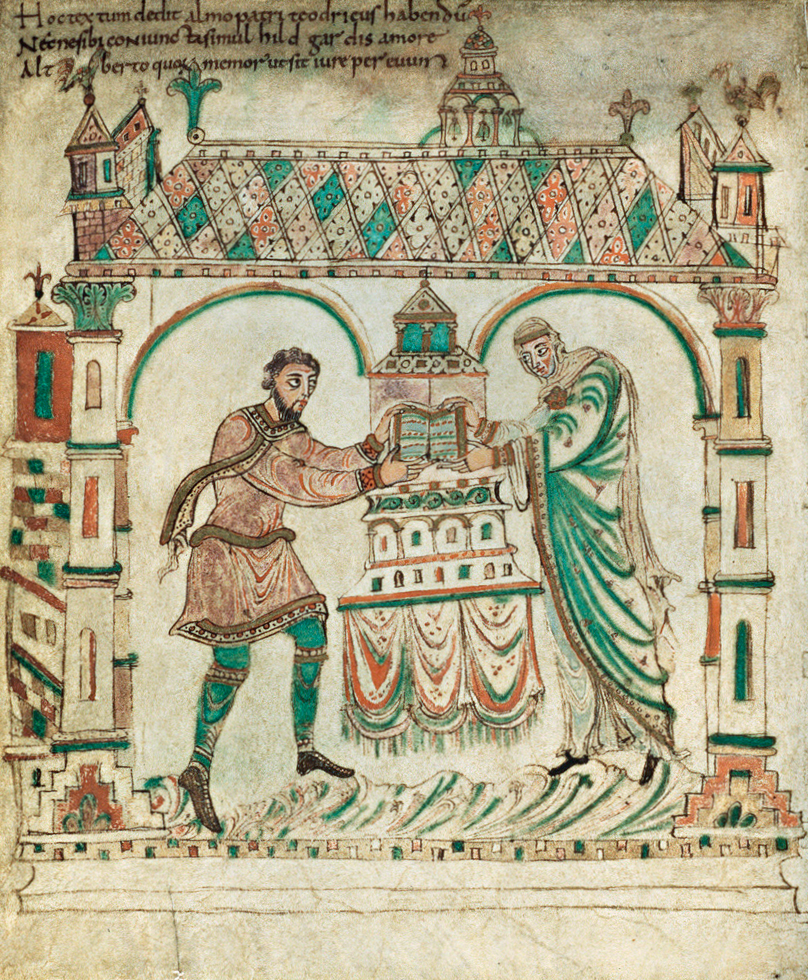
Página dos Evangelhos de Egmondo, século IX.
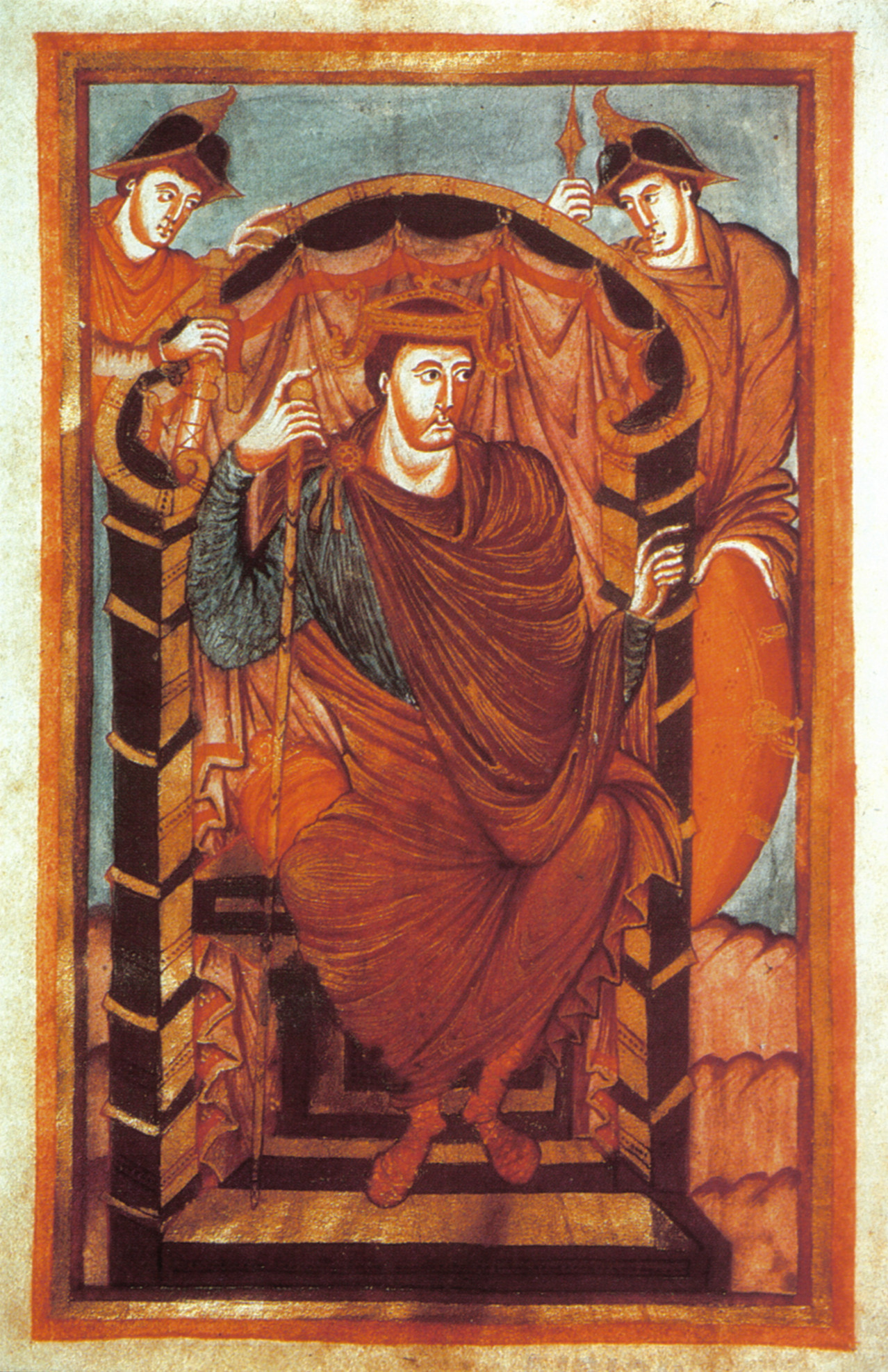
Retrato de Lotário I, nos Evangelhos de Lotário, século IX.
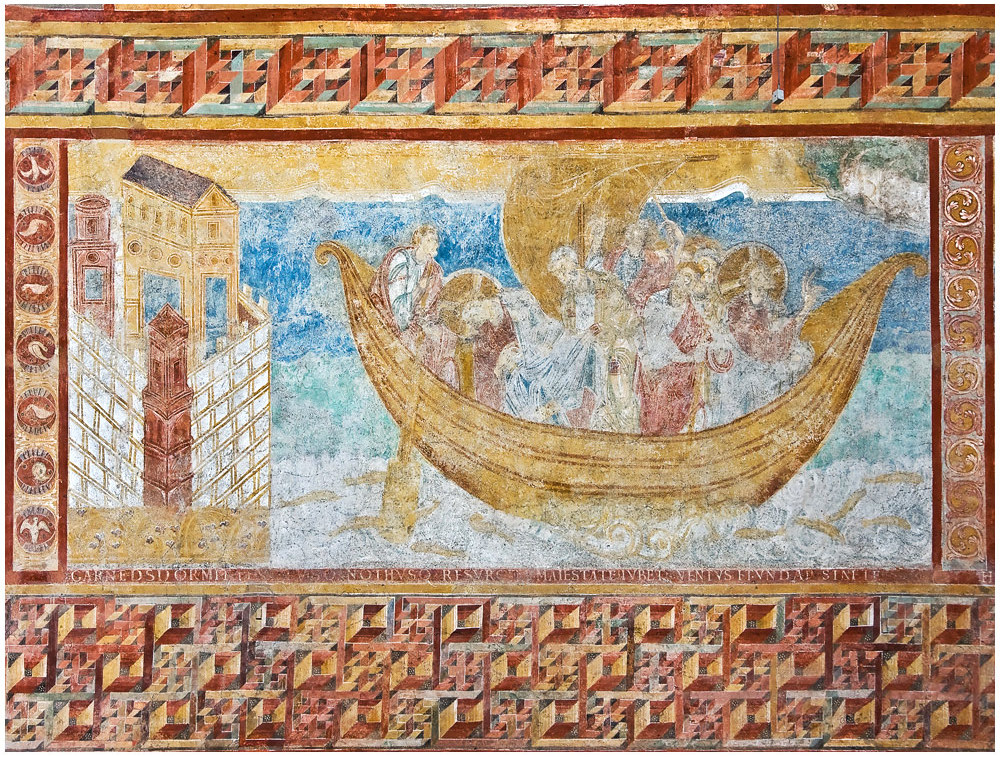
Afrescos otonianos em Reichenau, c. 1000.

Enquanto isso, na Península Ibérica se desenvolvia uma corrente diferenciada, de elevada estilização, fortes contrastes de cor e um caráter eminentemente gráfico, assimilando influências visigóticas, árabes, egípcias, irlandesas e bizantinas, chamando-se de arte moçárabe, produzida por cristãos que adotaram hábitos árabes durante a conquista muçulmana na região. Floresceu especialmente entre os séculos X e XI. Teve muitos centros de produção qualificada, entre eles Valeranica, Cardena, Tabara e San Millan. A produção mais importante deste grupo é a dos manuscritos iluminados, e nela se destacam os Beatos (em latim: Beati), nome dado às cópias dos Comentários ao Apocalipse do Beato de Liébana. Entre suas obras-primas estão a Bíblia Hispalense, o Beato do Escorial, o Beato de Gerona, a Bíblia de La Cava, as Orações de Verona e a Bíblia de Leão.

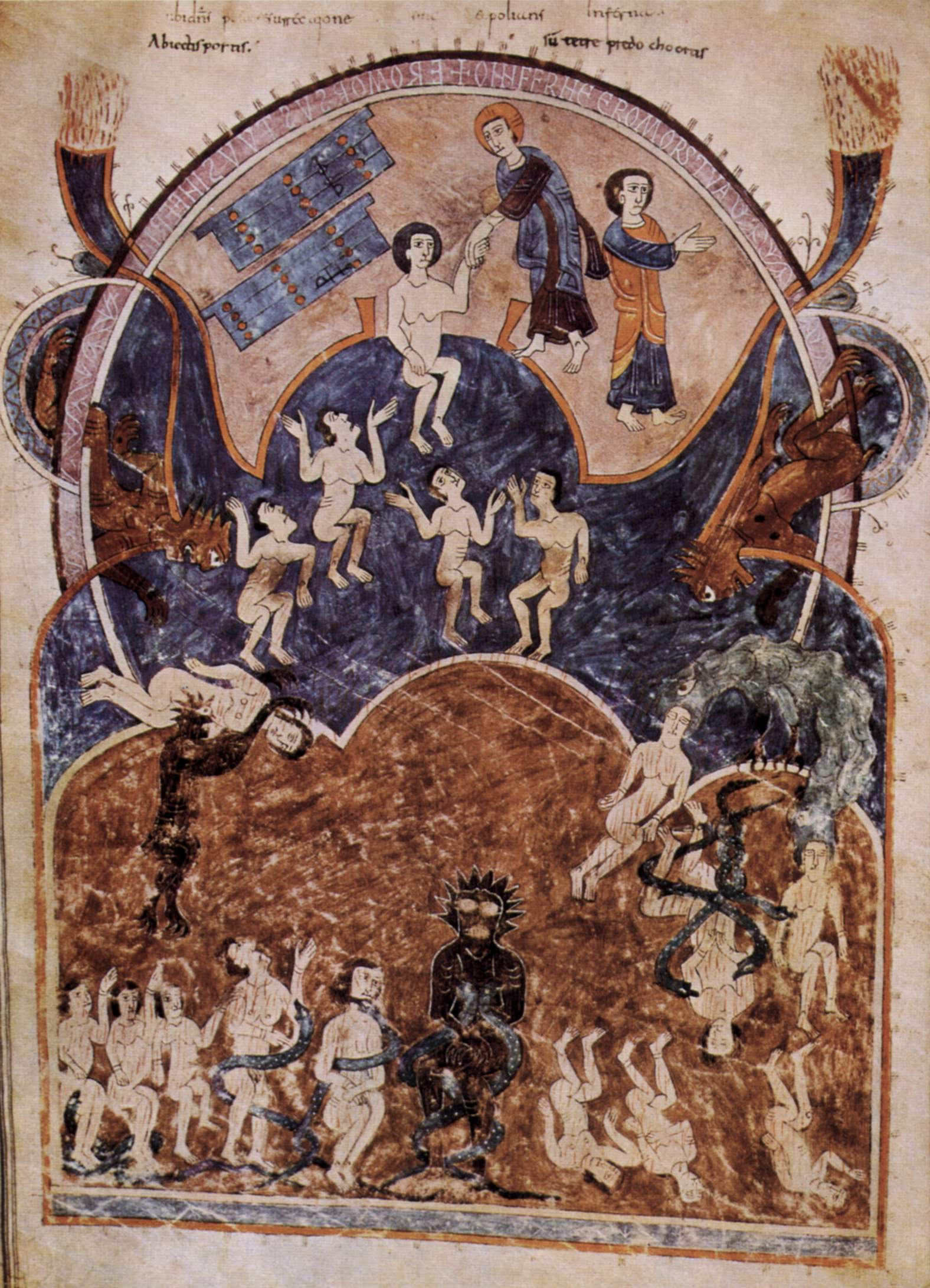
Página do Beato de Gerona, 975.
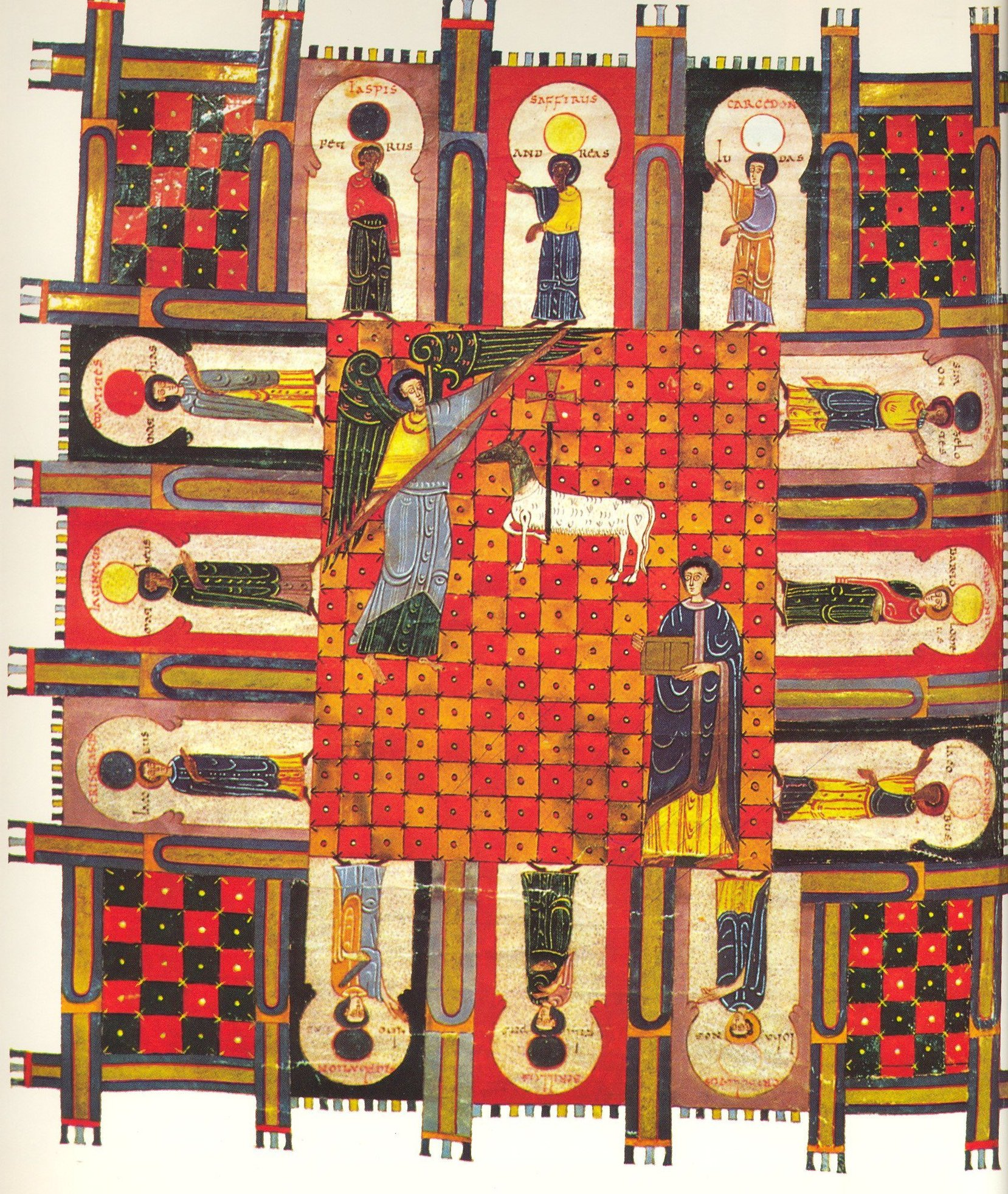
Página do Beato de Facundo, 1047.
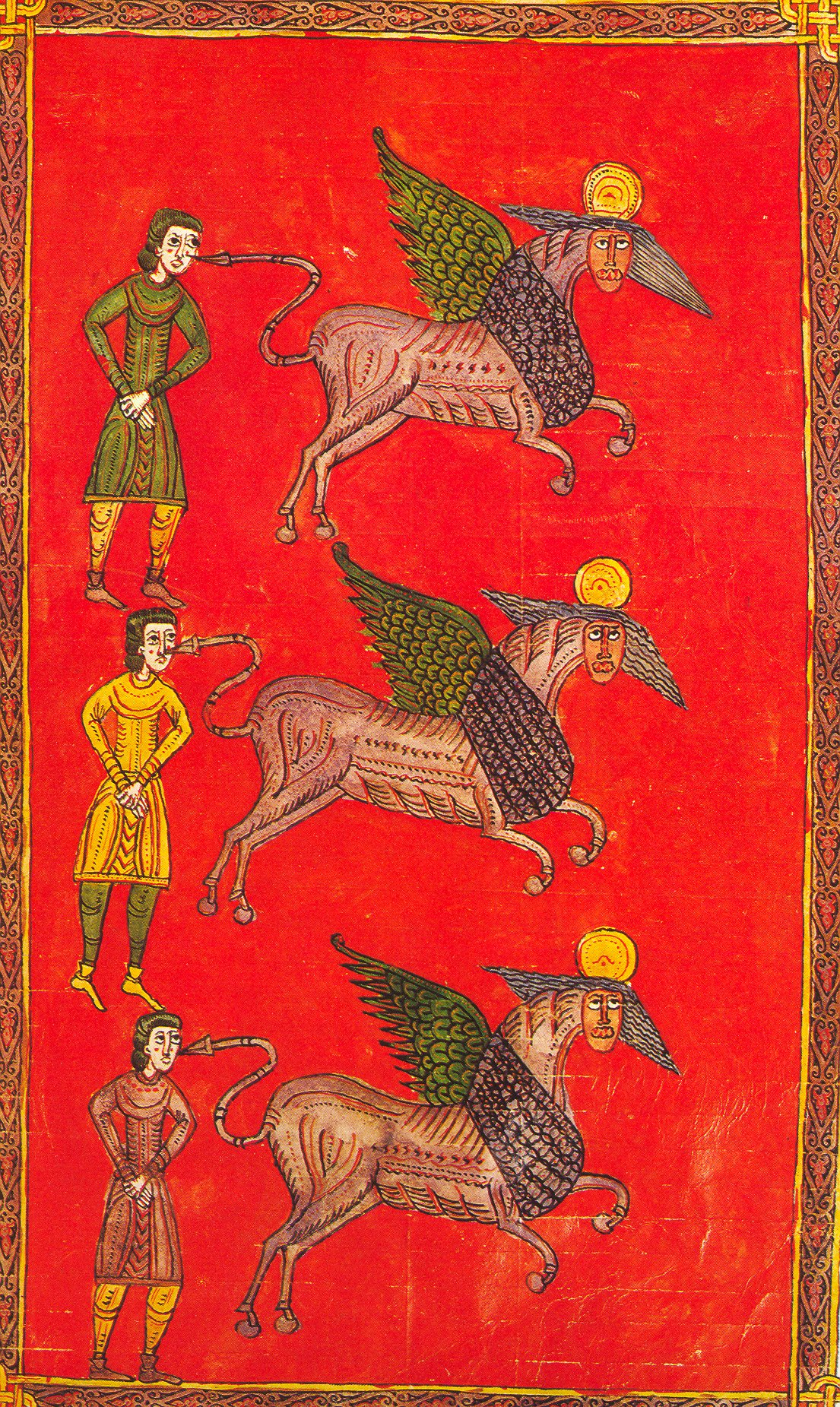
Página do Beato de Osma, 1086.
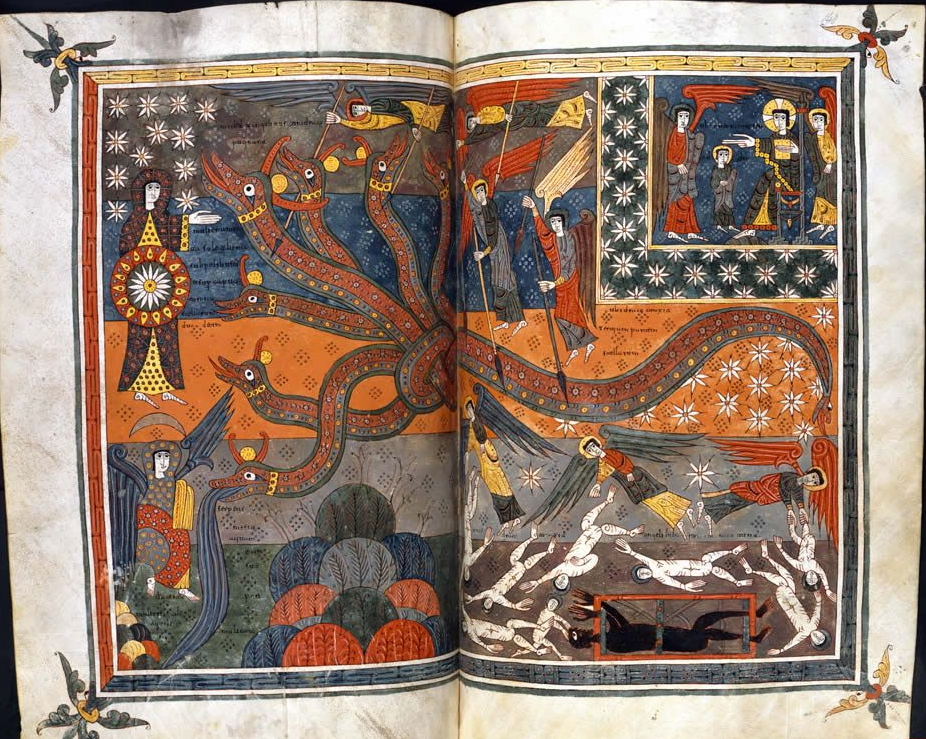
Páginas do Beato de Silos, 1091.

### Românica

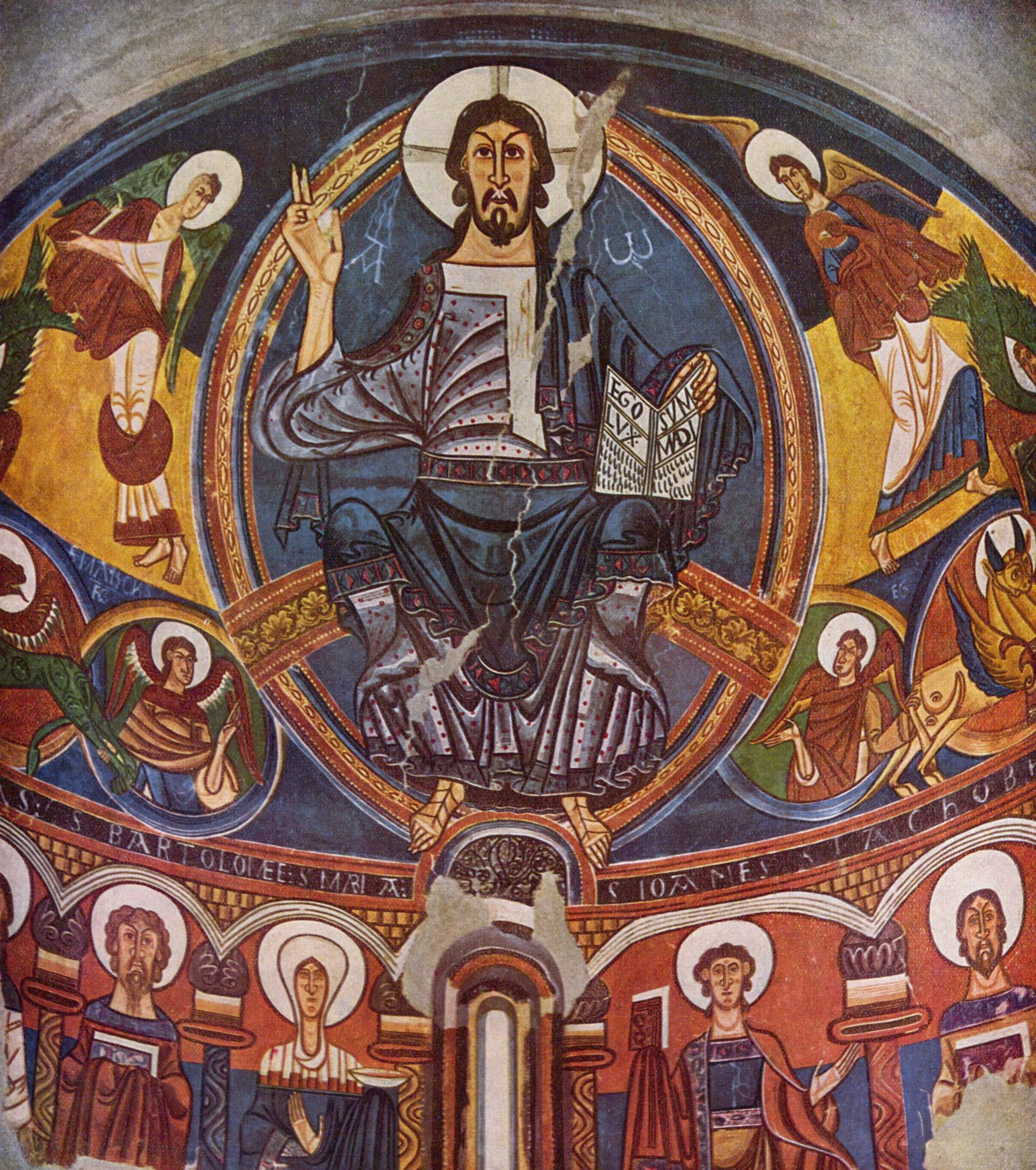
Cristo em majestade, c. 1123, afresco em Sant Climent de Taüll, Espanha

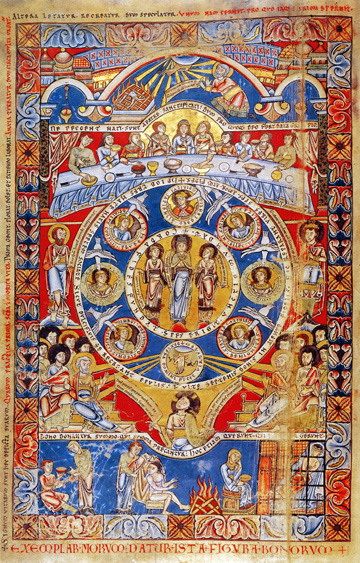
Página da Bíblia Floreffe, século XII, Países Baixos

Após séculos de experimentações diversificadas em vários centros da Europa, em torno do século XI começa a prevalecer uma tendência homogeneizadora em âmbito internacional, que perdurou por cerca de dois séculos. Isso não significou uma perda em variedade de expressão, mas é clara uma diferenciação em relação ao período anterior no sentido de quase total abandono do cânone clássico, formando-se em troca um marcado pela estilização e severidade das figuras. Isso não deixa de ser paradoxal, pois a referência clássica literária permaneceu, assim como permaneceram em voga lendas e mitos que davam modelos de comportamento para reis e príncipes e inspiravam o cerimonial cortesão e militar, e na filosofia, na oratória, na música, na ciência e em outras áreas do saber os gregos e romanos continuavam uma referência central, mas a interpretação plástica do Classicismo pelos artistas românicos resultou em um cânone muito diferenciado de originais que a maioria dos artistas daquele tempo jamais haviam visto em primeira mão, conhecendo apenas cópias de variados graus de fidelidade e vagas descrições literárias. Nesta altura, a maior parte do imenso acervo de pintura da Antiguidade Clássica já havia sido destruído. O estilo é em muitos casos de difícil identificação, com rica variedade de fórmulas, mas no geral as figuras românicas têm em comum o grande esquematismo, distante da realidade natural. O grafismo tem grande peso na constituição da obra, e o tratamento das áreas de cor pode ser bastante sumário, sem qualquer indicação de volumes ou diferenciação de texturas, funções desempenhadas em muitos casos exclusivamente pelas linhas.
A Europa nesta altura estava largamente cristianizada, e a religião, junto com o latim, sua "língua oficial", forneceram meios de difusão cultural e comunicação em ampla escala. A Igreja se tornava a maior força política e o maior cimento social de uma Europa de culturas regionais extremamente diversificadas. Segundo Gombrich, foi a época da Igreja Militante. Com imensa importância dada à religião, não admira que se formasse grande mercado e a produção artística tenha se voltado primariamente a esta área, frequentemente cercada de luxo e riquezas, considerados necessários devido à dignidade do culto divino. Contudo, a religião adquirira um tom pessimista e místico que exigia a fuga do mundo material, fonte de contínuo sofrimento e de pecado. É uma fase de adoração de relíquias, de dogmatismo doutrinal, fé em milagres, de criação de novas ordens religiosas, de penitências corporais e de grandes peregrinações religiosas por centros de veneração espalhados em todo o continente. Durante o Românico se consolidam algumas tipologias iconográficas que viriam a ter grande descendência, como a do Cristo em majestade (derivação do Pantocrator bizantino), o Juízo Final, os Quatro Evangelistas, o Apocalipse, e as histórias de Adão e Eva e de Noé.

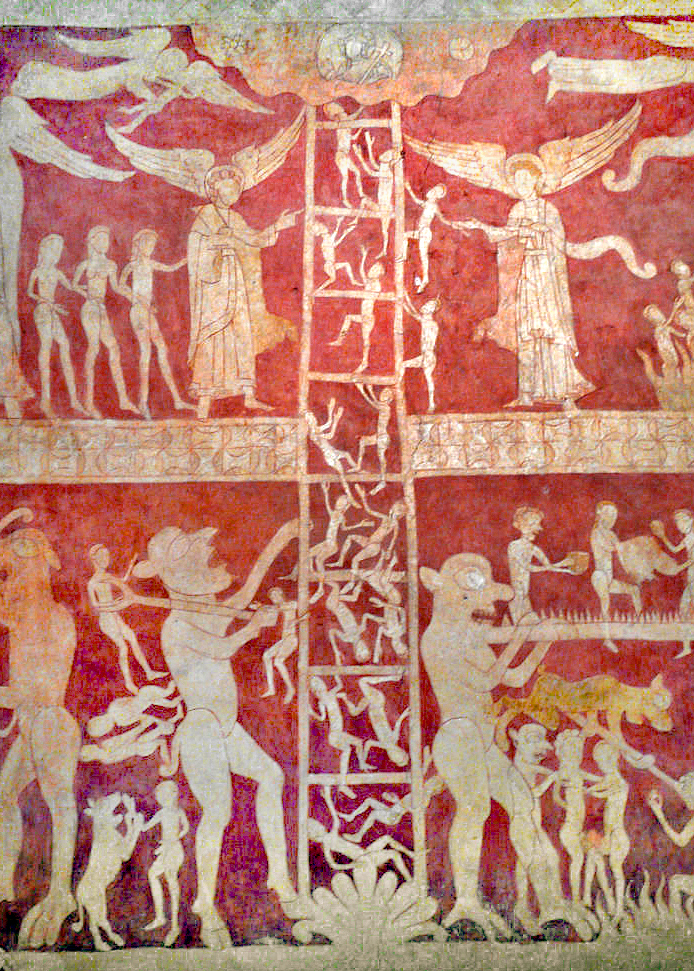
Detalhe central da Escada do Purgatório e os Sete Pecados Capitais, c. 1200, afresco na igreja de S. Pedro e S. Paulo, Chaldron, Inglaterra.

Como na fase anterior, os mosteiros são os principais centros culturais da sociedade, frequentemente funcionando como feudos, gerenciando grandes territórios e recursos. Num cenário político relativamente tranquilo e com uma economia em fase favorável, o florescimento artístico foi generalizado, iniciando uma fase de reurbanização e de construção de imponentes edificações civis e religiosas. Durante o Românico começa a surgir uma tradição de grandes catedrais. Era uma arquitetura de feições severas e caráter monumental, de espessas paredes e interiores pouco iluminados por janelas pequenas. Os templos se tornavam o orgulho das suas comunidades, sua construção monopolizava a atenção, os recursos e os esforços de toda a região em torno, erguendo-se como maciças fortalezas em meio a cidades que na época às vezes não passavam de pequenos vilarejos de casas cobertas de palha. A famosa Catedral de Tournai é um bom exemplo. Sua austeridade era compensada através de pórticos e capitéis com relevos ricamente esculpidos e coloridos e pinturas murais internas, e a devoção da população e dos nobres os dotava também de fantásticos tesouros em alfaias preciosas, relicários e manuscritos iluminados.
Com esta ampla rede de comunicação estabelecida através da fé, e tendo na arte o maior veículo de sua propaganda acessível ao entendimento da massa analfabeta, o estilo Românico veio a prevalecer em praticamente toda a Europa ocidental e partes da oriental. Neste período, ao mesmo tempo em que as tendências anteriores, trazendo muitos elementos das culturas bárbaras, confluíam e davam as bases para os desenvolvimentos atuais, verificou-se novo interesse pela sofisticada estilização gráfica da arte bizantina que estava sendo produzida nesta época. Muitos artistas bizantinos e gregos foram chamados por cortes episcopais e os mecenas principescos que começavam a ressurgir para deixar obras em suas igrejas, mosteiros e palácios. A arte do mosaico, tão apreciada pelos bizantinos, e por eles levada para vários pontos da Europa, se tornava fonte de inspiração para muitos pintores. As técnicas da pintura, contudo, continuavam essencialmente as mesmas, sendo preferidos o afresco para os murais, a encáustica e a têmpera para painéis portáteis, e a têmpera para as iluminuras. Muito se perdeu da pintura românica, mas ainda sobrevive um acervo apreciável. Além disso, neste período se inicia uma grande tradição de pintura em vitral, que no Gótico chegaria a um primeiro apogeu, e depois viria a adornar as igrejas e catedrais dos períodos sucessivos até a contemporaneidade. O estilo Românico teve vida efêmera, não ultrapassando dois séculos de existência, em muitos lugares, menos, tem limites muito imprecisos, e quando mal se estabilizava como cânone diferenciado já iniciava uma transformação para a fase sucessiva, o Gótico.

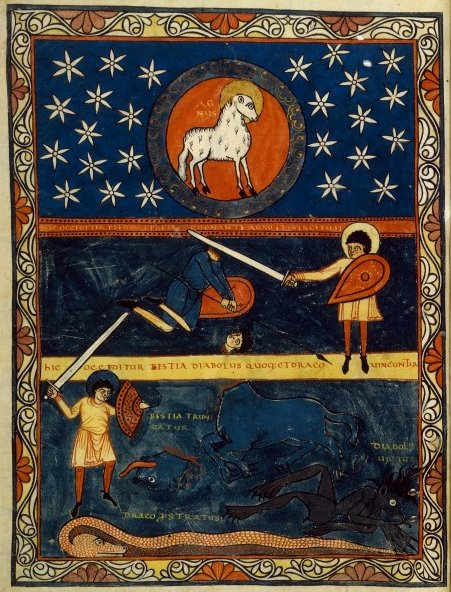
Vitória do Cordeiro, no Apocalipse de Saint Sever, século XI, França, com influência moçárabe.
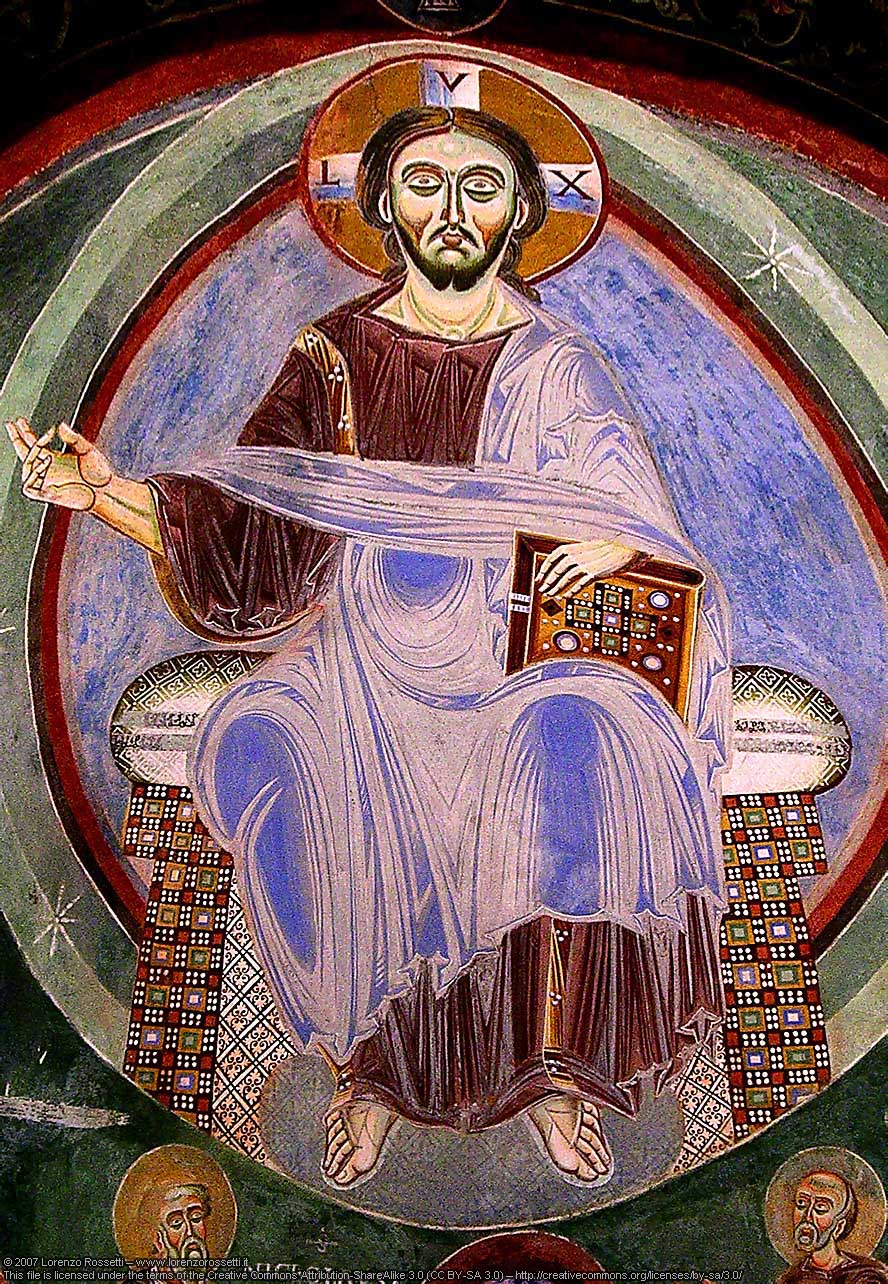
Cristo em majestade, século XI, afresco na Abadia de Novalesa, Itália.
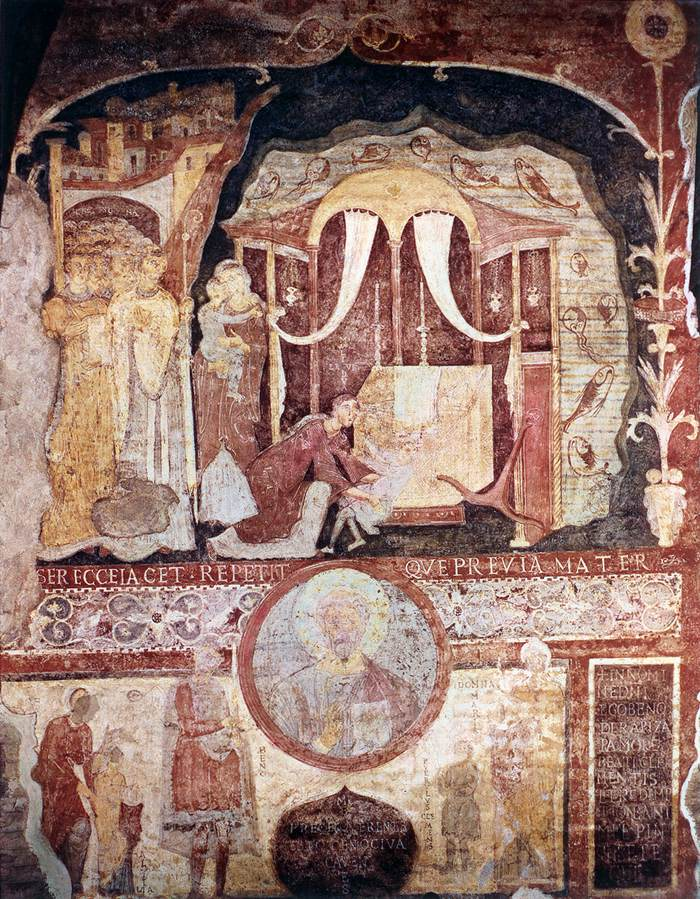
Salvamento miraculoso de uma criança, c. 1100, afresco na Basílica de São Clemente, Roma.
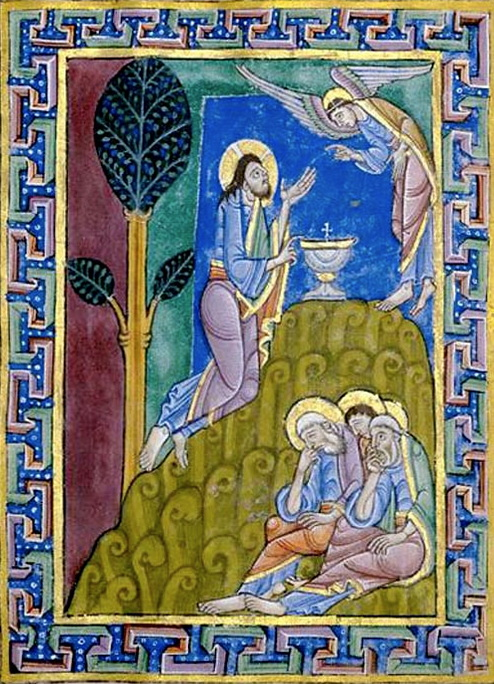
Agonia de Jesus no Getsêmani, no Saltério Albani, c. 1120-1145, Inglaterra.

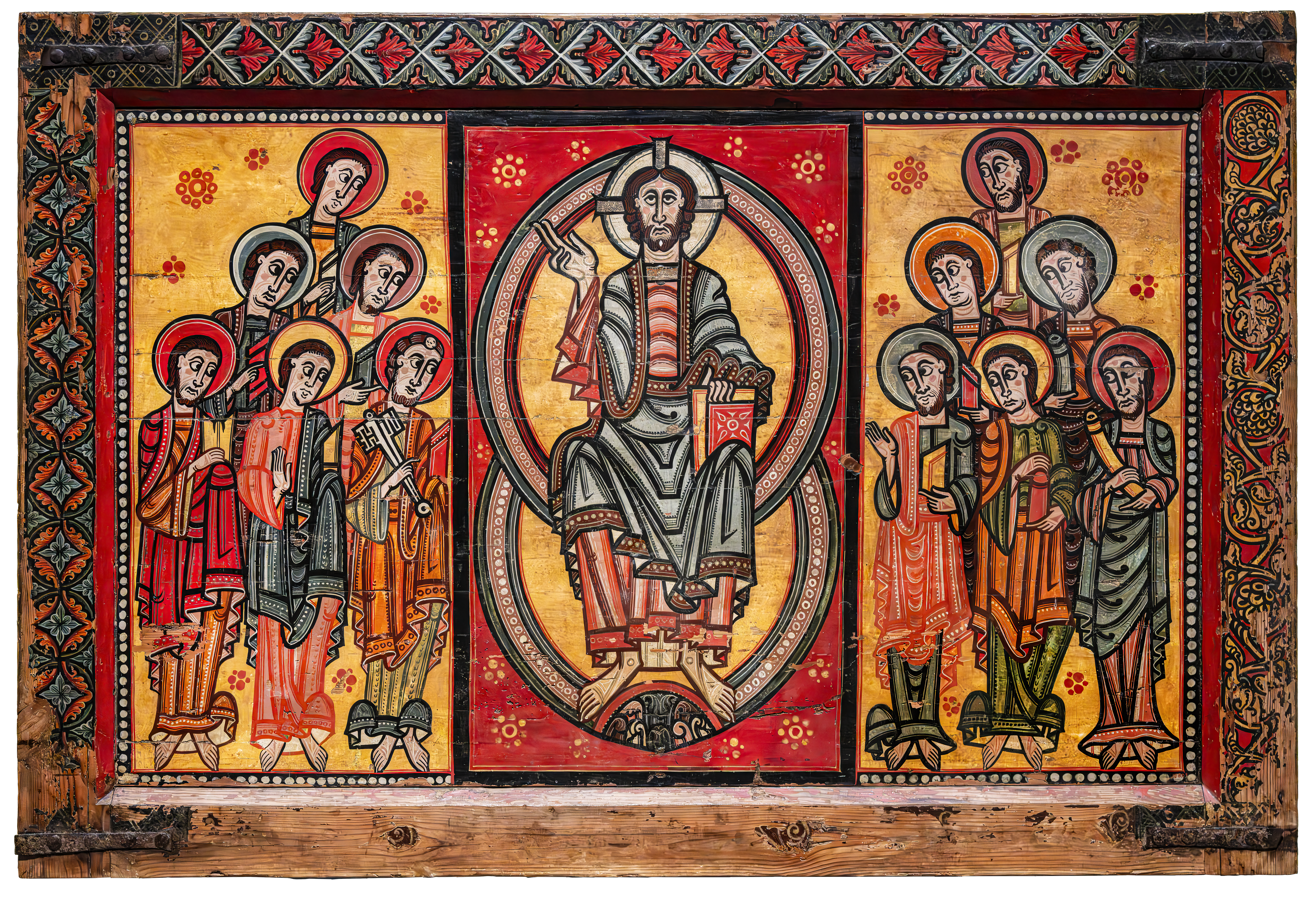
Cristo em majestade, frontal do altar da Sé de Urgell, 1125-1150, Espanha.
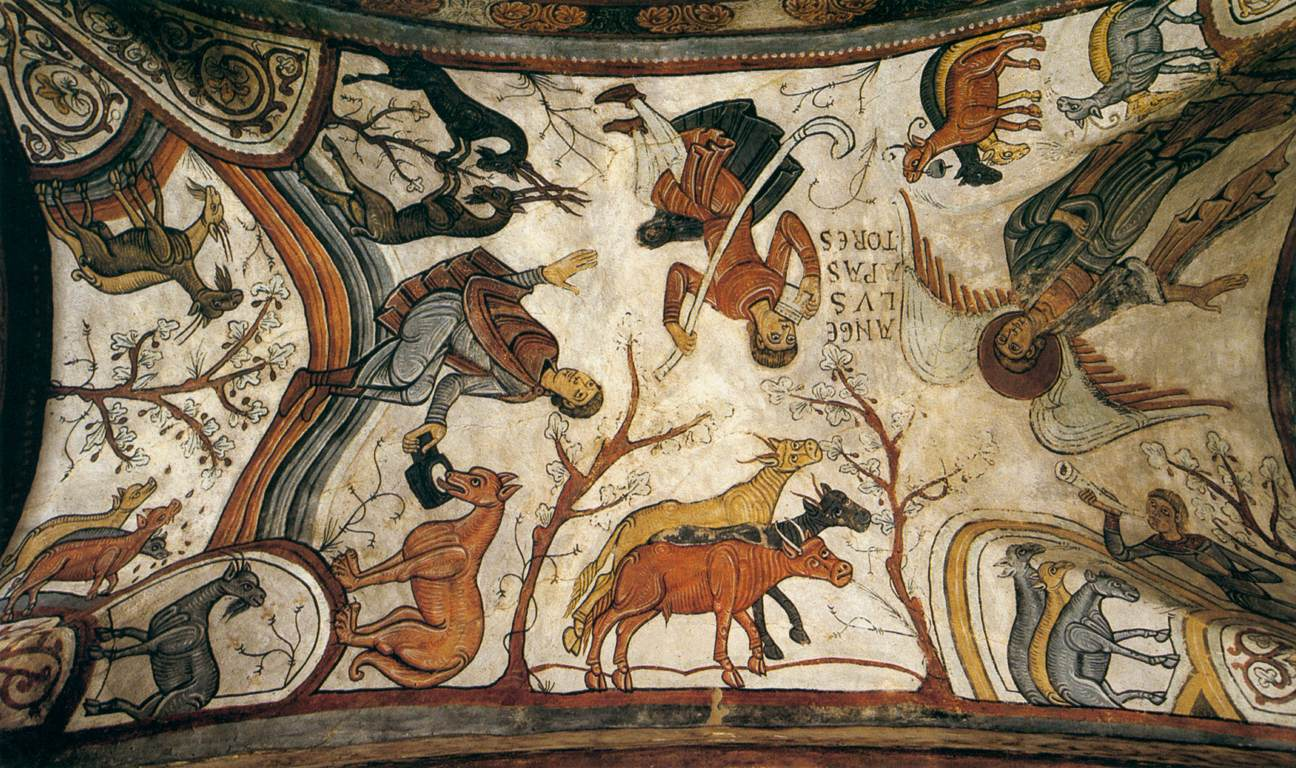
Anunciação aos pastores, afresco, c. 1180, Panteão dos Reis de Leão, Espanha.
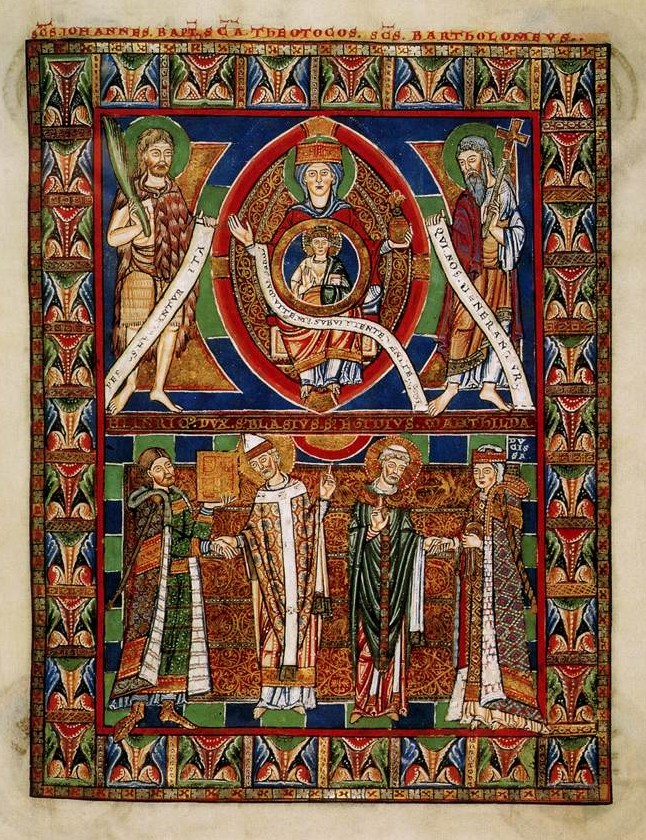
A Mãe de Deus, século XII, nos Evangelhos de Henrique, o Leão, Catedral de Brunsvique, Alemanha.
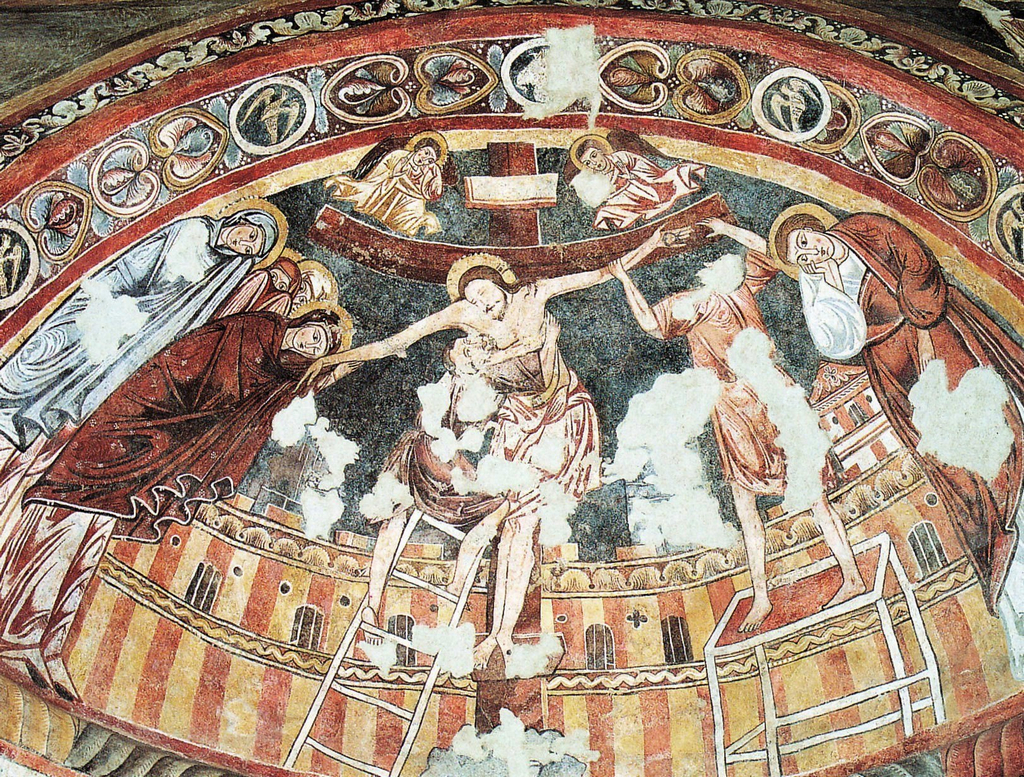
Descida da cruz, século XIII, afresco em Santa Maria di Castello, Udine, Itália.

### Gótica

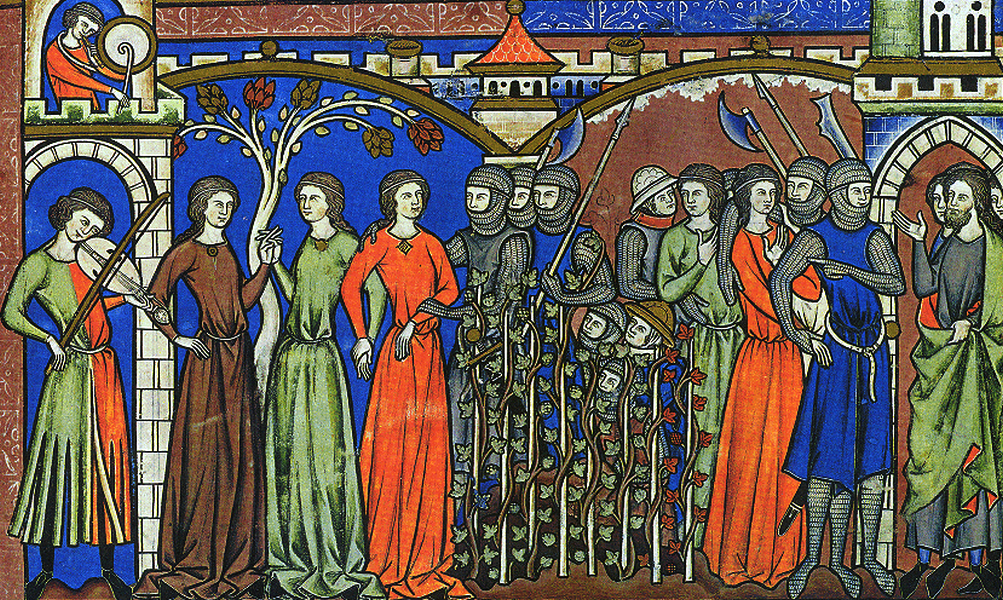
Detalhe de uma iluminura da Bíblia Morgan, c. 1240-50, França

O Gótico, que surge a partir do século XII na França e logo se irradia para todos os lados, é o segundo estilo internacional da Idade Média. Tornou-se talvez mais conhecido em função de suas grandiosas catedrais, mas na pintura houve novidades importantes também. É fruto do grande florescimento artístico do final do período Românico, que tornou a pintura quase onipresente, e de mudanças na religião. Enquanto que no Românico a tendência foi ver o mundo como desprezível, o homem como vil e indigno, e Deus como um ser inacessível e incompreensível, com a formação da Universidade de Paris e outros centros de educação superior, onde atuaram filósofos e pedagogos como Abelardo e Hugo de São Vitor, se buscou revisitar a tradição clássica - mais uma vez, e não seria a última. Sob o impacto do humanismo clássico, o rigor da religião começou a ser abrandado, o mundo voltou a ser um lugar bom de viver, o homem voltou a ser visto como uma obra-prima da criação, e o corpo, como belo e fonte de prazer legítimo.

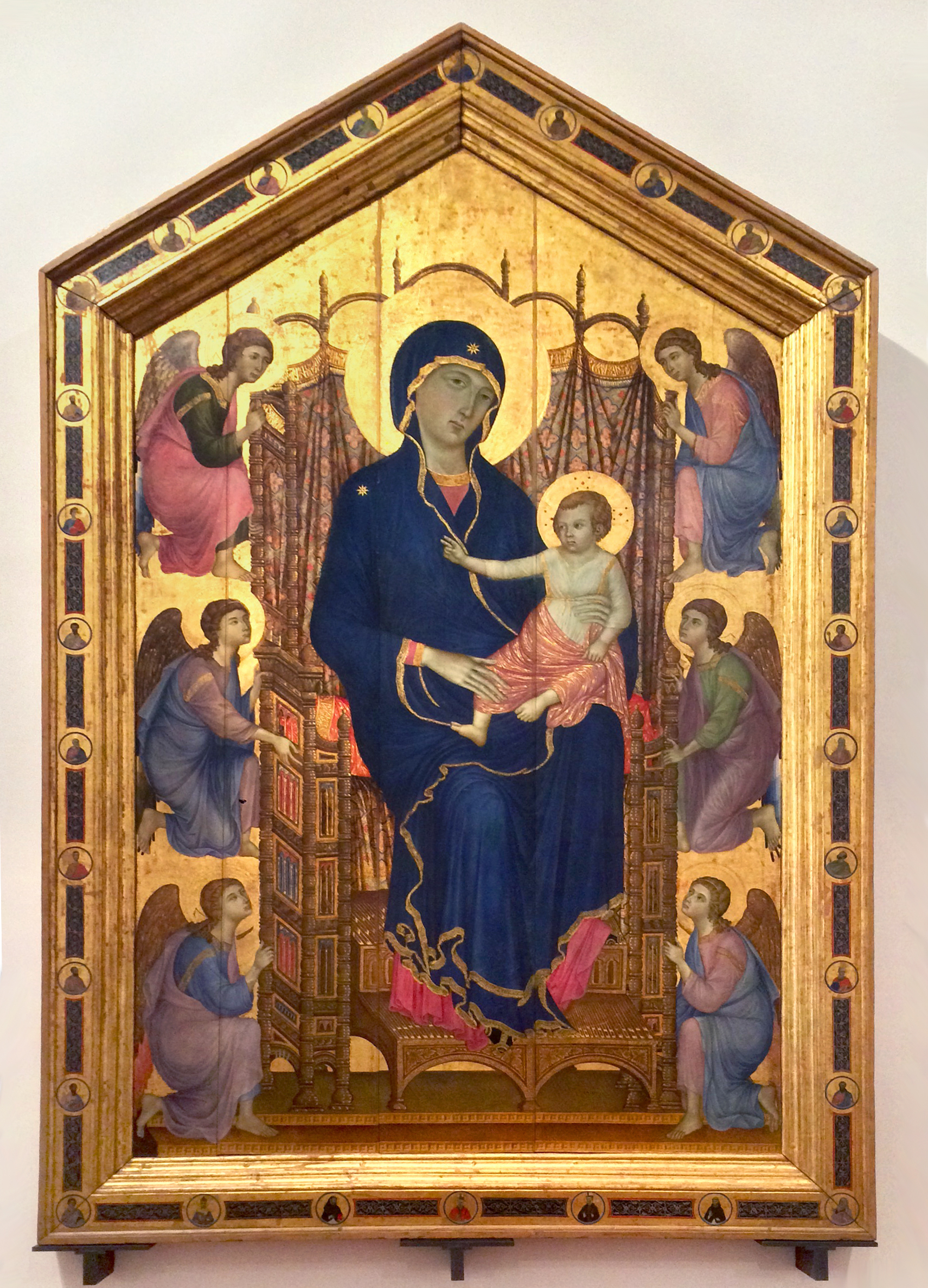
A Madonna Rucellai, 1285, de Duccio, Itália. É clara a influência bizantina

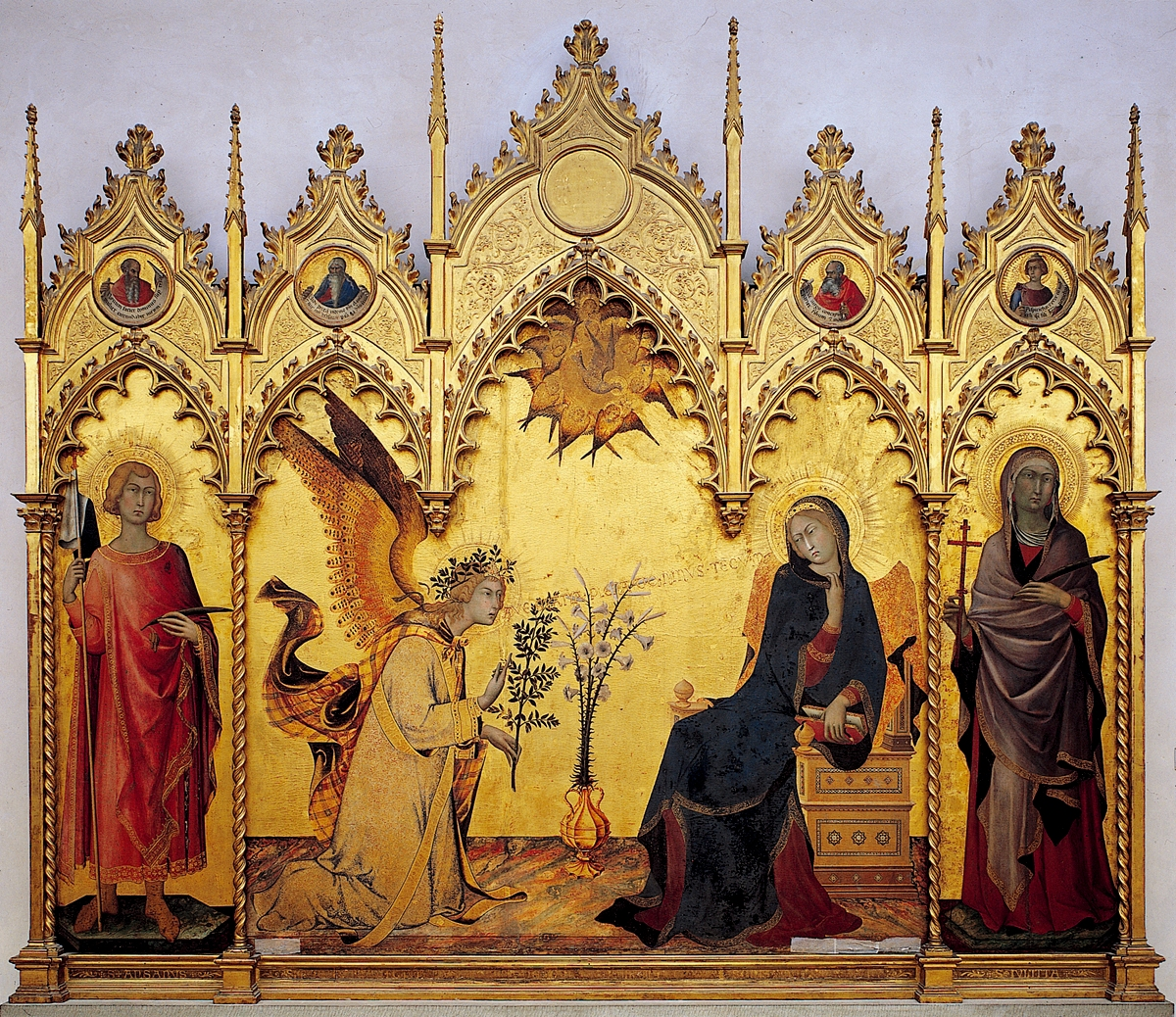
Anunciação, de Simone Martini, 1333, Itália

Típica deste clima de liberação foi a formulação da doutrina do Purgatório, uma tábua de salvação para aqueles - a grande massa da população - que apesar de seus esforços e penitências, viam a si mesmos como muito imperfeitos e não conseguiam santificar sua vida à imitação de Cristo, como mandava a Igreja, a fim de receber a recompensa do Céu após a morte, pois as "fraquezas da carne", junto com a doutrina dos Eleitos (predestinação), as dúvidas sobre o livre arbítrio e a repressão da liberdade de pensamento, não ajudavam a criar otimismo. Para essa multidão, não havia muitas esperanças de redenção; de fato, até o período anterior pensava-se em geral que o Céu era escassamente povoado, com uma população composta principalmente de monges.
Uma outra contribuição essencial para o Gótico veio da Itália, que sempre manteve laços com Constantinopla e recebeu sucessivas ondas de influência da arte bizantina, irradiando-a de si para outras partes do continente. Ali apareceu uma tradição de grandes Madonnas, da tipologia majestática, motivo muito popular como retábulo e afresco em absides de igrejas, diretamente inspirado no motivo da Virgem Hodegétria bizantina. A temática mariana, que no século XIII se tornou uma febre em várias regiões, também abriu o campo para a exploração da ternura maternal e infantil e para os sofrimentos da Mater dolorosa, consolidando-se duas novas fórmulas, respectivamente: a da Madonna graciosa e sorridente, uma variação da Eleusa bizantina, e a da Pietà, tipologias que tiveram grande circulação especialmente no norte da Europa. Ao mesmo tempo, tornava-se popular na Itália outro formato de tradição bizantina, o ícone, preferido pelas ordens mendicantes e imitado largamente, favorecido por ser portátil e ter caráter especialmente sagrado, exercendo influência sobre a produção local de iluminuras, retábulos e murais, importante por seu caráter narrativo e pela variedade de tratamentos dados às figuras, colocando um rico acervo iconográfico de matriz clássica à disposição dos pintores europeus para inspiração.
Berlinghiero Berlinghieri e Cimabue estão entre os primeiros grandes mestres góticos italianos. Seguem-lhe Duccio e Simone Martini, grandes referências na fase do Gótico internacional, e sobretudo Giotto, considerado o maior mestre do Gótico italiano e um dos principais do período todo, introdutor de um novo senso de naturalismo e dramatismo na figura humana e no movimento dos grupos, colocados em cenários simples e eficientes. Seus ciclos de afrescos na Basílica de Assis e na Cappella degli Scrovegni em Pádua, são especialmente famosos e fizeram grande escola. Haveria muitos outros, que como outros antes deles, continuariam levando os princípios italianos e bizantinos para muito além, fazendo deles os referenciais mais permanentes desta fase, como foram em outras antes, o que prova sua duradoura importância para a pintura ocidental.

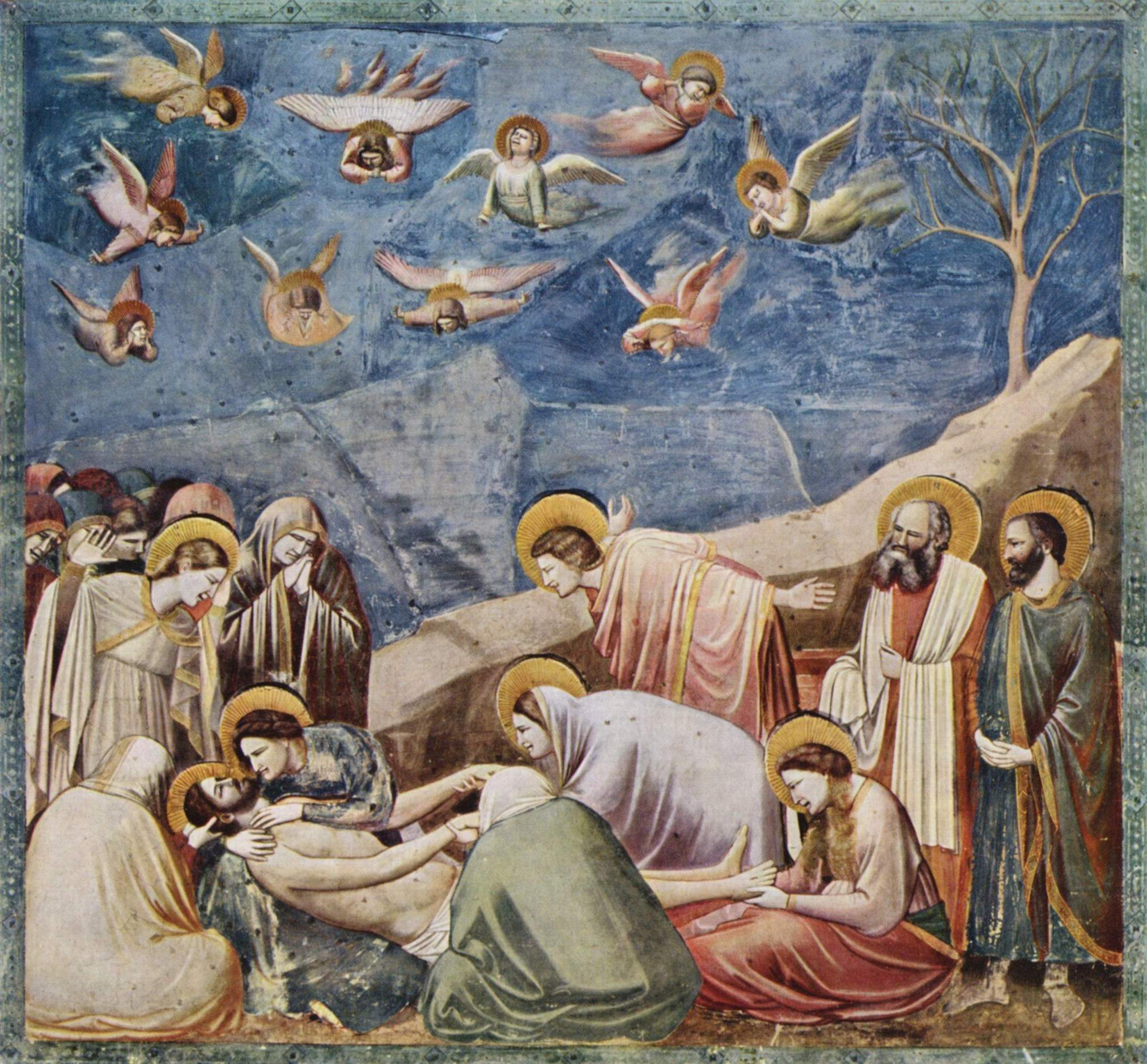
Lamentação de Jesus, de Giotto, na Cappella degli Scrovegni

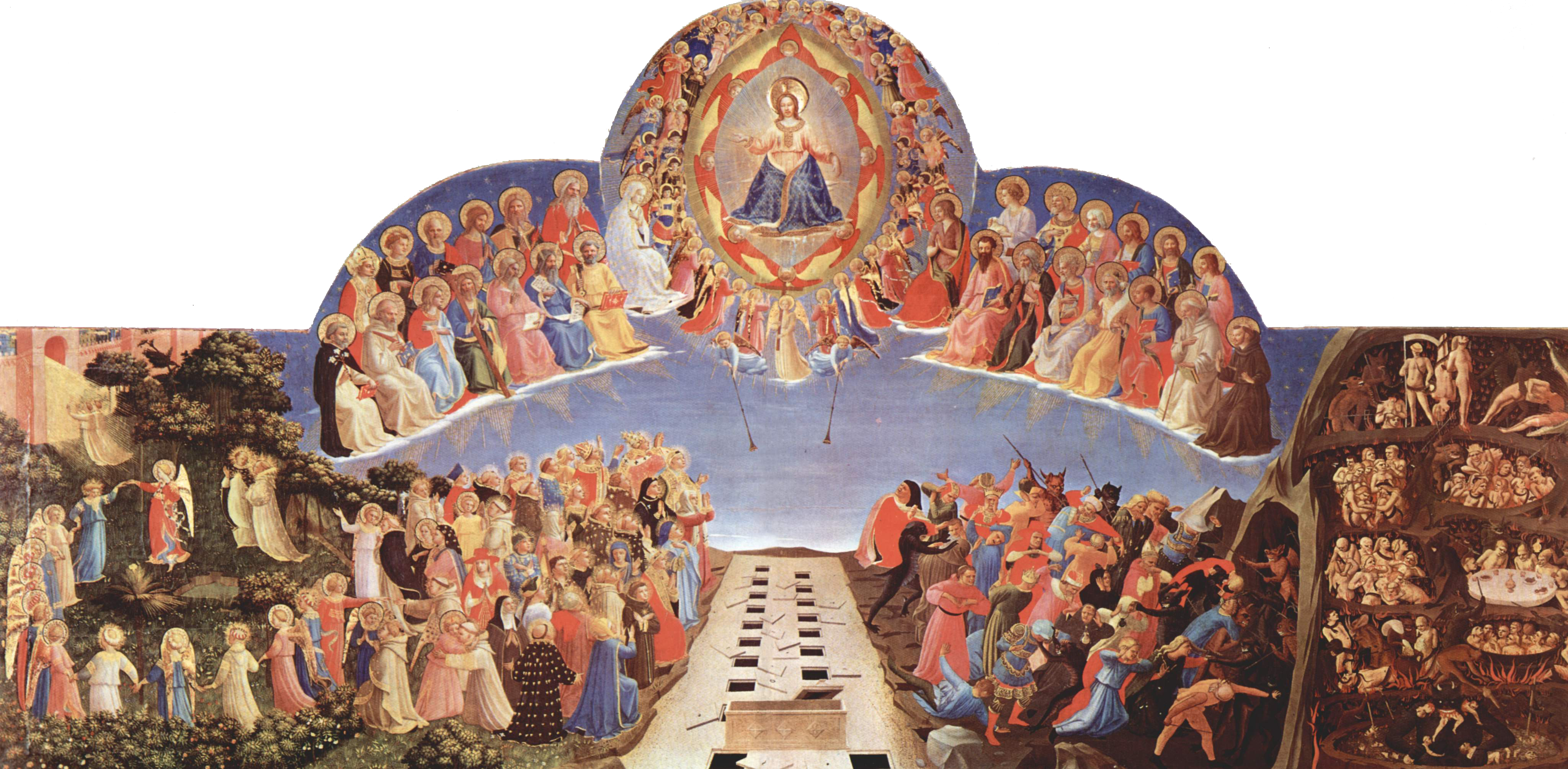
O Juízo Final, c. 1431, do beato Angélico

Essas correntes, em que pesem suas diferenças, confluíram em suas buscas por um maior naturalismo na representação, boa parte sob a influência classicista ítalo-bizantina. O retorno do naturalismo foi uma das contribuições mais importantes da arte gótica, tornando possíveis séculos adiante os avanços ainda mais notáveis do Renascimento no que diz respeito à mímese da natureza e à dignificação do homem em sua beleza ideal, como filho de Deus e Sua imagem. Ao mesmo tempo em que se continuava desejando criar figuras que pudessem ilustrar adequadamente princípios espirituais, o novo espírito científico e o empirismo da época demandavam que as imagens fossem também corretas segundo a natureza. Segundo Hauser, aqui se completou
"[...] a grande transição do espírito europeu do Reino de Deus para a Natureza, das coisas eternas para o ambiente imediato, dos tremendos mistérios escatológicos para os segredos mais inofensivos do mundo criado. [...] A vida orgânica, que depois do fim da Antiguidade havia perdido todo o valor e significado, mais uma vez se torna honrada, e as coisas individuais da realidade sensível são doravante erguidas como sujeitos de uma arte que já não requer justificações sobrenaturais. Não há melhor ilustração desse desenvolvimento do que as palavras de São Tomás de Aquino, 'Deus rejubila em todas as coisas, em cada qual de acordo com sua essência'. Elas são o epítome cabal da justificação teológica do naturalismo. Todas as coisas, por mais pequenas e efêmeras que possam ser, têm uma relação imediata com Deus; tudo expressa a divina natureza de sua própria maneira e assim ganha valor e significado também para a arte".

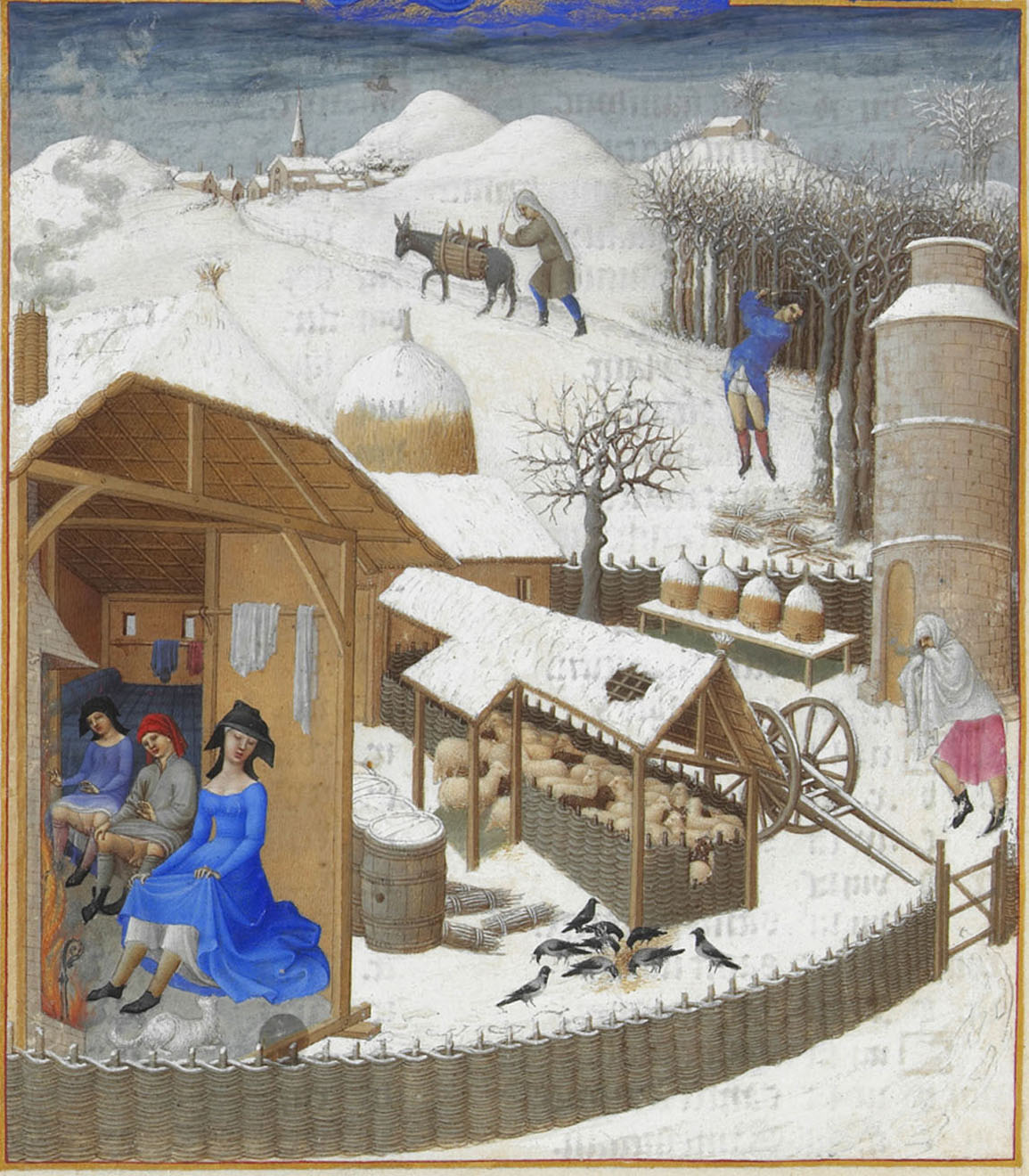
Fevereiro, série dos trabalhos de cada mês nas Riquíssimas Horas do duque de Berry, 1411-1416, iluminadas pelos irmãos Limbourg

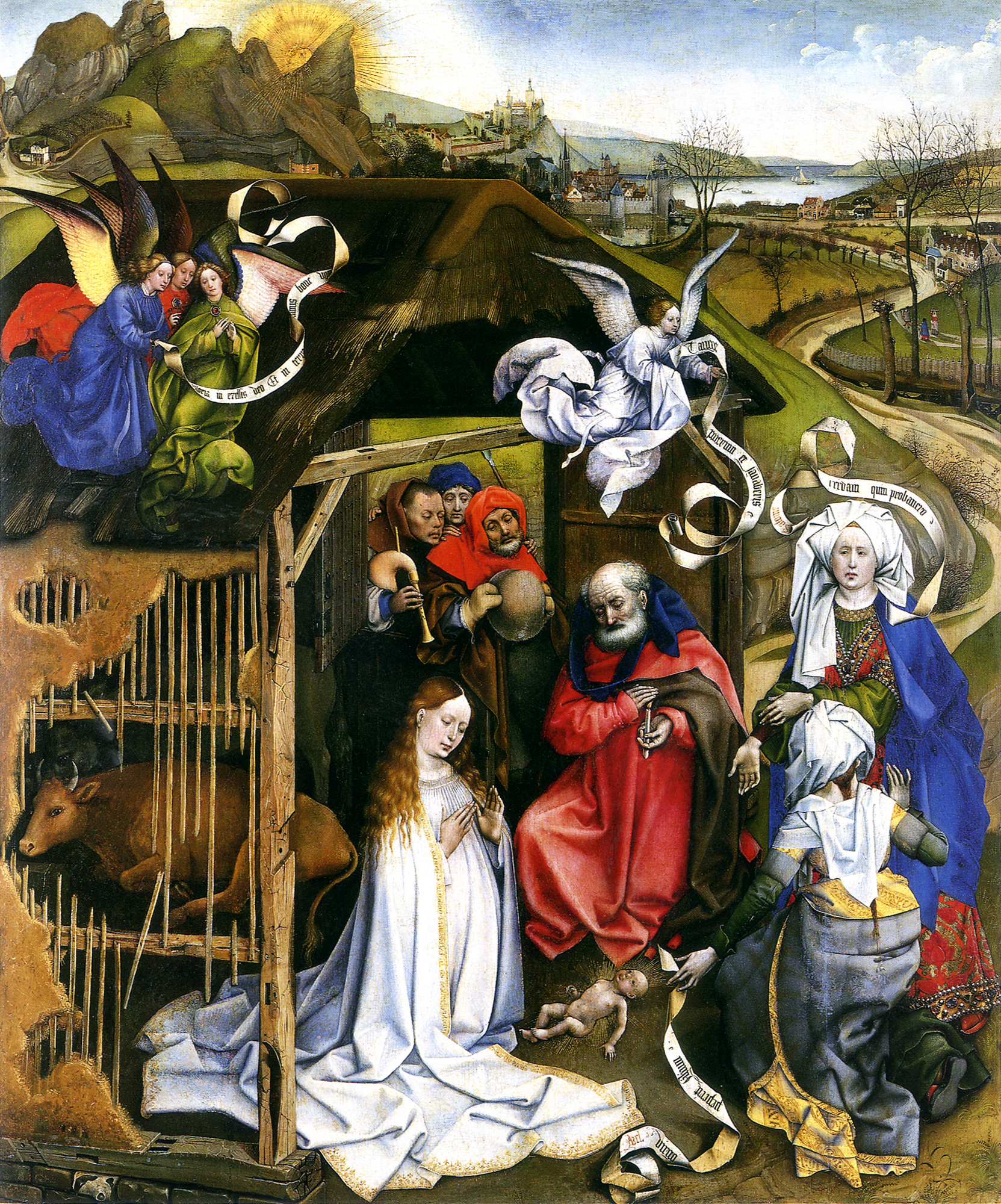
Natividade, 1420-1426, de Robert Campin, flamengo

Esta mudança de pensamento só daria plenos frutos no Renascimento, no século XIV, mas mesmo já suscitaria importantes modificações na estética. As representações terrificantes do Inferno e do Juízo Final, típicas do Românico e presentes em toda portada de igreja para alertar o fiel dos perigos da heresia e do pecado, cedem lugar a cenas marianas, e Jesus, antes o Pantocrator todo-poderoso, o juiz implacável, se torna mais fraterno e misericordioso; Deus começava a assumir uma face compreensiva, relevando algumas fraquezas naturais do homem, procurando atraí-lo também pelo amor e pelo perdão. A alegria e a graça pareciam voltar tanto ao cotidiano como à arte, e surgem até representações claramente humorísticas e satíricas. A formação das universidades e a maior educação das elites também significou a criação de um novo mercado de livros, com grande proliferação de escritórios de copistas e iluminadores nos mosteiros e cortes. Vários nobres e religiosos de alto escalão se tornaram grandes mecenas para manuscritos, como os duques da Borgonha e os reis de França, cujas cortes góticas ficaram famosas na Europa pelo seu amor às artes, sendo criados ali vários manuscritos luxuosos, como as Horas de de Charles d'Angoulême, a Bíblia Morgan, as Grandes Horas de Philippe le Hardi e as Riquíssimas Horas do duque de Berry.
Nesse processo de valorização do natural o corpo humano foi especialmente beneficiado, pois até então era visto mais como uma fonte de corrupção moral e um animal a ser disciplinado rigorosamente. Essa aversão ao corpo fora uma nota onipresente na cultura religiosa anterior, e a representação do homem primava por uma estilização que minimizava sua carnalidade, mas agora se abandonava o esquematismo simbólico do Românico e do Gótico primitivo para se alcançar em breve espaço de tempo um naturalismo que não se vira desde a arte greco-romana. Conforme disse Ladner, "no fim do século XI a espiritualização havia chegado a um clímax além do qual era impossível prosseguir; e portanto a primeira metade do século XII foi um ponto de virada na história da imagem do homem na arte Cristã, bem como no desenvolvimento da doutrina da semelhança entre a imagem do homem e a de Deus".
Essas tendências naturalistas não se mostraram todas ao mesmo tempo e em todos os lugares, havendo grandes variações cronológicas e regionais. Em certos períodos ao longo do Gótico houve surtos localizados de revivescência mística, como o movimento franciscano, gerando escolas de pintura que privilegiavam a emoção e a poesia, mas podendo chegar a intensidades patéticas na expressão do fervor religioso.

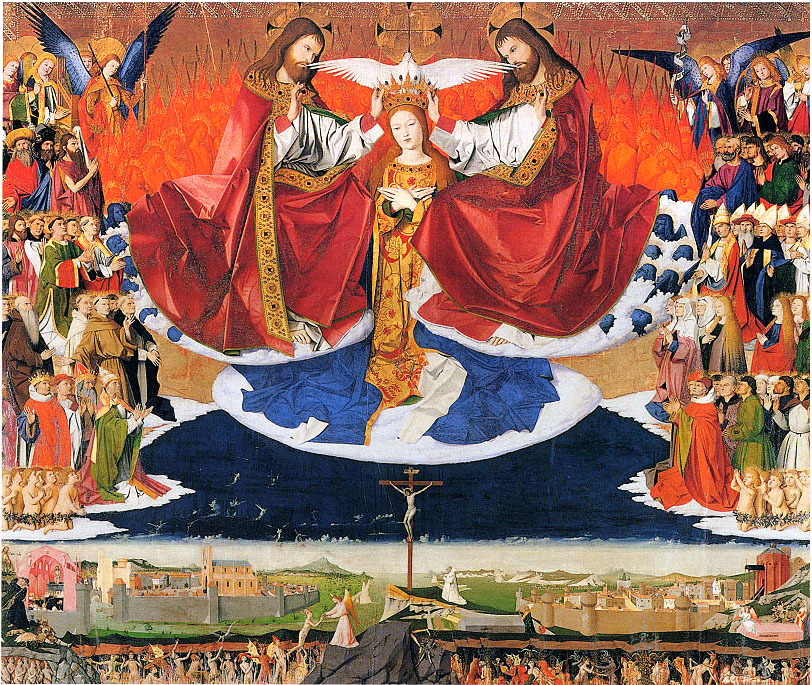
A Coroação da Virgem, 1454, de Enguerrand Quarton, francês

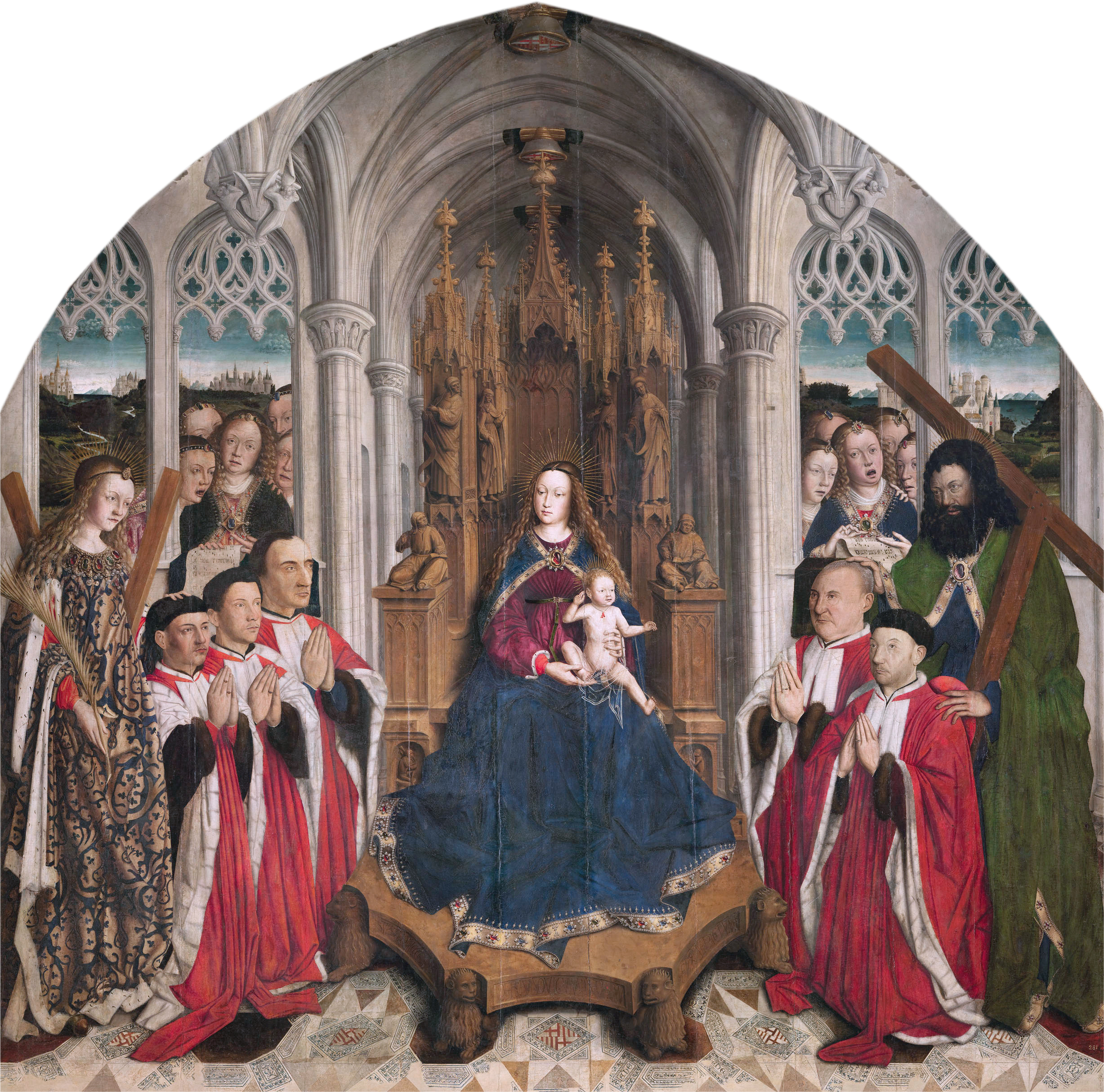
Virgem dos Conselheiros, 1443-1445, de Luís Dalmau, espanhol

Outros temas populares eram passagens históricas e combates, temas da poesia trovadoresca e dos romances de cavalaria, o amor cortês, o "jardim interior", o labirinto, a Dança da Morte, alegorias das Virtudes e das Artes Liberais, e variados ciclos narrativos sacros, com preferência para a vida de Jesus e Maria, com suas cenas simples de cotidiano e seus momentos grandiosos e transcendentes. Essa amplitude de possibilidades deu aos pintores grandes pretextos para a exploração da natureza humana, da representação do corpo e dos cenários, e para a expressão de uma ampla gama de emoções.
No Gótico todas as antigas modalidades de pintura continuam sendo praticadas em larga escala, mas a grande novidade é a popularização da pintura a óleo, que revolucionaria a tradição de pintura de cavalete e de retábulos e levaria a arte a um grau de sofisticação inédito, possibilitando, em seu período final, à reconstrução da tridimensionalidade de maneira extremamente coerente e convincente, dando passos decisivos para a reconquista da perspectiva de ponto central proposta na Antiguidade e perdida na Idade Média, e superando a tradição clássica em termos de mímese verossímil da realidade. Esses avanços são claros nas obras de, por exemplo, Jan van Eyck, Rogier van der Weyden ou Albrecht Dürer, os quais, junto com muitos outros, estão a cavalo entre o Gótico e o Renascimento nas regiões nórdicas e criam grande escola, de penetração internacional, trazendo em sua produção estilemas tipicamente góticos, como as figuras alongadas e sinuosas, o amor ao detalhe precioso e ao caráter decorativo, os panejamentos com dobras angulosas, as legendas e rolos de pergaminho com inscrições representados a pairar no espaço dentro da pintura e cenários arquitetônicos em estilo ogival, elementos que são elaborados e arranjados com um senso de espaço tridimensional e naturalismo figurativo tipicamente classicistas.

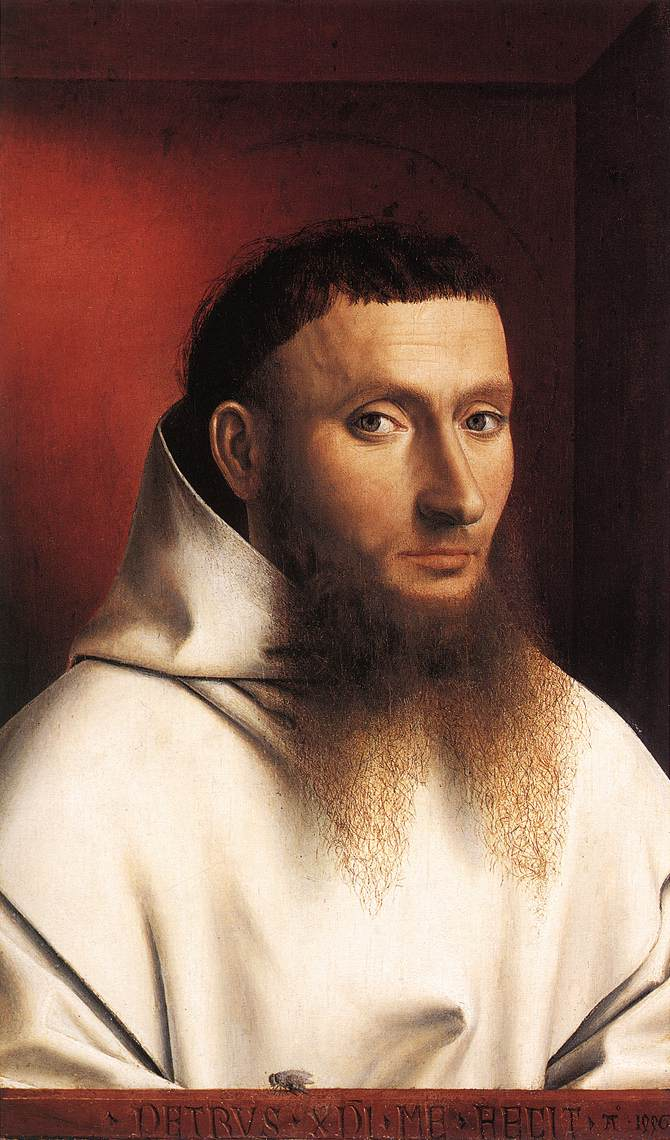
Retrato de um frade cartuxo, 1446, de Petrus Christus, da escola flamenga. Aqui um exemplo do alto nível que a retratística atingiu no final do Gótico, em transição para o Renascimento, favorecida pela sutil técnica do óleo

Esse novo equilíbrio entre fontes góticas e clássicas ainda seria claramente perceptível até depois do Renascimento em vários locais da Europa, especialmente o norte e a Península Ibérica. Nessas regiões, periféricas em relação ao antigo território da Roma imperial, o classicismo nunca prevaleceu tão ampla e profundamente como faria na Itália renascentista, e o que se viu foi uma duradoura presença de fortes referências góticas — e às vezes até românicas — em toda a pintura produzida nessa vasta "periferia" até data tão tardia como o século XVII, em combinações as mais variadas, conhecidas em conjunto sob a denominação genérica de Maneirismo internacional.
França, Itália, Alemanha, Espanha, Portugal, países nórdicos e eslavos, todos deram grandes contribuições ao Gótico, sobrevivendo um acervo extraordinário tanto em quantidade quanto em qualidade, e mesmo assim sabe-se que muitíssimo mais havia e foi perdido por vários motivos. Muitos outros nomes poderiam ser citados, como Stefan Lochner, Nicolas Froment, Altichiero da Zevio, Simone Martini, Gentile da Fabriano, Lorenzo Monaco, Enguerrand Quarton, Jean Fouquet, Lluis Borrassà, Nuno Gonçalves, Francisco Henriques, mas necessariamente deixando de lado uma legião de outros mestres notáveis, fazendo com que qualquer tentativa de listar uma seleção de estrelas principais esteja fadada ao fracasso e à controvérsia, dada a imensa multiplicidade de formas de expressão original e de alto nível durante este período. 
O Gótico também foi a primeira fase dourada da arte do vitral, que está relacionada à pintura assim como o mosaico e a tapeçaria, buscando efeitos semelhantes à pintura tradicional em outras técnicas. Os vitrais podem ser construídos apenas pela justaposição de peças de vidro colorido, mas muitas vezes recebiam efetiva pintura, especialmente para detalhes como faces, mãos e ornamentos no vestuário. Seu uso foi estimulado pelas janelas de dimensões cada vez maiores nas igrejas, favorecidas por inovações na técnica da arquitetura e por uma teologia sobre a "luz espiritual" que permeou o pensamento gótico, luz da qual o templo devia ser o receptáculo e espelho. Os vitrais góticos são famosos pela riqueza de seu colorido, pela diversidade de soluções plásticas obtidas e pelo impactante efeito ambiental da luz filtrada nos interiores, sendo a Sainte-Chapelle, em Paris, talvez o exemplo mais conhecido, em que as paredes virtualmente desaparecem, substituídas por amplas janelas com apenas delgadas colunas de sustentação entre elas.
Ramificações tardias do Gótico apareceriam na América, principalmente na arquitetura, mas ocasionalmente na pintura, fruto dos círculos de missionários-artistas ativos a partir do século XVI, e de uma iconografia gótica em gravura que circulou nas colônias americanas a partir do século XVII e serviu de modelo para muitos pintores locais. O Gótico foi levado também às Índias Orientais pelos portugueses no século XVI, mas pouco resta dessa produção. No século XIX o estilo seria revisitado através do Neogótico, também com difusão internacional.

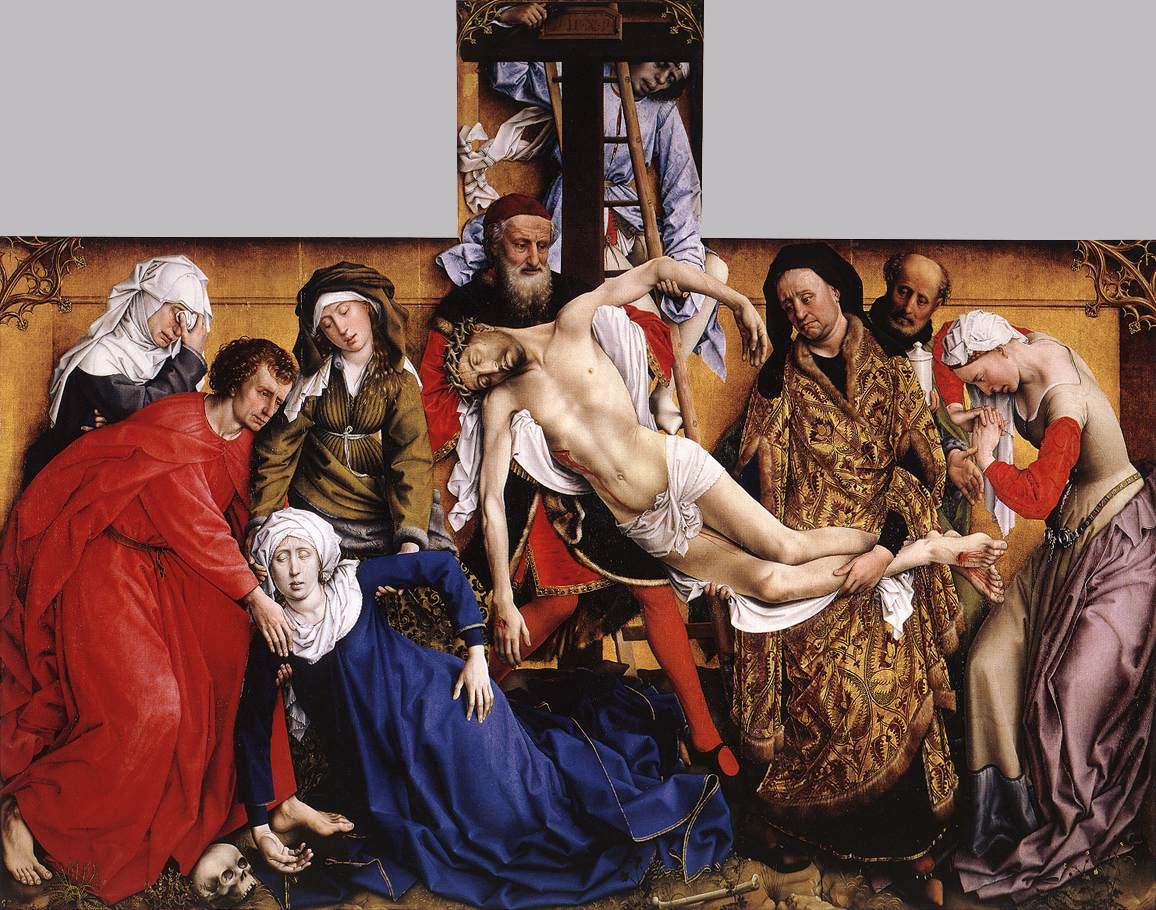
Descida da cruz, c. 1435, de Rogier van der Weyden.
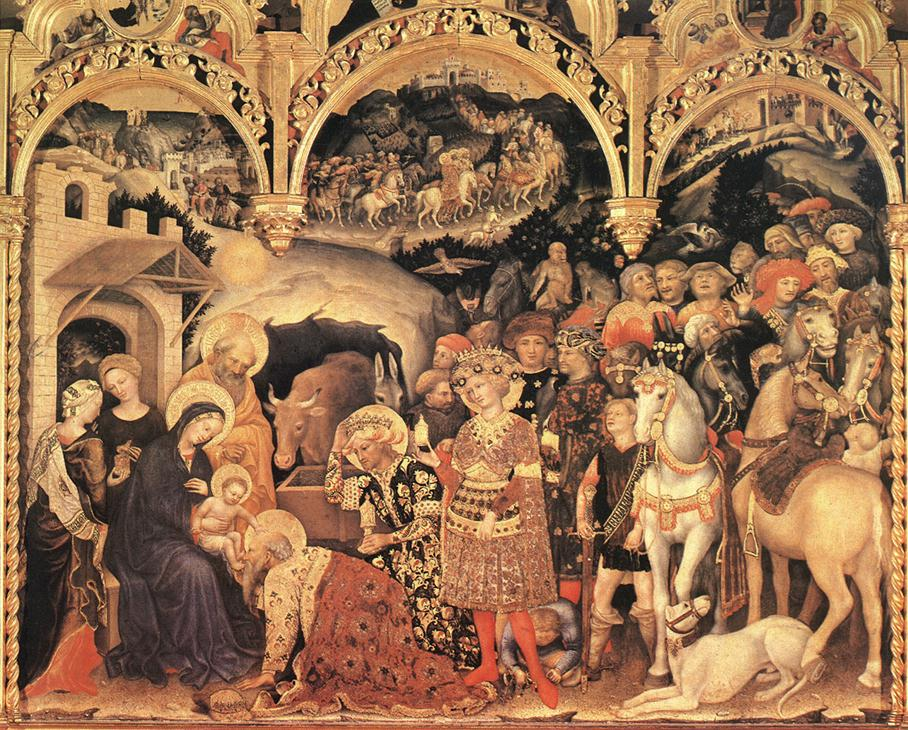
A Adoração dos Magos, 1423, de Gentile da Fabriano, italiano.
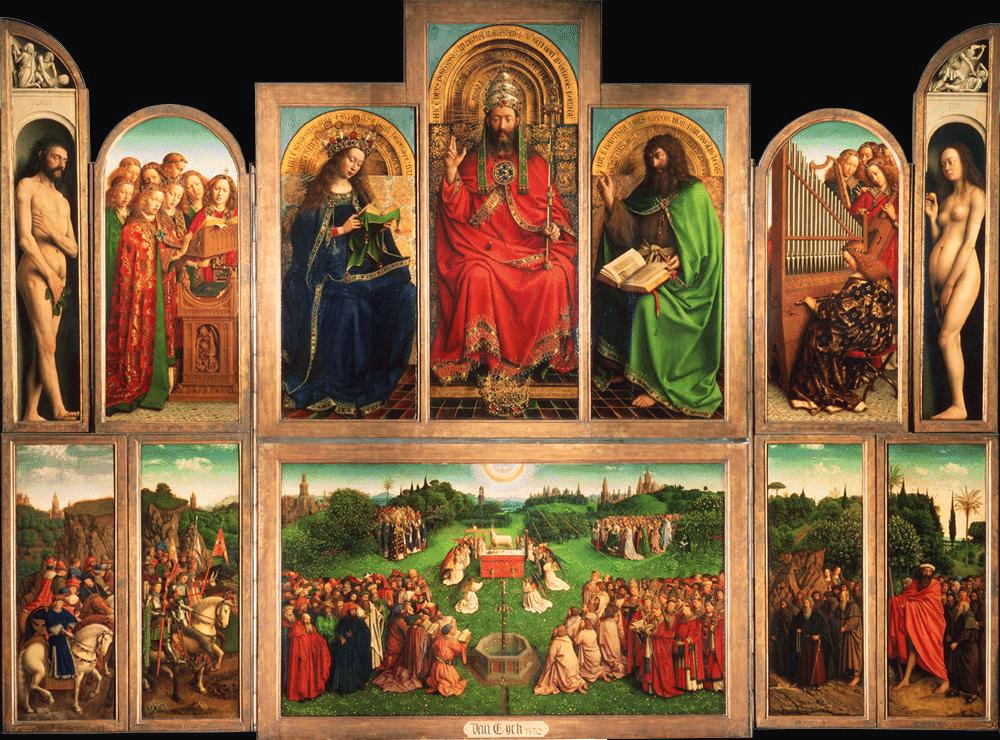
Retábulo de Ghent, 1432, de Jan van Eyck, flamengo.
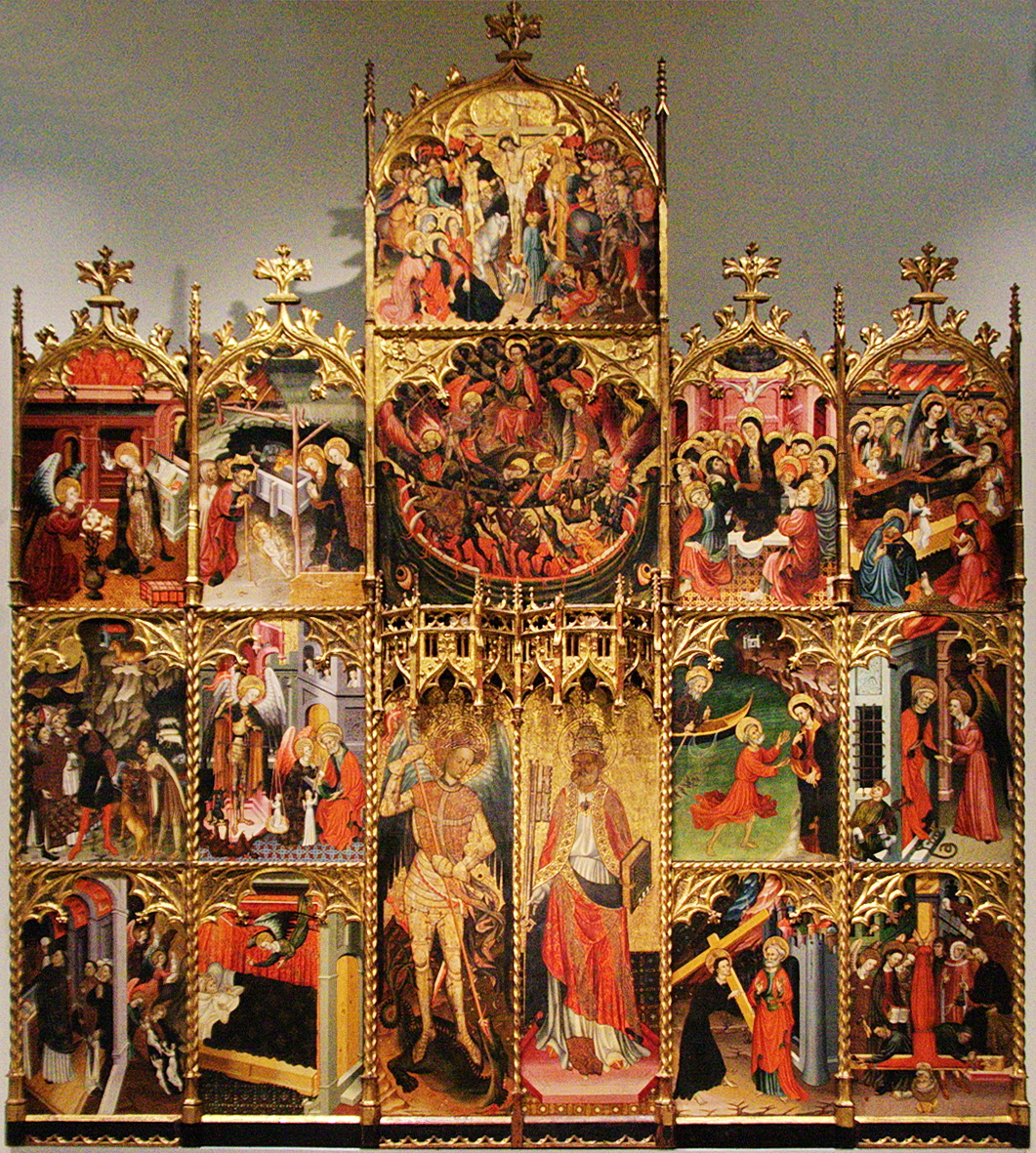
Retábulo de S. Pedro e S. Miquel, 1432-1433, de Bernat Despuig e Jaume Cirera, espanhois.
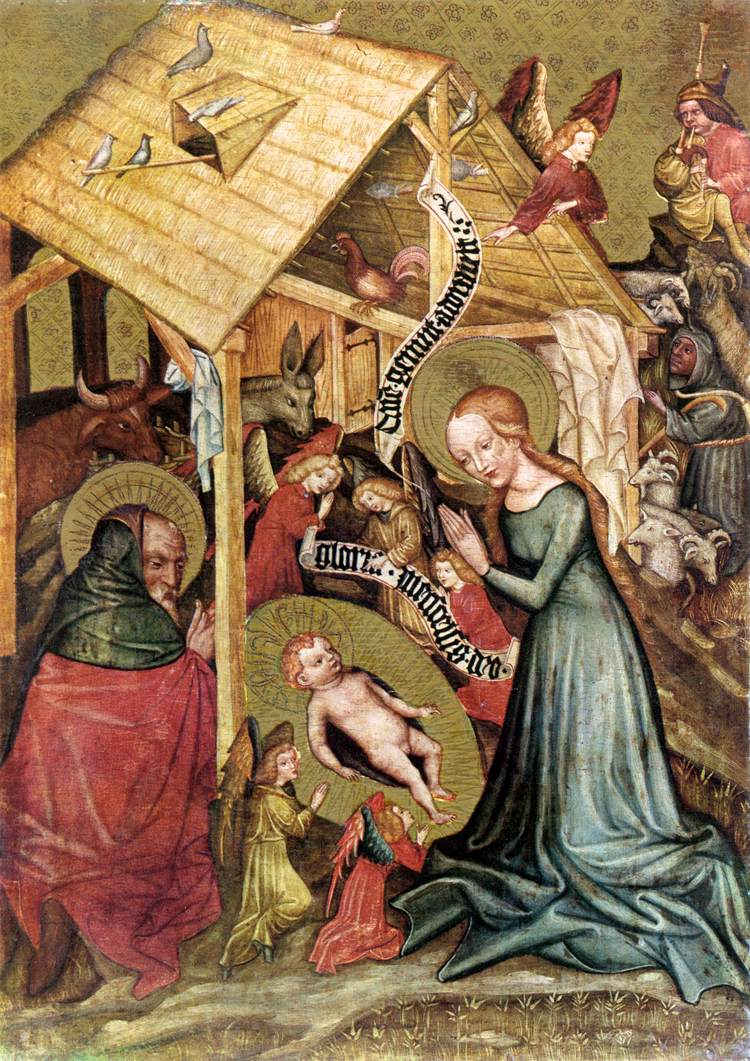
Natividade, anônimo italiano, século XV.

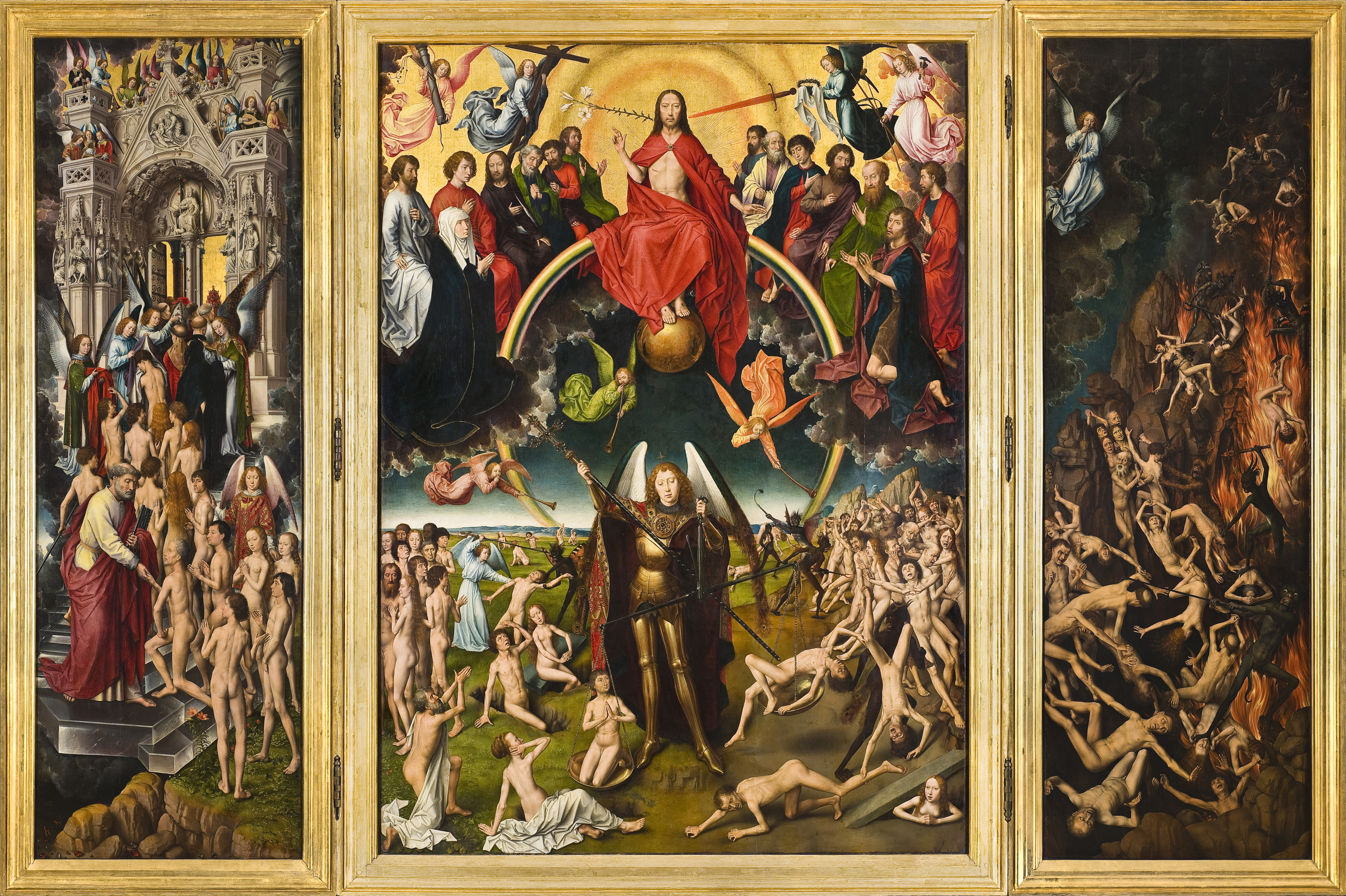
Juízo Final, 1466-1473, de Hans Memling, flamengo.
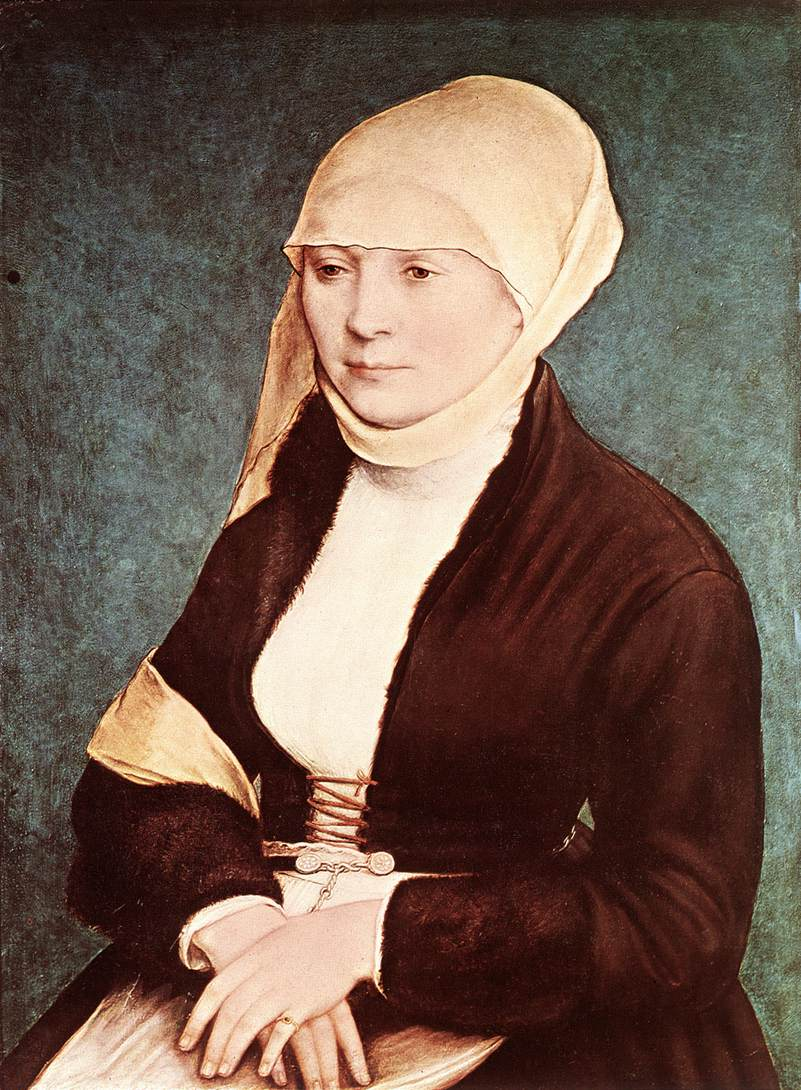
Retrato da esposa do pintor, de Hans Holbein, o Jovem, 1502, alemão.
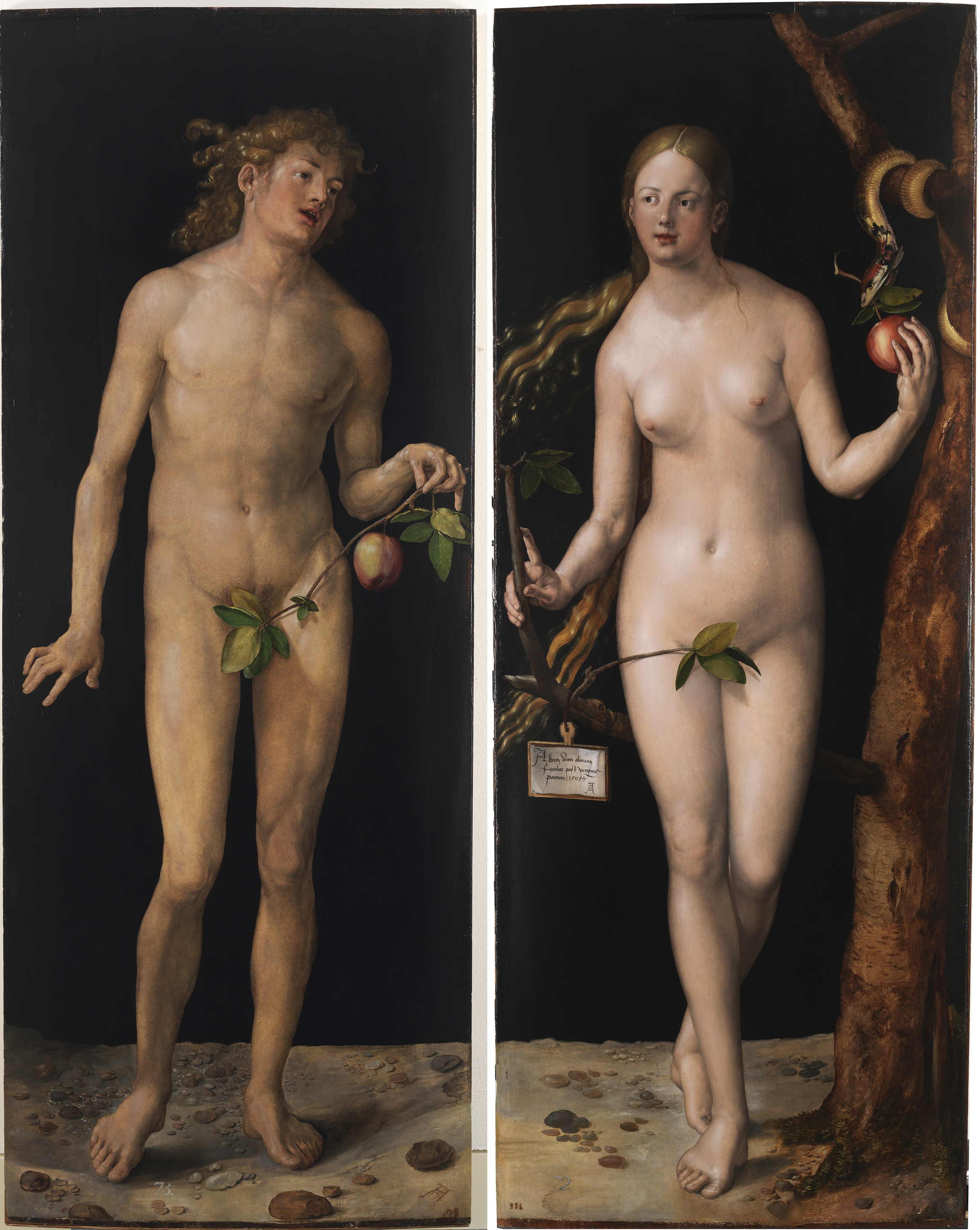
Adão e Eva, c. 1507, de Albrecht Dürer, alemão.
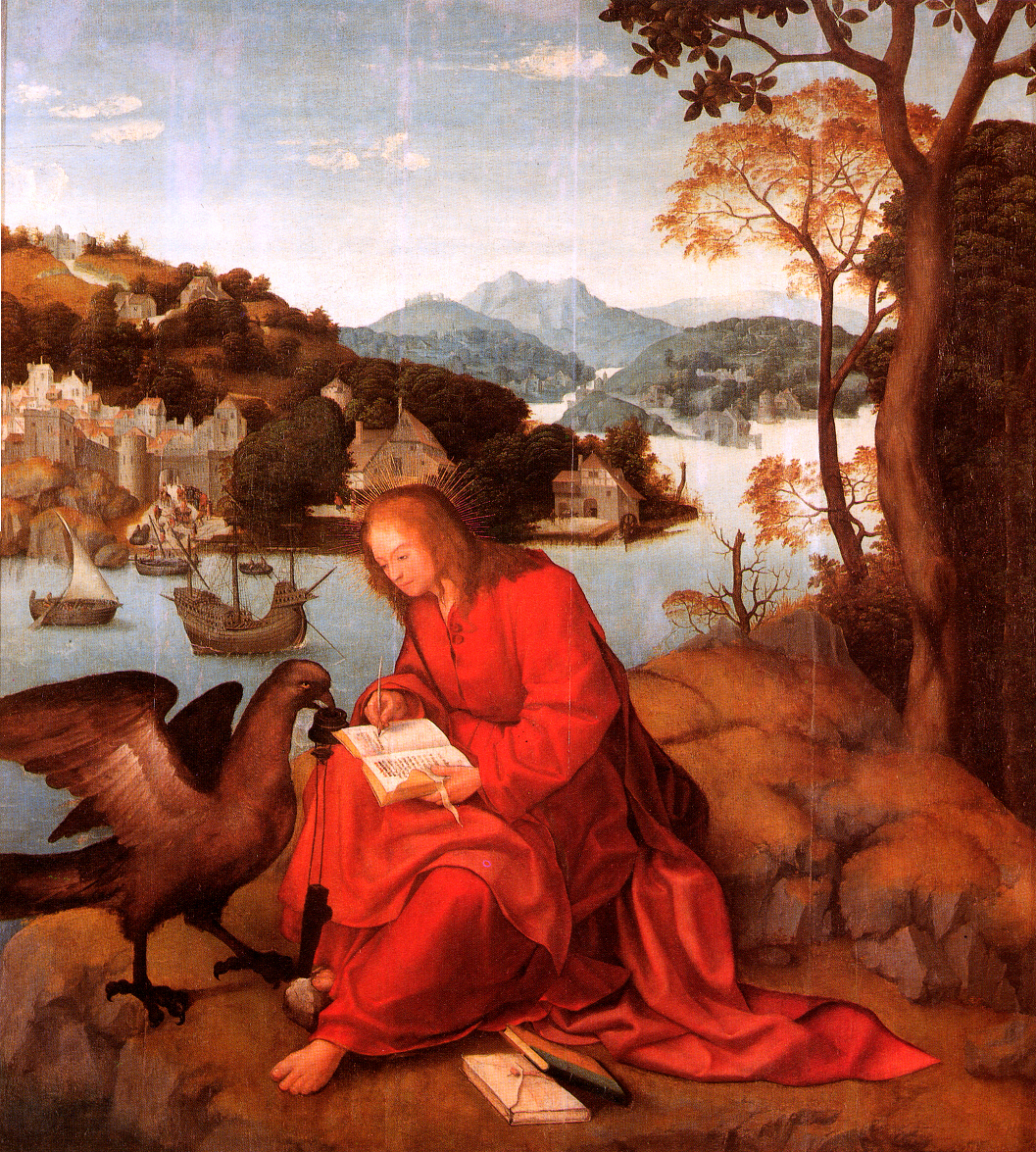
São João em Patmos, século XVI, do Mestre da Lourinhã, português.

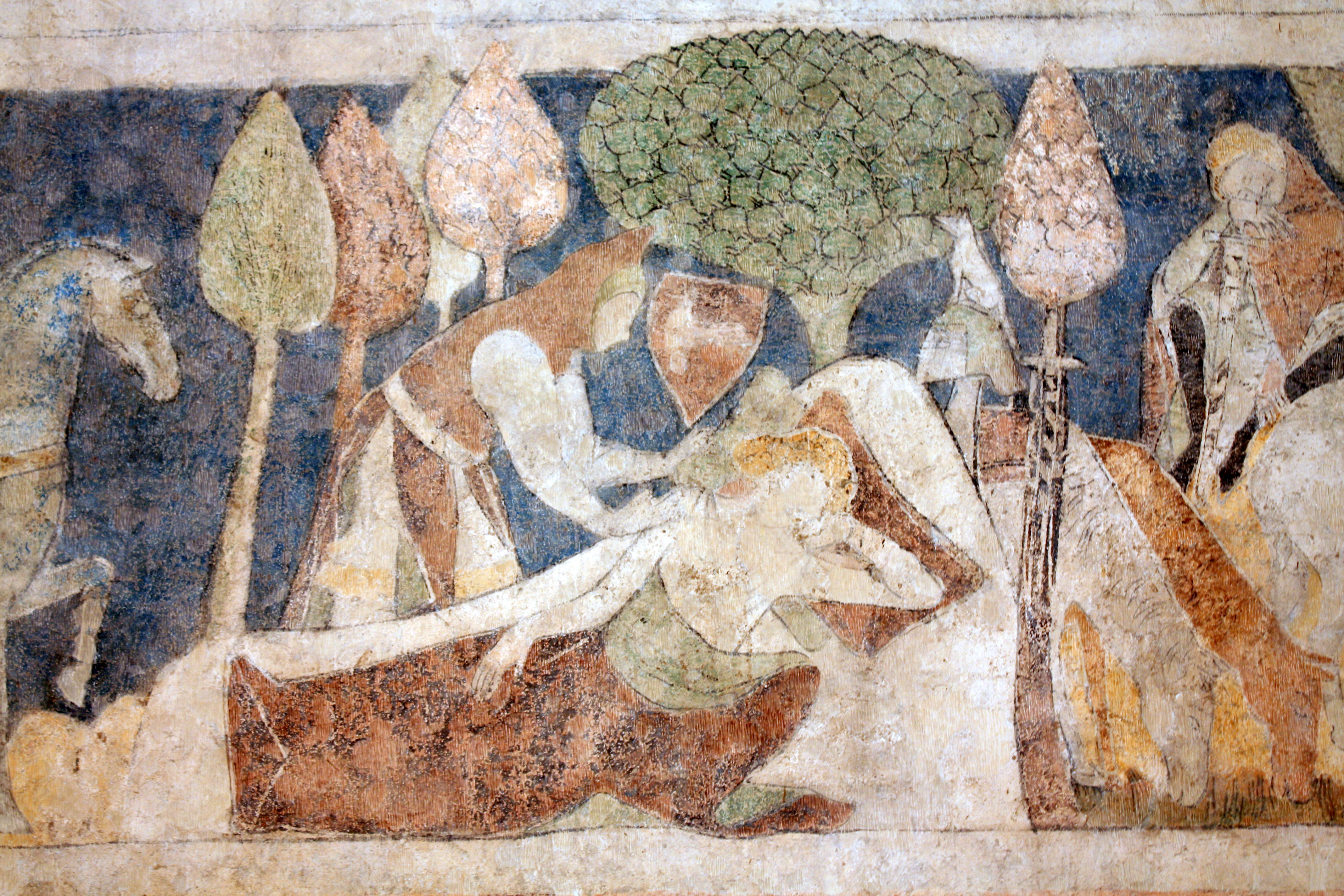
O sono de Lancelot debaixo da macieira, c. 1315, Torre Ducal de Siedlęcin, Polônia.
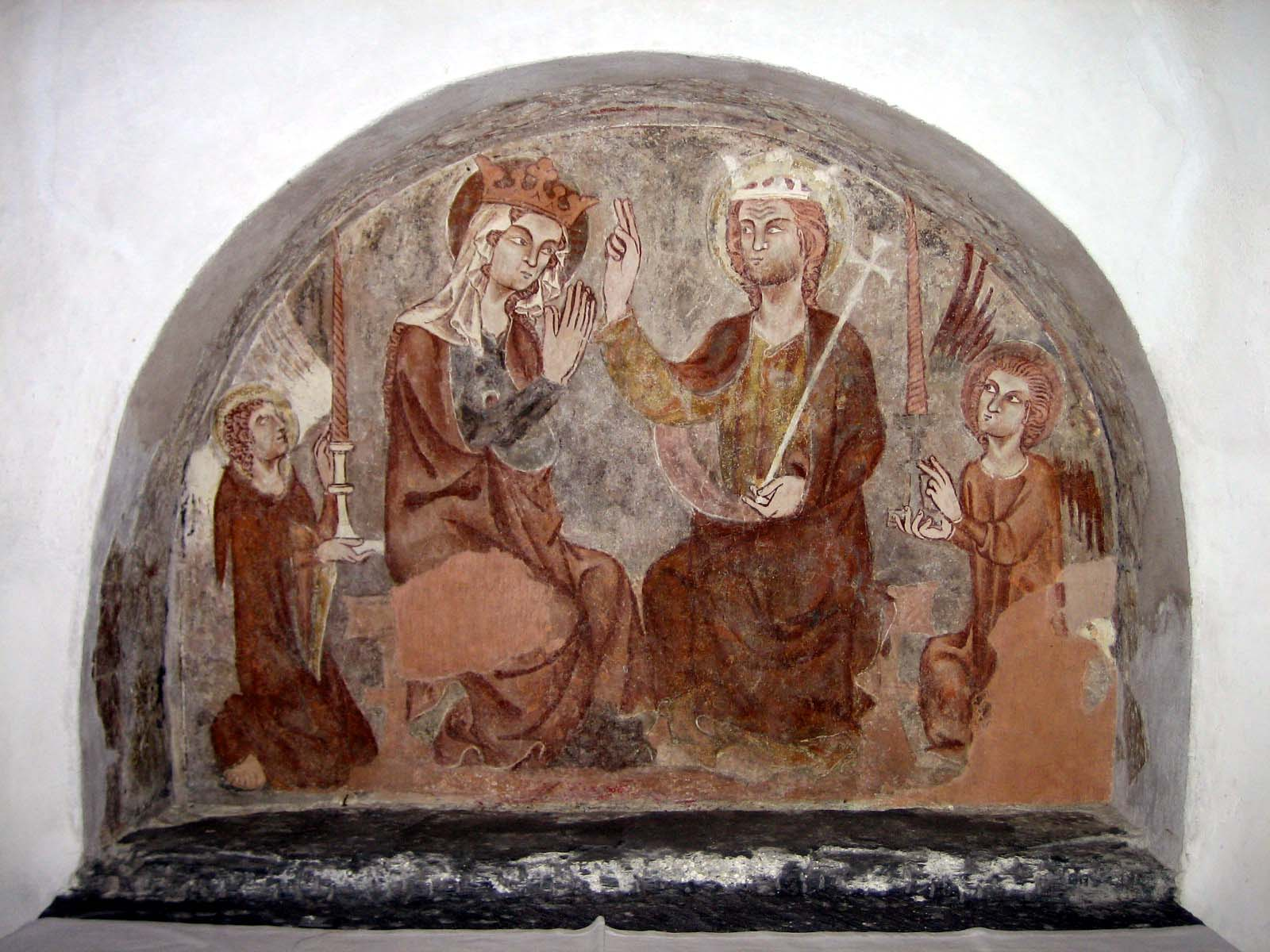
Coroação de Maria, 1330/1340, do Mestre de Waltensburg, igreja de Maria e Miguel, Churwalden, Suíça.
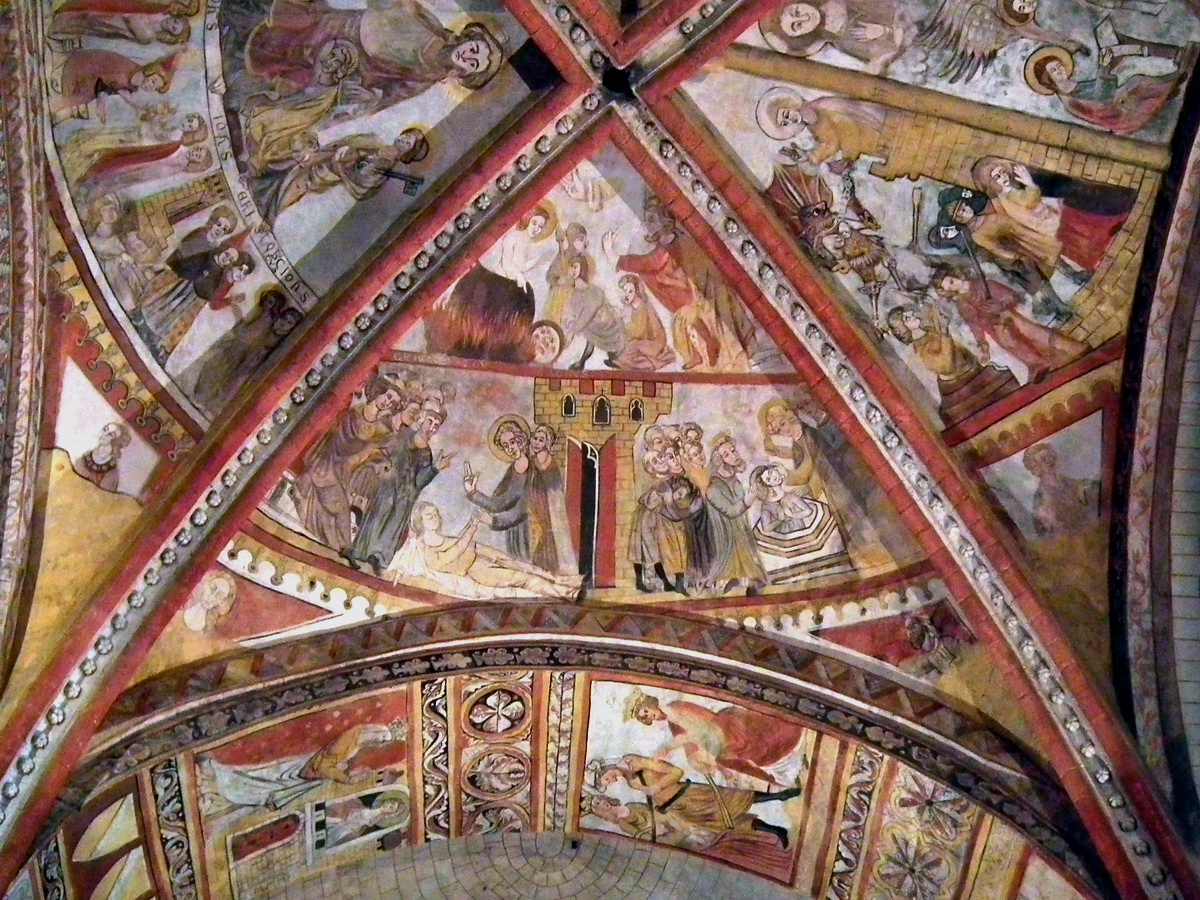
Cenas da vida de São Macário, século XIV-XV, afrescos, igreja de Saint-Sauveur-et-Saint-Martin, França.
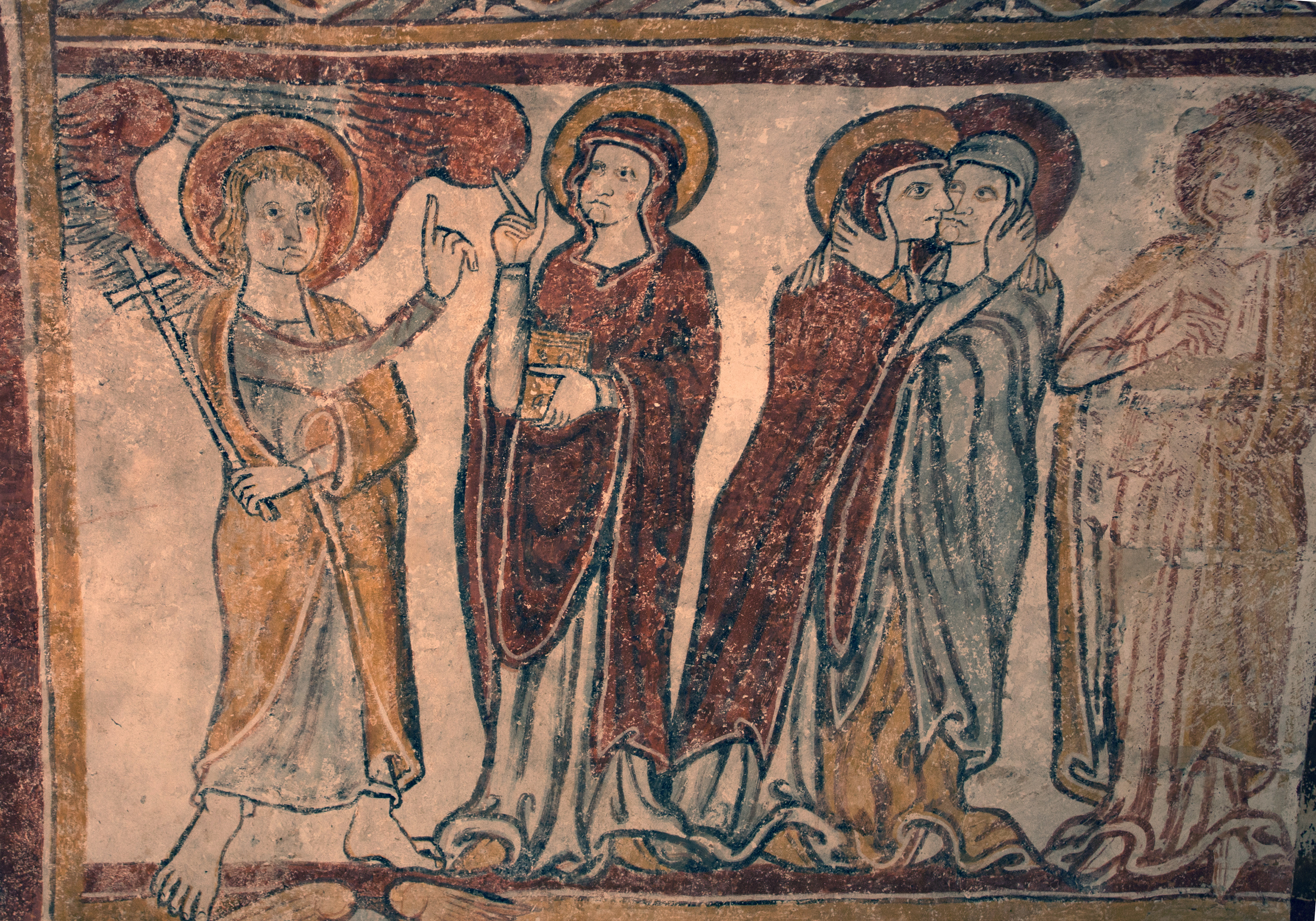
Anunciação, cripta da igreja de Saint-Laurent et Notre-Dame de Gargilesse-Dampierre, França.

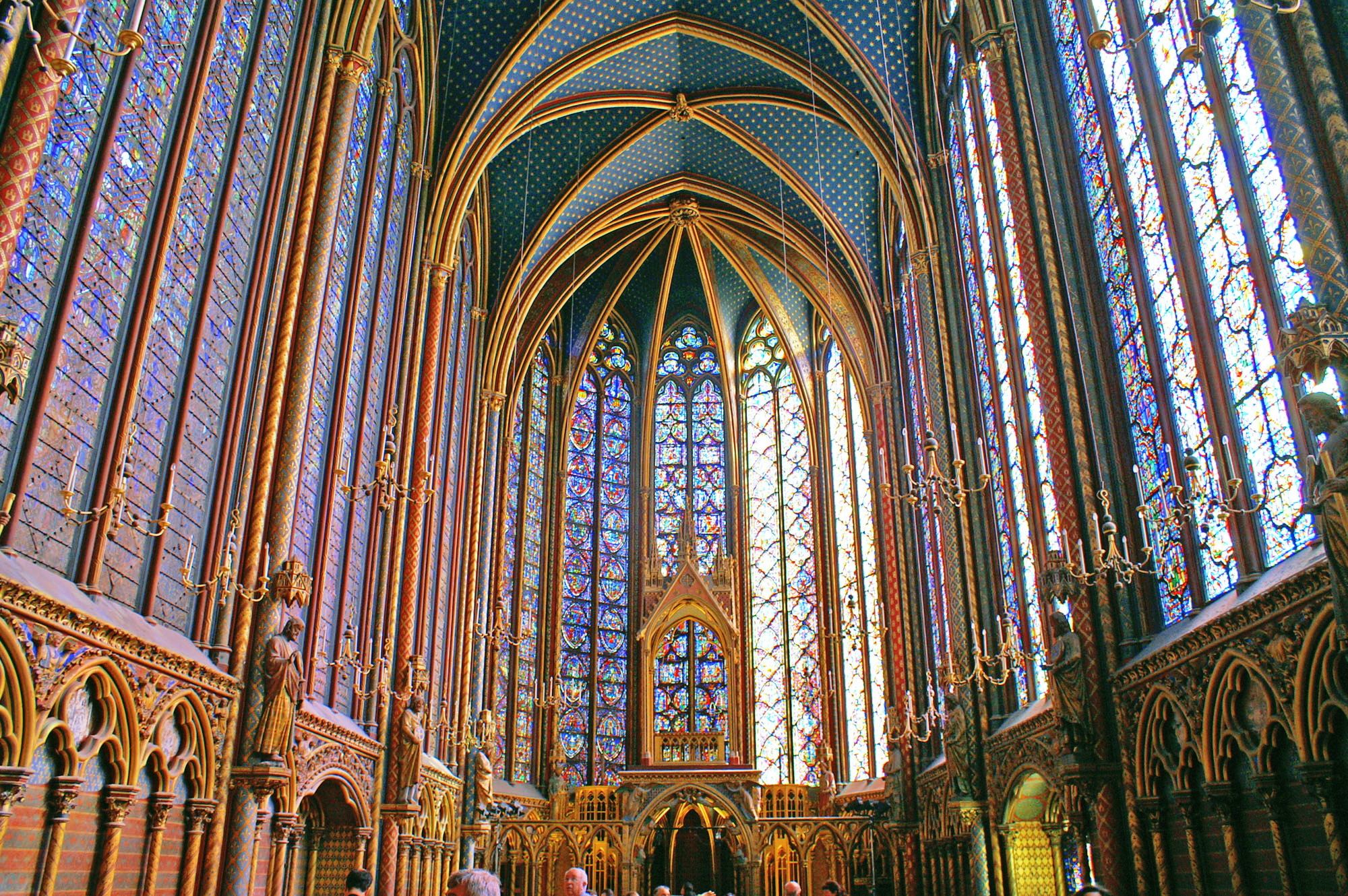
Vitrais da Sainte-Chapelle de Paris.
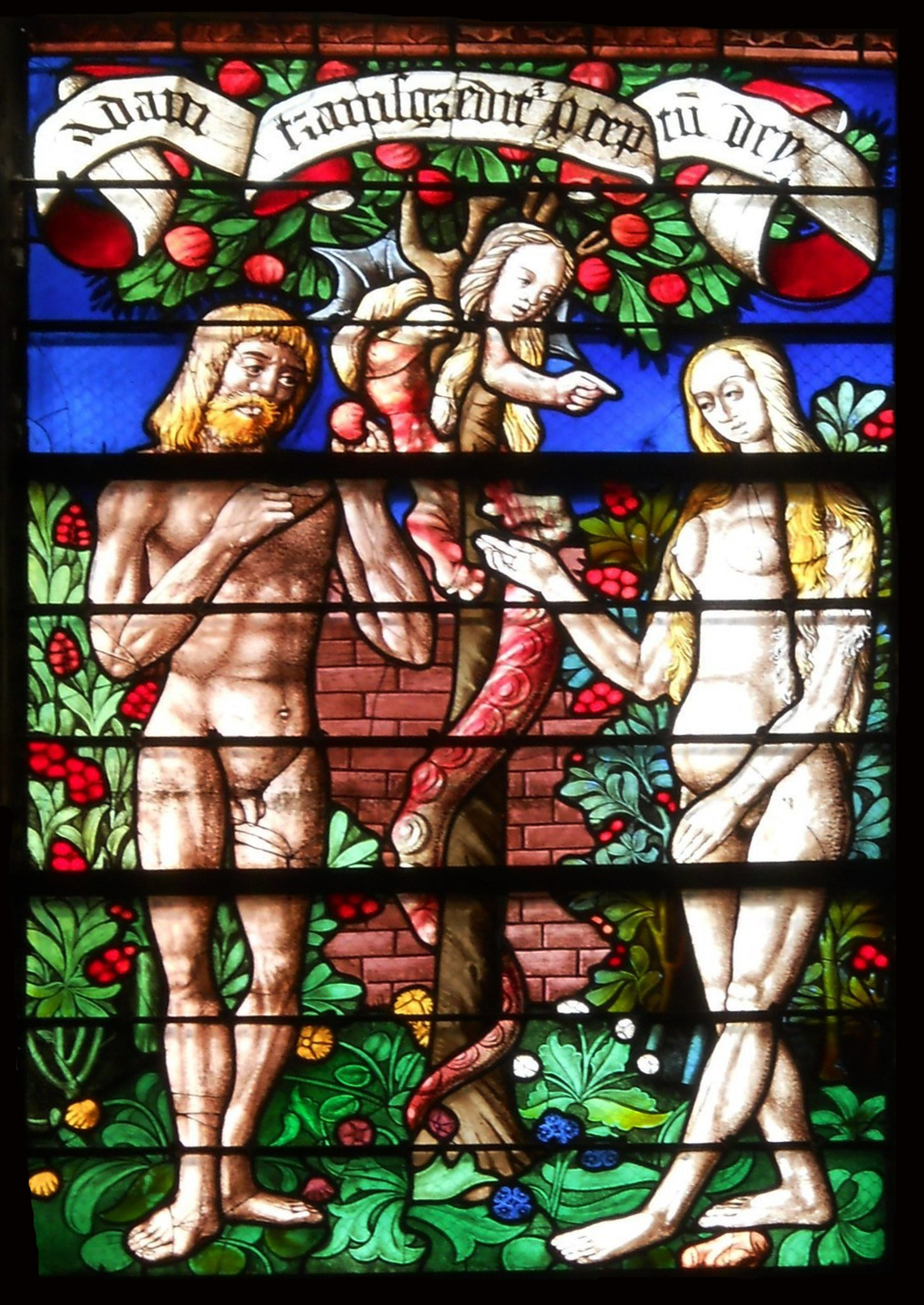
Vitral na Catedral de St-Etienne, Châlons-en-Champagne, França.
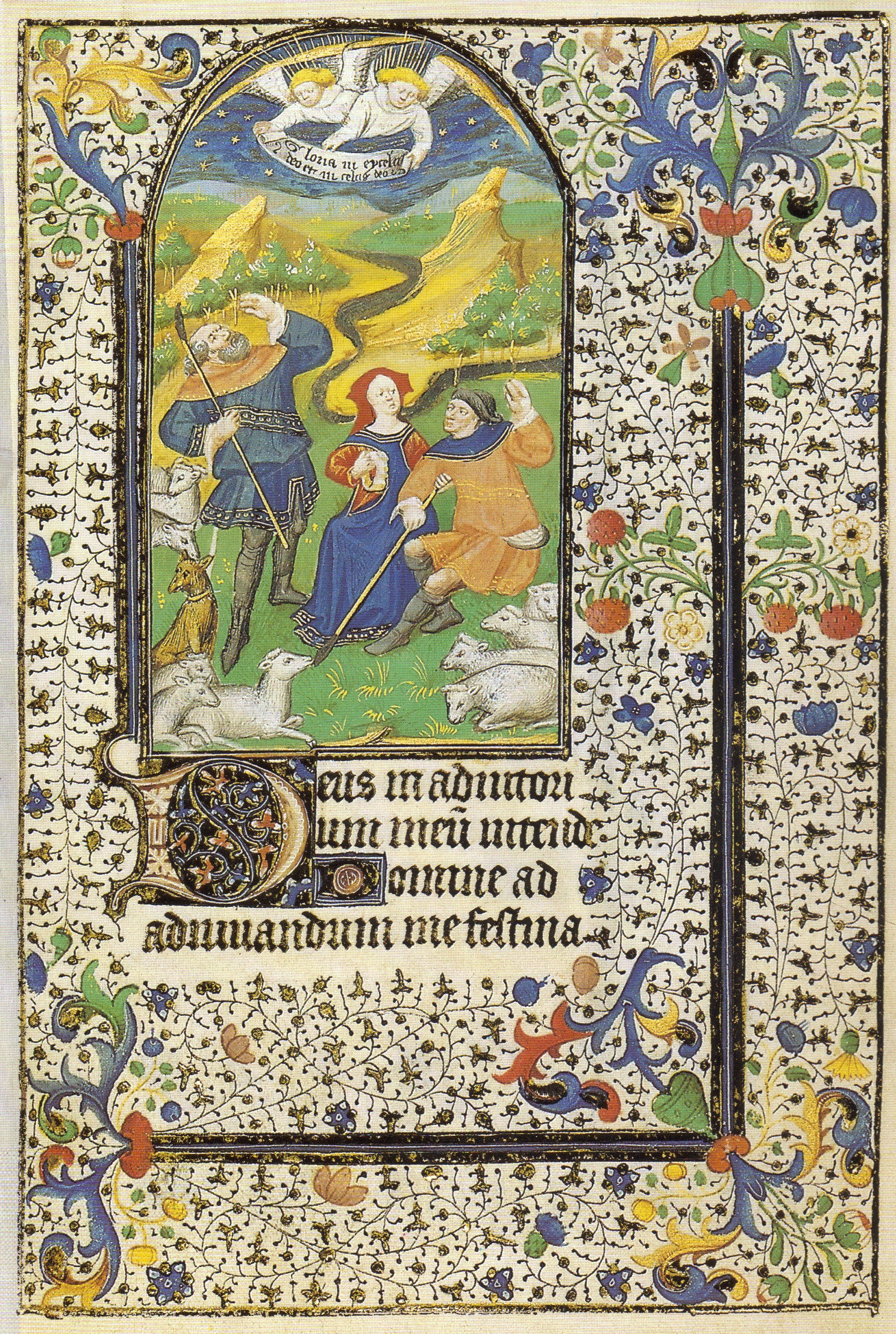
Página das Horas de Mainz, c. 1450.
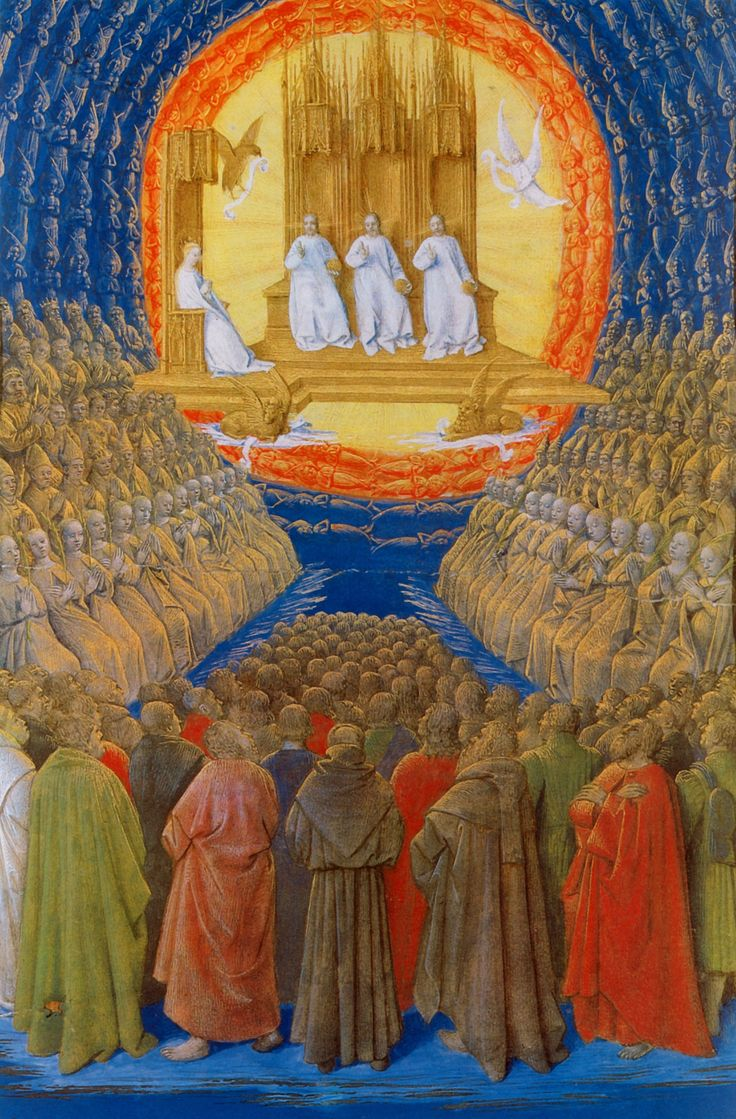
Página do Livro de Horas de Étienne Chevalier, 1450-1460, decorado por Jean Fouquet, francês.